# Hôpital de la Charité de Lyon
Pour les articles homonymes, voir Hôpital de la Charité.
L'hôpital de la Charité de Lyon est un ancien hôpital destiné à recevoir les enfants orphelins et les indigents. Construit au XVIIe siècle à Lyon, il est détruit en 1934 pour cause d'insalubrité et seul le clocher de l'église, construit d'après un croquis du Bernin, a été conservé.

## Localisation
L'hôpital était situé à l'emplacement de l'actuel hôtel des postes du 2e arrondissement de Lyon et de la place Antonin-Poncet.

## Aux origines de l’Aumône générale (1531 - 1533)

### L’Aumône temporaire de 1531
L’année 1529 fut particulièrement difficile pour la population des alentours lyonnais à cause de la sécheresse qui fit diminuer les rendements agricoles. Ainsi, le prix des denrées alimentaires augmenta considérablement et entraîna de nombreuses émeutes. La situation ne s'améliora pas en 1530, année particulièrement difficile à cause de la cherté des denrées alimentaires et de la peste qui sévit. L’année 1531 ne fut toujours pas meilleure de ce point de vue et la disette frappa toujours autant la région lyonnaise et ses alentours. La pauvreté provoqua une migration importante de population vers la ville de Lyon, qui attira par la « proverbiale bienfaisance de ses habitants ».
La réaction de la ville fut rapide, avec l’installation préalable d’un bureau de bienfaisance au Couvent des Cordeliers de Saint-Bonaventure. Ce bureau proposa :
- de retirer les pauvres de la ville ou du dehors dans des lieux appropriés;
- d’organiser des quêtes afin de récupérer de la nourriture pour les pauvres;
- de multiplier les actions de secours envers ces personnes dans le besoin.

Quatre commissaires furent nommés pour encadrer les actions menées sur la rive droite de la Saône, et quatre autres pour la Presqu’île.
Les actions se multiplièrent et des contributions financières abondèrent, venant à la fois du consulat (900 livres), du clergé, mais également des « nations estranges, habitans en ladite ville » comme les Florentins (760 livres) ou encore les Lucquois (474 livres). Le livre d'or de l'Hôpital de la Charité dénombre également de nombreux donateurs particuliers.
L’œuvre temporaire a permis de nourrir les démunis pendant cinquante-deux jours : du 19 mai au 9 juillet 1531. En effet, le 9 juillet 1531, les commissaires de l'œuvre demandèrent aux démunis de quitter la ville et retourner chez eux. Au total, ce sont 5 056 personnes que l'aumône temporaire a permis de sauver de la famine. Enfin, les comptes étaient positifs : il resta un solde de 396 livres 2 sols et 7 deniers dans les caisses de l'aumône temporaire. Ce fonds financier servira d'assise à la constitution de l'Aumône générale quelques années plus tard.

### La création de l'Aumône générale
Même si l'Aumône temporaire était terminée, la pauvreté et la mendicité persistèrent.
Ainsi, le 18 janvier 1533, se déroula au Couvent des Cordeliers de Saint-Bonaventure une grande assemblée avec tous les contributeurs de l'Aumône temporaire. À cette occasion, maître Pierre Dorlin, notaire royal et chargé de la reddition des comptes, mit en avant la bonne gestion des comptes de l'Aumône temporaire. Jean Broquin, un des membres les plus actifs de l’œuvre, proposa alors de rendre permanent ce bureau de bienfaisance qui ne devait être que provisoire. Il s'agirait alors de suivre un plan d'action en trois axes :
1. L'ordonnance pour nourrir les pauvres (c'est-à-dire l'organisation de la prise en charge de l'éducation des petits garçons orphelins et des petites filles orphelines, l'hospitalisation de pauvres malades n'ayant pas de toit, les choix opérés afin de choisir quelles personnes seront nourries et dans quelles circonstances, en fonction de leurs revenus, de leur localisation géographique et de leur situation familiale);
2. L'ordonnance des commis (c'est-à-dire l'élection et la désignation de « huit personnages notables de la ville » pour enquêter et délivrer les billets aux pauvres afin de recevoir l'aumône. Le terme de commis sera par la suite remplacé par le terme de recteur)[3] ;
3. L'ordonnance de la quête (c'est-à-dire la mise en place de boîtes fermées à clés afin de recevoir les dons permettant de réaliser l'œuvre de bienfaisance).

Le 25 janvier 1533, cette proposition fut votée à l’unanimité, donnant naissance à l’Aumône générale. Enrayer la mendicité était l’un des objectifs prioritaires de l’Aumône Générale : ses actions principales furent donc la distribution de pain aux habitants pauvres et invalides, l’expulsion de la migration d’individus étrangers à la ville de Lyon (l'Aumône générale décida de laisser de côté les « maraulx et vaccabons valides ») et l’hospitalisation des enfants orphelins légitimes en distinguant les orphelins garçons à l’Hôpital La Chanal et les filles à l’hôpital Sainte Catherine,. Il fut également décidé que l'aumône serait donnée une fois par semaine avec 12 livres de pain et 12 deniers, avec une distribution sur cinq sites :
- Cimetière de Saint-Georges ;
- Couvent de l'Observance ;
- Couvent des Cordeliers de Saint-Bonaventure ;
- Couvent des Carmes des Terreaux ;
- Couvent des Jacobins.

En plus de cette action hebdomadaire, les pauvres de passage et pèlerins bénéficiant d'une aumône en argent, tous les jours, au Couvent des Cordeliers de Saint-Bonaventure. Ainsi, les pauvres recevant l'aumône avaient l'interdiction formelle de mendier sous peine de fouet. Ils avaient également l'interdiction de fréquenter les jeux, brelans et tavernes.
Les hôpitaux de la Chanal (pour les garçons orphelins) et Sainte-Catherine (pour les filles orphelines) furent mis en état et aménagés afin de recevoir les premiers enfants. Des maîtres et des maîtresses furent engagés pour pourvoir à leur éducation et un barbier-chirurgien fut chargé de les soigner. Tout cela permettant à l'Aumône générale d'entrer véritablement en action à partir du mercredi 4 mars 1533.

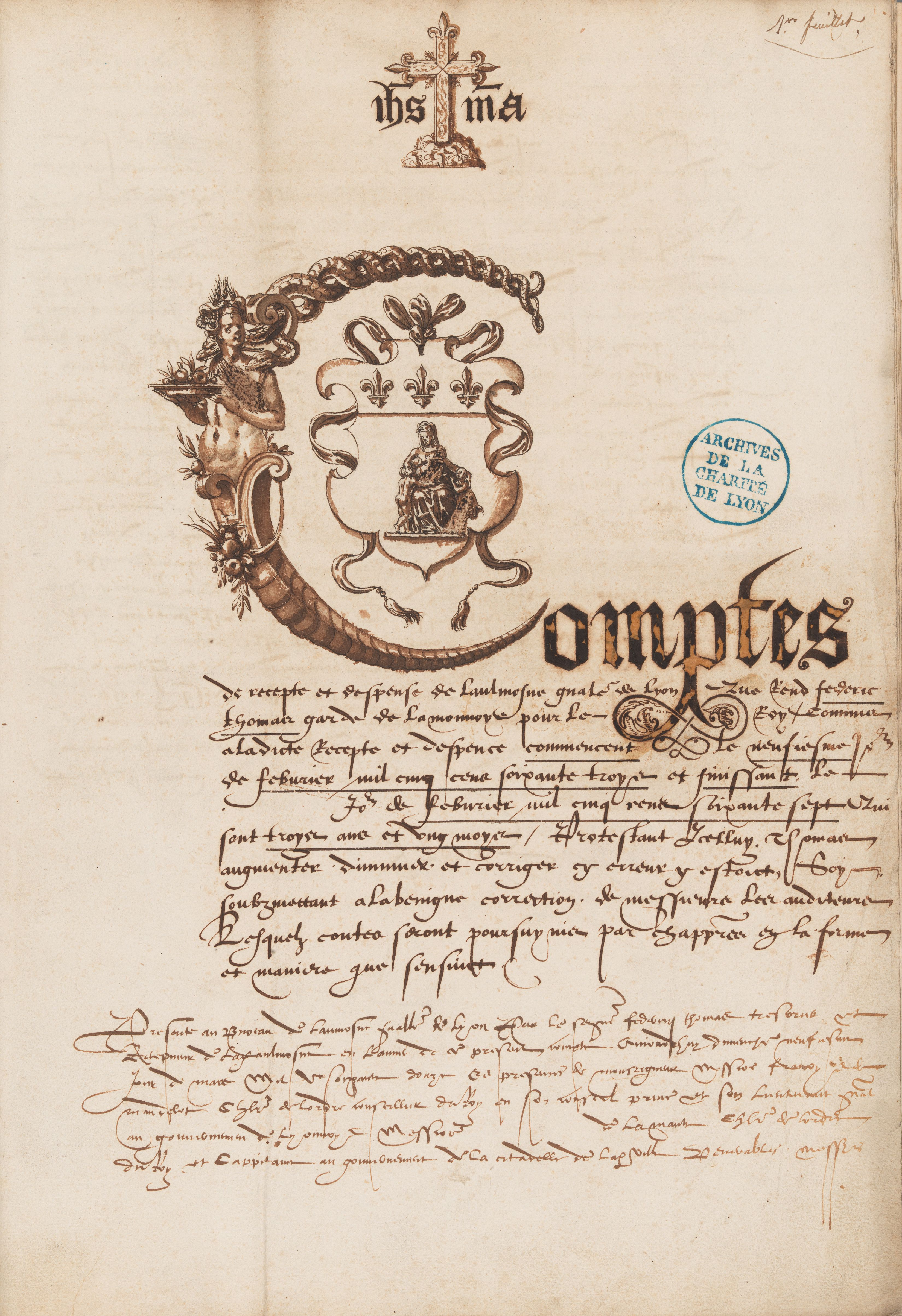
Première page du compte de recepte et dépense des deniers de l'Aumône générale de Lyon tenu par Frédéric Thomas (1564-1567)

L'exercice financier du 4 mars 1533 au 24 juin 1534 se montra positif avec un excédent de 708 livres, 2 sous et 2 deniers. Il fut alors conclu que l'Aumône pouvait se poursuivre.
S'ajoutèrent à ces comptes positifs une participation financière de François Ier à l'Aumône générale et des aménagements financiers qui ne fera que renforcer la force d'action de l’œuvre. En effet, quand François Ier arriva en visite à Lyon le 13 janvier 1535, accompagné de sa sœur, la reine de Navarre, le cardinal de Lisieux, grand aumônier de France, lui présenta les actions de l'Aumône générale. Les recteurs, quant à eux, présentèrent l'Aumône à la reine de Navarre en lui requérant expressément une aide financière :

« Supplient très humblement les commis à la superintendance et gouvernement de l'Aulmosne-Généralle qui présentement se fait en la ville de Lion, que, en ensuyvant vostre bonne volonté, qu'il vous plaise avoir pour recommandée envers le Roy, nostre Seigneur, et vous, ladicte Aulmosme; car en despuis l'advènement (l'arrivée) dudict seigneur, ladicte Aulmosne est grandement augmentée des pouvres suyvant sa court. A ceste cause les deniers d'icelle ne peulvent subvenir pour la grand despence qu'il couvient faire, qui se monte par chacune sepmaine 300 livres; par quoy madicte dame, comme princesse de charité, il vous plaise de vostre bénigne grâce, employer vostre bonne ayde et vous ferez ung bien inestimable »

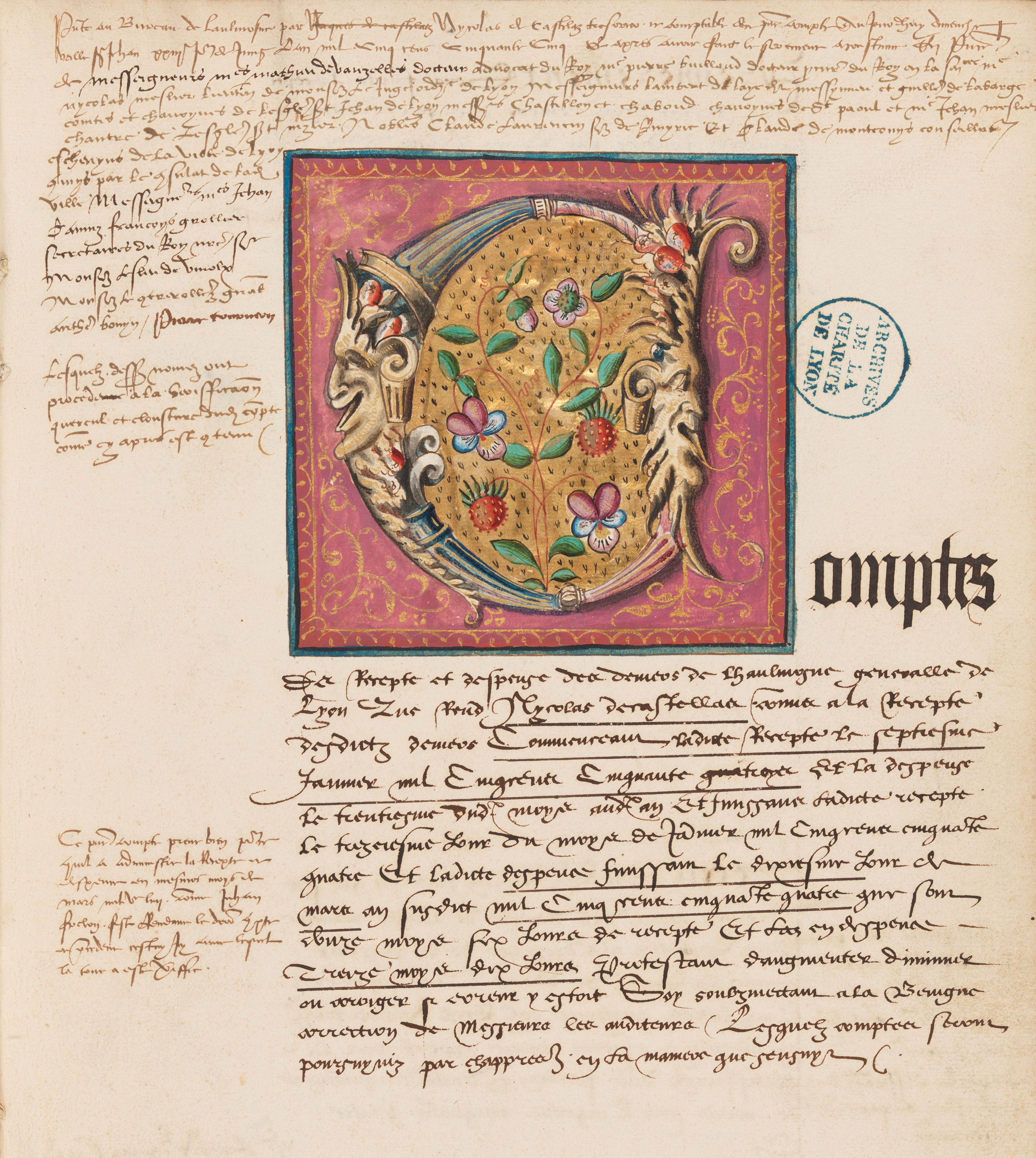
Première page du compte de recepte et dépense des deniers de l'Aumône générale de Lyon tenu par Nicolas de Castellas (1554-1555)

Ces demandes furent reçues par le roi François Ier qui contribua financièrement, à plusieurs reprises, à l'Aumône. Plus encore, par ses lettres patentes du 20 novembre 1538, le roi donna à l'Aumône des privilèges nouveaux : exemptions des droits de péages, impositions et subsides pour toutes les denrées utiles à la réalisation de l’œuvre.

## De l’Aumône à l’hospice de la Charité (XVIIe–XVIIIesiècles)

### L’Aumône et l’hospice de la Charité

#### LeXVIIesiècle
Au début du XVIIe siècle, le pays était affaibli par les guerres de religion et l'Aumône générale tentait de retrouver un fonctionnement viable. Un nouveau règlement général (Institution et Économie de l'Aumône générale de Lyon) fut mis en place et la nécessité d'augmenter les ressources financières de l'Aumône apparut. Cette dernière obtint ainsi par un arrêt du 15 mars 1602 de la Cour du Parlement, d'enjoindre les notables de la ville à réaliser des quêtes au profit de l'Aumône générale sous peine d'une amende de cent livres.
De grands travaux commencèrent également et donnèrent lieu à la construction de l'Hôpital de la Charité. Ce dernier fut construit sur un terrain non loin du pont du Rhône (proche de l'Hôtel-Dieu et du fleuve), dont l'acquisition coûta 14 063 livres. L'objectif de ces travaux était de construire un lieu d'accueil spécifique pour les mendiants dont le nombre restait élevé au début du XVIIe siècle.
En attendant l'achèvement de ces travaux, les pauvres de la ville furent logés à l'hôpital Saint-Laurent à partir du 14 mars 1614. Dès le deuxième mois, l'hôpital ne fut plus en capacité d'accueillir de nouveaux mendiants et les ressources financières manquèrent. En 1622, les mendiants quittèrent l'hôpital Saint-Laurent pour s'installer dans les bâtiments nouvellement édifiés de l'hôpital de la Charité, selon les plans du Père Martellange (architecte de la Compagnie de Jésus) et Pierre Piquet (recteur de la Charité). La question de savoir qui imagina ces plans a longtemps suscité le débat. Aujourd'hui, il est seulement possible d'affirmer que ces deux personnages ont eu un rôle certain dans la conception des plans de cet hôpital.

#### LeXVIIIesiècle

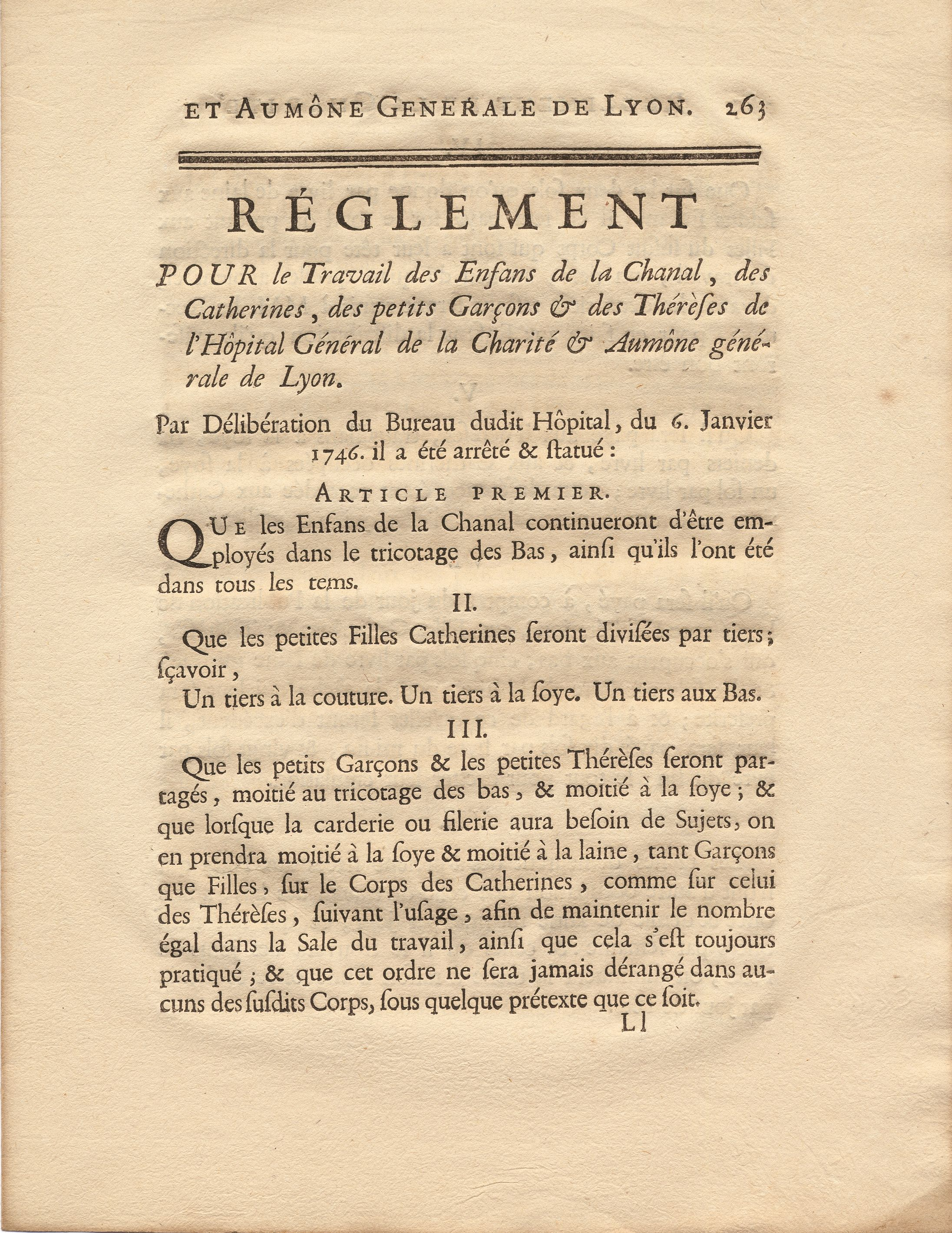
Règlement pour le travail des Enfants de la Chanal, des Catherines, des petits garçons et des Thérèses (1746)

Le 24 mai 1786, l'établissement prit le nom d'« hôpital général de la Charité, Aumône générale et enfants trouvés de Lyon ». Ainsi, l’œuvre de l'Hôpital de la Charité continua de porter des fruits pendant le XVIIIe siècle malgré quelques tourmentes.

En premier lieu, le fonctionnement tel qu'il existait au XVIIe siècle ne perdura cependant que jusqu'au 15 décembre 1791, date à laquelle les recteurs en exercice donnèrent leur démission. Ils furent remplacés à partir du 2 juillet 1792 par onze administrateurs nommés par le Directoire de département de Rhône-et-Loire et le Conseil Général de la Commune de Lyon.

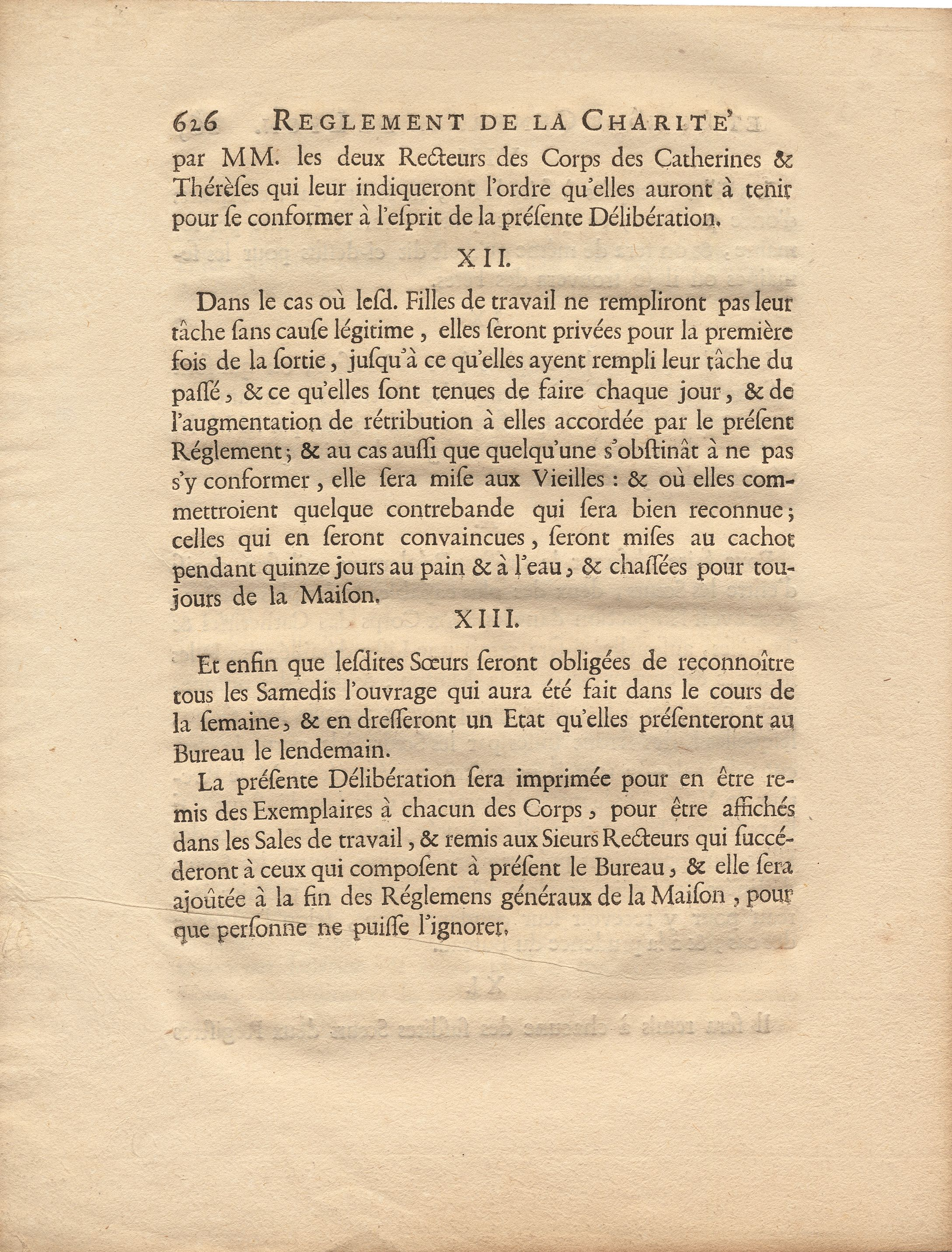
Règlement pour le travail des Enfants de la Chanal, des Catherines, des petits garçons et des Thérèses (page 4)

Aussi, la Révolution française affaiblit la ville de Lyon, ainsi que le fonctionnement de l'Hôpital de la Charité : le nombre de recteurs diminua (pour atteindre le nombre de quatre membres) et les finances de l’œuvre furent drastiquement réduites. L'un des effets de la Révolution française fut également de rassembler l'Hôtel Dieu de Lyon et l'Hôpital de la Charité, alors que ces deux établissements étaient autrefois rivaux. Pour autant, cette mesure ne permit pas d'équilibrer les comptes : le 1er vendémiaire an VIII (23 septembre 1799), le déficit des deux établissements s’élevait à 883 415 francs. L'état viendra cependant à l'aide des établissements afin de rééquilibrer leurs comptes et leur permettre de poursuivre leur mission. Enfin, afin de renforcer le fonctionnement de ces deux établissements affaiblis pendant la Révolution française, le ministre de l'Intérieur Jean-Antoine Chaptal organisa différemment les deux établissements par un arrêté du 28 nivôse an X (18 janvier 1802) : ils seront dirigés par un conseil d'administration composé du préfet du département, les trois maires de la ville de Lyon et de quinze citoyens nommés par le ministre. Ce sera désormais l'organisation des Hospices civils lyonnais.

### Administration des recteurs
La nomination des recteurs

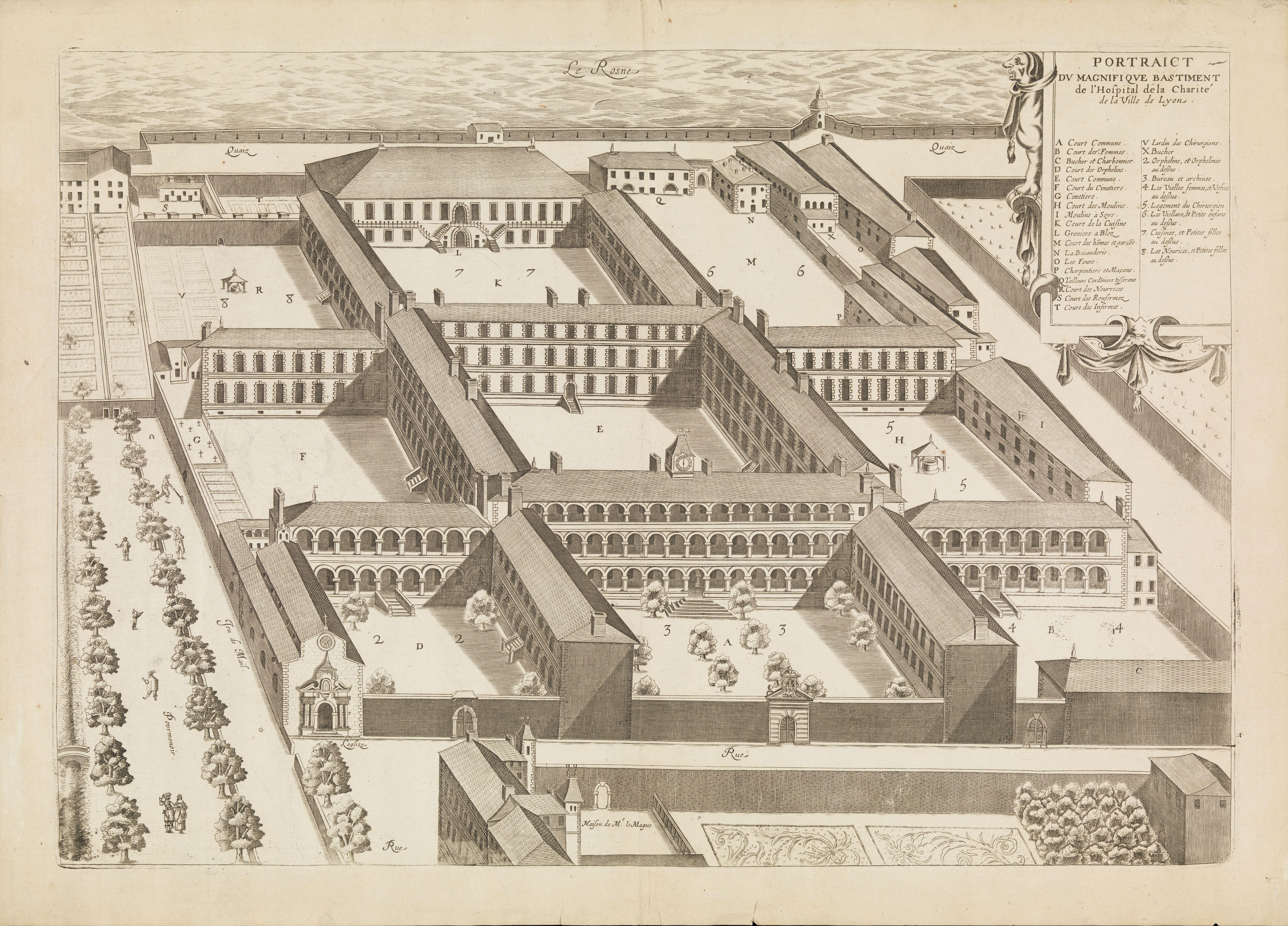
Plan de l'hôpital en 1647.

L’assemblée des notables qui participa à la création de l’Aumône générale décida, dès 1533, que l’œuvre nouvelle soit dirigée par une administration indépendante, confiée aux principaux citoyens de la ville de Lyon : huit administrateurs et un trésoriers furent ainsi désignés commis de l’Aumône. Cette dénomination changea par la suite : gouverneurs, recteurs, seigneurs recteurs. Très rapidement, dès 1536, la nomination des recteurs se fit par cooptation. Les recteurs sortants laissent leurs collègues choisirent entre trois individus qu’ils proposent pour les remplacer. L’administration rectorale se renouvelle par moitié chaque année ; la durée du mandat est de deux ans, renouvelable une fois.
Le nombre des recteurs
Avec le développement de l’Aumône générale et le soutien financier fourni par de riches négociants étrangers – florentins, allemands, lucquois –, le nombre d’administrateurs augmenta rapidement. En 1549, le nombre des membres du bureau était de douze ; il monta à quinze en 1573, puis à seize en 1575 ; au début du XVIIe siècle, l’administration de l’œuvre rassemblait dix-sept recteurs ; en 1760 et jusqu’à la Révolution, il y avait dix-huit administrateurs.
Avances et dons de sortie
Pour pallier l’insuffisance des ressources de l’Aumône générale, les recteurs devaient faire des « avances gratuites », c’est-à-dire des avances d’argent sans intérêt. Le montant de l’avance gratuite a augmenté dans le temps, en proportions des besoins de l’œuvre : 100 livres en 1571, 10 000 livres en 1747. Ces avances gratuites furent supprimées en 1792. De plus, à la fin de leur mandat, les recteurs faisaient généralement un don de sortie important. Ils inscrivaient souvent l’œuvre dans leur testament.
Les fonctions des recteurs

Comptes de recette et de dépense du recteur-trésorier Guillaume François

Au début de chaque année, les recteurs s’entre-attribuaient leurs propres fonctions :
- Le comte de Lyon : président de droit du bureau rectoral, il dirige les débats, recueille les voix, harmonise les débats, veille sur les mœurs, s’attache la confiance des malheureux[10].
- L’officier du roi : il doit veiller à l’exécution des lettres du Roi en faveur de la Charité et des ordonnances relatives aux mendiants. Il contrôle la perception régulières des droits, des franchises et des exemptions de la maison[11].
- L’avocat : il guide le bureau dans les procès, contrôle la substitution et l’attribution des amendes, surveille la bonne tenue des archives[11].
- L’ex-consul : il procède à la visite des bâtiments du claustral et des propriétés de l’Aumône générale. Chaque année, il s’occupe de louer les locaux immobiliers au plus offrant et s’intéresse à la construction et la rénovation des bâtiments[12].
- Le trésorier – généralement le recteur le plus riche : il paye les pensions, les rentes, les dettes de l’œuvre, les gages du personnel, la nourriture, le linge. Il assure l’entretien des enfants placés à la campagne. Avec le recteur trésorier de l’Hôtel-Dieu, il gère le partage des dons communs aux deux hôpitaux[12].
- Le recteur des blés, moulins, farine et four : il doit vérifier que les blés sont correctement choisis, stockés et utilisés pour la fabrication des pains[13].
- Le recteur de la boucherie, des bois, charbons et autre provisions : il doit s’assurer de la qualité des produits dont il a la responsabilité. En particulier, il est chargé de faire réserver une partie du suif des bêtes consommées pour la fabrication des chandelles. Il est également grand maître des balais[14].
- Le recteur du vin : il est chargé de l’approvisionnement et de la conservation du vin, de l’entretien des caves et des fûts[15].
- Le recteur de la garde robe : il s’assure que tous les enfants soient vêtus dignement, gère les stocks de draps, veille à l’entretien des manteaux[15].
- Le recteur de la cordonnerie : il gère les stocks de cuir et surveille le travail des compagnons cordonniers[16].
- Le recteur de la lingerie : il achète le linge, en tient l’inventaire et veille à sa bonne distribution. Il fournit également aux personnes hospitalisées ciseaux, peignes, aiguilles, lunettes, lacets, encre, papier et plumes[17].
- Le recteur du mobilier : il est chargé de l’inventaire et l’entretien des meubles[18].
- Le recteur de la soie : il achète les soies, encadre le travail des hospitalisés sous ses ordres, propose à ses collègues différentes initiatives industrielles[19].
- Le recteur de la sacristie : il doit s’assurer de l’inventaire et du bon entretien des biens et des bâtiments ecclésiastiques. Il encadre également le service du sacristain et renouvelle les indulgences[19].
- Le recteur de la chirurgie et de la pharmacie : avec le médecin, il effectue deux fois par semaine une ronde dans les locaux de l’Aumône générale. Il s’enquiert ainsi auprès des patients de leurs conditions de vie et contrôle le travail des chirurgiens[20].

Par ailleurs, chaque jour et à tour de rôle, un recteur fait la tournée des appartements pour gérer les affaires pressantes, vérifier que les patients travaillent correctement et que les prisonniers sont dignement traités. Il est chargé de faire un compte-rendu de ce qu’il a observé à la réunion suivante.
Ces fonctions étaient bénévoles et obligatoires. Si un recteur ne remplissait pas correctement ses missions, il devait faire un don à l’Aumône générale proportionnellement à sa fortune personnelle, sous peine d’être dégradation dans sa condition civique. Le sieur Ménard, qui a refusé en 1784 le poste d’administrateur de l’œuvre, a ainsi été privé à jamais de tout honneur et avantage municipal.
Les recteurs se réunissaient tous les dimanches de l’année pour s’occuper des affaires particulières de l’Aumône générale. Ces réunions étaient privées. Les jeudis, ils recevaient les personnes les plus pauvres et répondaient à leurs doléances. Un recteur qui était absent à deux réunions de suite était passible d’une amende.
Les avantages accordés aux recteurs
Les membres de l’administration de l’Aumône générale bénéficiaient du droit de noblesse. Par ailleurs, après les lettres patentes de 1729, les recteurs bénéficiaient de privilèges particuliers : exemptions des tutelles, dispense du logement des gens de guerre, etc. Il n’était pas rare que les membres du bureau rectoral se querellent pour l’attribution d’un fauteuil ou d’une place d’honneur aux enterrements.

### Dotations et bienfaiteurs
Aux XVIIe et XVIIIe siècles, il était devenu une tradition pour les grandes maisons lyonnaises de léguer une partie de sa fortune aux hôpitaux après leur décès. La bienfaisance des habitants de Lyon valut à leur ville les surnoms de "Ville des Aumônes" et de "Ville de la Charité". Les recteurs de l'Hôtel-Dieu et de la Charité, en plus d'accorder des avances gratuites et des dons de sortie à leur fin de leur mandat, réservaient également une place pour leur établissement dans leur testament. Les habitants plus modestes n'étaient pas en reste et contribuaient à l'œuvre hospitalière, notamment en temps de crise, pour améliorer les conditions de l'établissement.
Afin d'honorer la mémoire des donateurs, les deux hôpitaux tenaient des registres et faisaient inscrire leurs noms sur des tables en marbres placées dans leurs sacristies .
Le premier souscripteur de l'Aumône générale fut Jean Kleberger qui, en 1534, versait annuellement 500 livres, et légua une somme de 4 000 livres à sa mort. Seigneur du Chastellard, il fit fortune à Lyon dans le commerce et la finance. D'après le livre des donateurs, ses contributions s'élevèrent au total à 8 218 livres tournois. Il fut ensuite suivi par de nombreux autres bienfaiteurs.
Les dons prenaient aussi la forme de rentes avec clause de substitution en cas de cessation. Parmi eux, on compte les legs de Claude Bertrand Girodon (1539) ou d’Antoine Trottet-Mantonière (1546). L'un des plus importants fut celui de Louise Charly, dite Louise Labbé, la belle cordière. D'après son testament en 1539, elle légua ses biens à ses deux neveux avec une clause de substitution à l'Aumône générale en cas d'absence de descendance. Cn 1559, l'Aumône hérita ainsi d'une maison près de l’Hôtel-Dieu, de deux domaines à Saint-Jean de Thurigneux et à Parcieux et de 9500 livres, soit la totalité de sa succession,. En 1624, l’hôpital de la Charité possédait une vingtaine de maisons et domaines, environ soixante-quinze en 1723, et une centaine en 1742. En 1802, il n’en resta qu’une quarantaine.

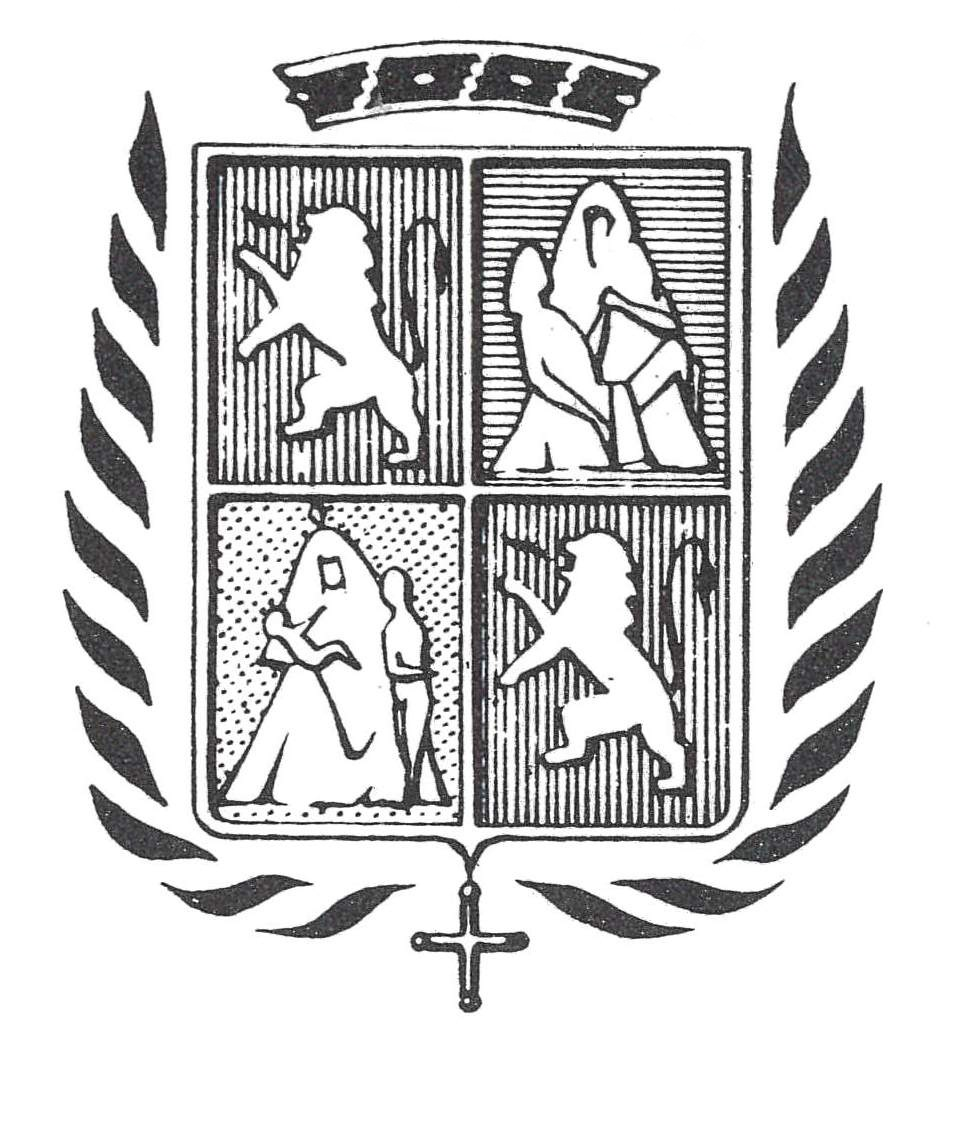
Blason des Hospices Civils de Lyon.

Le plus important domaine légué par héritage fut la baronnie de Saint-Thrivier, avec ses dépendances de Chavagneux et de Chambost, en 1656 par Jacques Moyron. De ce fait, l'hôpital de la Charité devint dame de Saint-Thrivier, et put dès lors orner son blason de la couronne baronnale, encore visible aujourd'hui dans les armoiries des Hospices civils de Lyon. Ce domaine fut vendu 1770 à M. Bellet de Tavernost.
Liste des donateurs les plus importants pour la Charité :
- Jacques Moyron, 1651 (251 351 livres) ;
- Simon Fournier, 1676 (145 384 livres) ;
- Étienne Mazard (136 390 livres) ;
- Anne-Marie Reverchon, 1737 (123 500 livres) ;
- Marc Panissod, 1737 (729 535 livres) ;
- François Berre, 1740 (149 706 livres) ;
- Jean-Baptiste Trincaud, 1750 (212 000 livres) ;
- Jean-Pierre Giraud, 1761 (100 000 livres) ;
- François Reynon, 1775 (113 117 livres)[30].

### La population de l'Hôpital

#### Les enfants

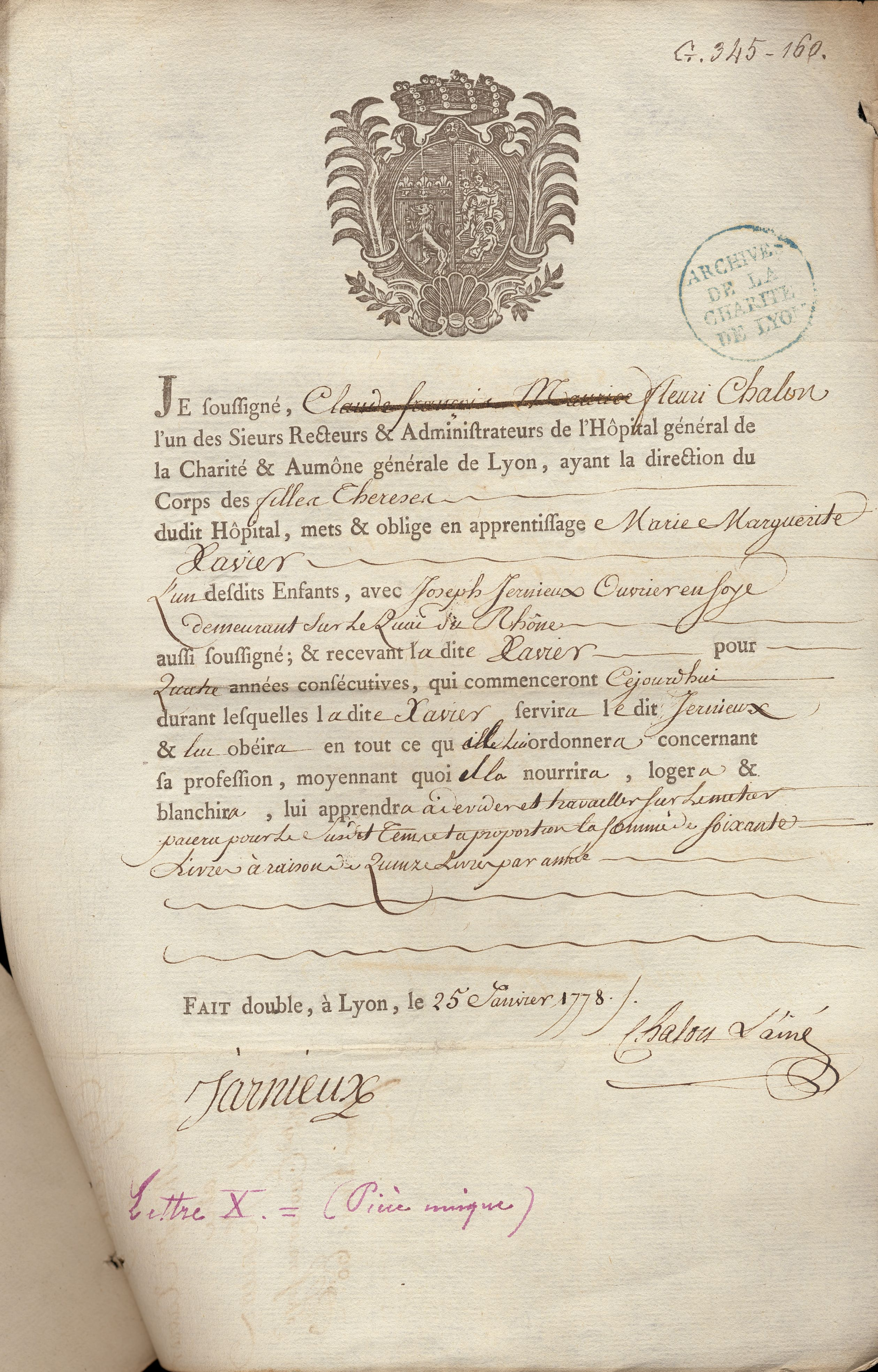
Lettre autorisant la sortie d'une jeune fille de l'Hôpital de la Charité afin d'entrer en apprentissage professionnel, 1778.

L’objectif premier de l’aumône général, créé en 1533 et ancêtre de l’hôpital de la Charité, était de réduire la mendicité, en organisant des distributions de pains aux habitants pauvres et invalides.
L’aumône s’occupait également des enfants orphelins légitimes, qui étaient logés au sein de deux hôpitaux de la ville. Ces derniers y apprenaient les rudiments de la lecture et de l’écriture. Une fois atteint un certain âge, ils intégraient le monde du travail par la voie de l’apprentissage professionnel.
Leurs tuteurs au sens juridique étaient les Recteurs de l’Hôpital. En tant que tuteurs légaux, ils avaient à leur charge les frais pour l’entretien et l’éducation des orphelins.
Avant, en France et en Europe les nouveau-nés étaient délaissés sur la voie publique, la plupart périssaient, d’autres étaient jetés dans les fleuves . Vers 1160, Guy de Montpellier fonde l’ordre du Saint-Esprit pour recueillir ces enfants. Cette initiative arriva jusqu’à Rome où le pape Innocent II fit appel à lui pour créer un lieu pour ces enfants. Ce lieu deviendra l’hôpital du Saint-Esprit dans la cité du Vatican.
Se développe ensuite de plus établissements de ce type en France, notamment à Paris. La première œuvre hospitalière infantile à Lyon date du XVIe siècle, qui est soutenue par le pouvoir royal. Les pensionnaires de l’aumône devaient travailler dans les métiers de la soierie en échange de leur hébergement. Jusqu’au XVIIIe siècle où il était possible de travailler dans la fabrication de bas de chausse et bonneterie. Cette production permettait une rentrée d’argent pour la Charité. Les garçons avaient une éducation scolaire faite en interne ainsi qu’une initiation à la filature du coton afin d’apprendre les métiers du textile. Ce qui leur permettait par la suite d’entrer dans un atelier en contrat d’apprentissage. Les filles étaient aussi éduquées par une maitresse en même temps qu’elles apprenaient les métiers textiles de la soierie et de la cotonnade.
Tous les enfants n’avaient pas le même statut. De 1626 à 1794 les enfants de 7 à 14 ans étaient divisées entre adoptifs/adoptives, les trouvés et les abandonnés, les présumés légitimes d’origines extérieure à Lyon et les enfants illégitimes.
À partir du XVIIe siècle les enfants sont presque systématiquement envoyés à la campagne afin de limiter leurs séjours dans les locaux de la Charité priorisés pour les adoptifs, infirmes et passants. Les enfants pouvaient être adoptés par les recteurs de l’Aumône générale, ce qui est un cas original pour le XVIe siècle. Les conditions de l’adoptions, fixés dans le règlement de 1605, sont les suivantes : être orphelins de père et de mère légitimes, être né de parents légitimes, être âgés de plus de 7 ans et moins de 14 ans, avoir des parents habitants à Lyon depuis plus de 7 ans et d’être d’une certaine pauvreté.
Une fois la construction de la Charité achevée, les enfants de plus de 7 ans y furent transférés, entre 1629 et 1636, depuis l’hôpital La Chanal et l’hôpital Sainte-Catherine. La division s’effectuait par tranches d’âge : les enfants de moins de 7 ans étaient quant à eux accueillis à l’Hôtel-Dieu.
En 1758 le nombre d’enfants à l’hôpital était trop important, ce qui mena au déplacement de tous les enfants sans distinction et à la réduction de l’adoption qui ne se faisait presque plus.

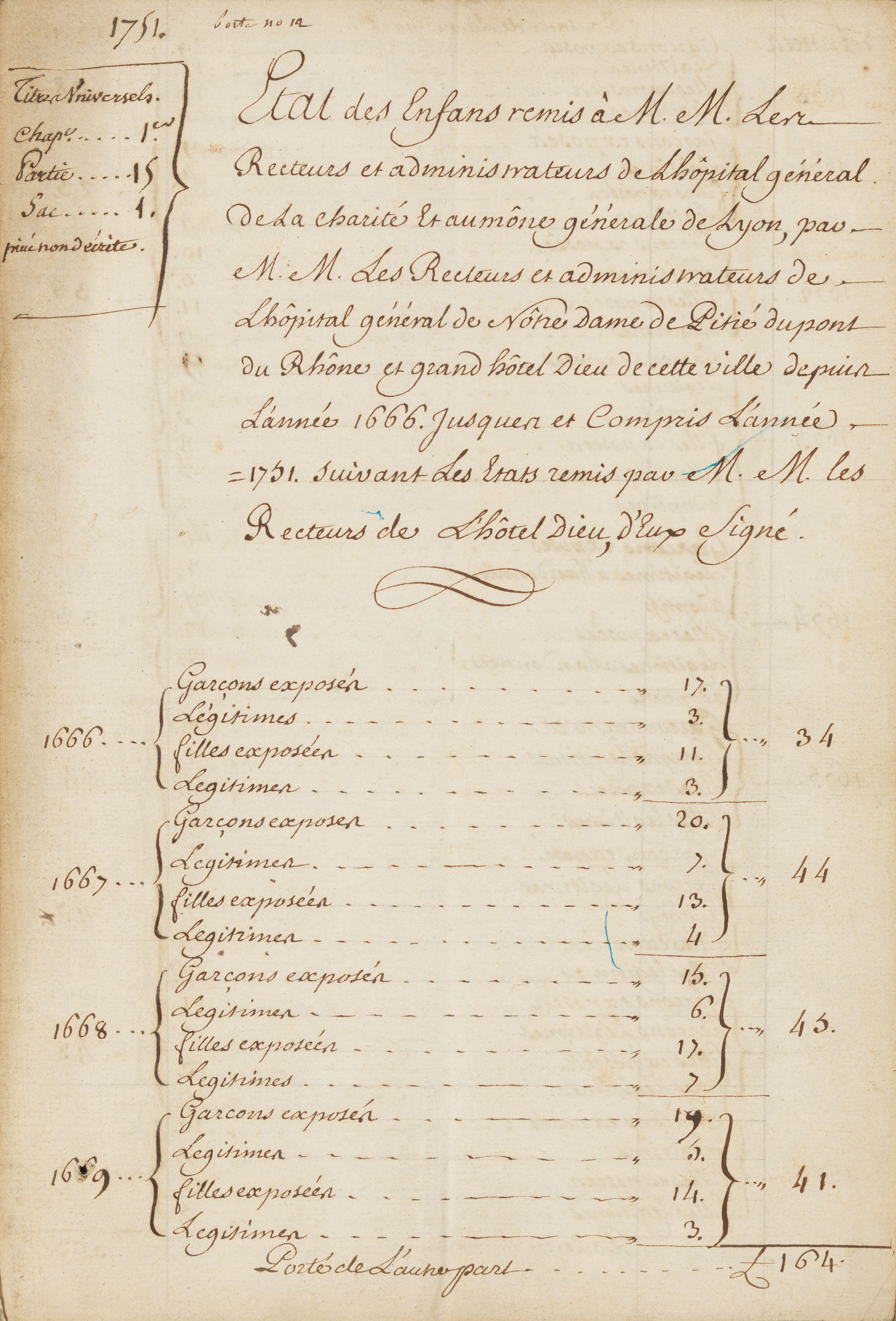
Extrait d'une page du registre d'entrée des enfants à la Charité pour l'année en cours, 1751.

À partir de 1783 l’accueil des enfants était entièrement passé de l’Hôtel-Dieu à l’hospice de la Charité, qui s’appelait dès lors Hôpital général des Enfants trouvés et de la Maternité.
Les enfants représentaient le groupe le plus important au sein de la population de l’hôpital. Ils étaient divisés en plusieurs catégories:
Les enfants légitimes parmi lesquels on comptait :
- Les fils de la maison, délaissés et abandonnés par leurs parents qui ne pouvaient ou ne voulaient pas s’en occuper[40]. Dans ce cas l’identité des parents était connue et ces derniers renonçaient à déclarer l’enfant dans l’immédiat, tout en étant parfois prêts à les accueillir à nouveau en cas d’amélioration de leur situation[42]. Ces enfants étaient également connus sous le nom de « Petits passants » et « Petites passantes »[42].
- Les orphelins légitimes dont les parents, qui étaient mariés, sont décédés. Ces enfants étaient aussi appelés « adoptifs » car adoptés par les recteurs de la Charité. Chaque adoption avait lieu publiquement au Bureau des assemblées, en présence des membres les plus proches de la famille de l’orphelin, qui renonçaient à son héritage. L’administration procédait donc à la vente des biens de propriété de l’enfant[42].

Les enfants illégitimes, également appelés « enfants exposés ou trouvés ». Ils étaient le plus souvent abandonnés à leur naissance. Leur admission à l’aumône générale fut très controversée jusqu’à la publication d’un traité en 1626 qui leur garantit une place au sein de l’Hospice de la Charité.

#### L’acceptation et la gestion des enfants
Les enfants pouvaient être abandonnés et ensuite intégrer l'Hôpital ou alors, ils naissaient sur place car leurs mères avaient trouvé refuge à la Charité peu avant l’accouchement et étaient soit décédées soit reparties en les abandonnant.
À leur arrivée, les enfants étaient inscrits dans un registre de réception contenant diverses informations. En général, on y trouvait : le nom et le prénom de l’enfant, son âge ; le nom, le prénom, l’âge, le lieu de naissance, la profession et le domicile de sa mère s’il s’agissait d’un enfant illégitime ; le lieu de son abandon s’il avait été trouvé dans la rue ; l’inventaire complet des objets qu’il possédait au moment de son abandon ; parfois, la transcription du billet d’abandon ou de réception ; la mention de son inscription au bureau de l’état civil ; et des informations sur son baptême.
Les billets de réception des enfants se divisaient en deux catégories : d’une part, les procès-verbaux rédigés par les agents publics ou les officiers de police lorsqu’ils retrouvaient des enfants, et d’autre part, les billets laissés par les parents au moment de l’abandon. Ces derniers contenaient souvent le prénom, parfois le nom de l’enfant, son âge et une description de ses vêtements. Les parents y expliquaient leurs difficultés financières, exprimaient leur souhait que la Charité prenne soin de leur enfant et promettaient éventuellement de revenir le chercher lorsque leur situation se serait améliorée. En général, ces billets ont été intégralement retranscrits dans les registres de réception.
Ces derniers reportaient également un numéro d’entrée et un numéro de sortie attribué à l’enfant, si celui-ci n’était pas décédé au moment de l’abandon.

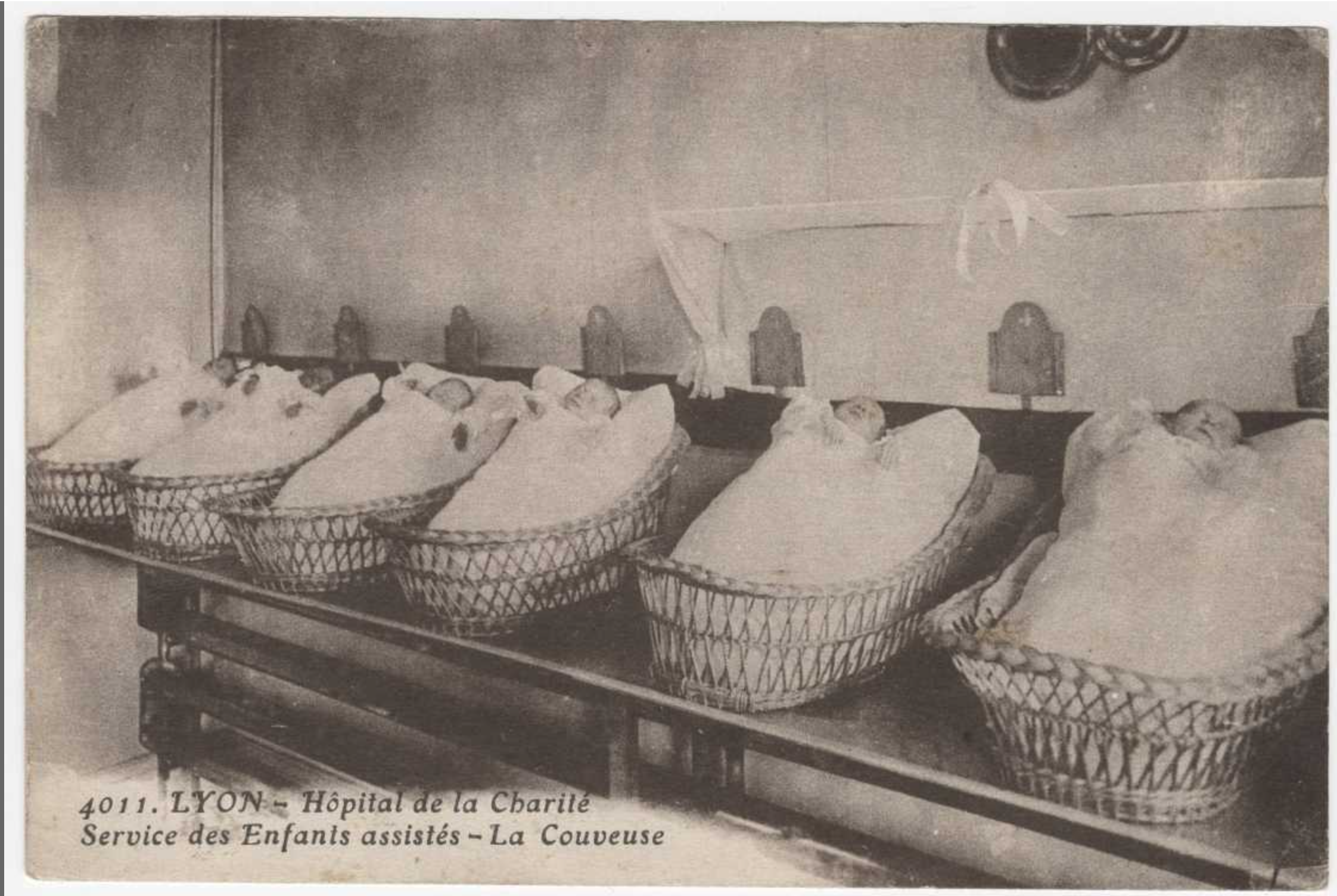
Carte postale représentant le service des Enfants assistés au sein de l'Hôpital de la Charité, vers 1910.

Les enfants abandonnés étaient enregistrés avec tous leurs effets personnels. Ils étaient ensuite accueillis à la crèche, où une sœur hospitalière vérifiait leur état de santé. Après cela, ils étaient baptisés. Si leur santé était jugée bonne, ils étaient placés par des nourrices, dans des familles d'accueil généralement à la campagne, où ils restaient jusqu'à l'âge de 18 ans. La mortalité était très élevée pendant le transport de l’enfant. Après le placement, l’hospice continuait à veiller sur eux. En effet, les nouvelles familles des enfants étaient régulièrement inspectées par des frères visiteurs. Les maisons qui accueillaient les enfants ne se trouvaient pas exclusivement dans la région lyonnaise, mais aussi aux alentours et jusqu’en Savoie, Ardèche et Dauphiné.
Les registres de placement contenaient des informations détaillées sur le lieu précis où l'enfant avait été placé, le nom de sa famille d'accueil et tous les éventuels changements de famille. Ils répertoriaient également toutes les dépenses effectuées par l'hôpital pour l'achat des biens de première nécessité. Parfois, des annotations spéciales en marge, telles qu'un mariage, une fugue ou la mention « supprimé » (indiquant que l'enfant a atteint l'âge de 18 ans et est donc retiré du registre), y étaient ajoutées.
Quant aux enfants malades et infirmes, ils demeuraient dans l’établissement où ils étaient nourris, entretenus, logés et éduqués. Les personnes incurables, telles que les malades mentaux et ceux atteints de graves infirmités, demeuraient à la charge de l'administration tout au long de leur vie.
La gestion des enfants sera la même pendant toute la durée de vie de l'Hôpital et cela jusqu'en 1934, année de sa démolition définitive.

#### Les mendiants, les pauvres, les invalides
Malgré sa renommée comme lieu d’accueil des enfants, la population de l'Hospice de la Charité était très diversifiée et se répartissait en plusieurs catégories : les pauvres et mendiants, les vieillards, les parents malades des Frères et Sœurs des hôpitaux, les invalides, les enfants, les nourrices qui emmenaient les enfants à la campagne, ainsi que les filles enceintes admises environ 15 jours avant leur accouchement. Parmi les nombreuses actions de secours de l’hôpital nous pouvons nommer : la distribution de pain aux pères de famille pauvres, ainsi que de pain et de linge aux prisonniers, et les aumônes pour les familles honnêtes.
Les nombreux évènements de famines qui ont marqués le XVIe siècle et touché la ville de Lyon ont amenés à l’expansion de nouveaux établissements de charité.
Entre 1531 et 1534 l’aumône Générale provisoire a pris en charge les plus démunis qu’ils soient étrangers ou originaires de Lyon soit près de 5 000 personnes. L’aumône générale définitive de 1534 à 1791 a continuée de lutter contre la mendicité en distribuant une enveloppe d’argent et de pain aux indigents. Allant jusqu’à créer une allocation, la « passade » pour évacuer les pèlerins et pauvres voyageurs ainsi que l’adoption des orphelins de parents légitimes de 7 à 14 ans.
De 1656 à 1662 Louis XIV avait comme volonté d’enfermer les vagabonds et sans travail, nommés oisifs. C’est ce qu’il fit à Paris avec l’hôpital général » qui était la Salpêtrière, la Pitié et le Bicêtre. Il est ordonné aux autres villes de France de faire de même. L’hospice de la Charité de Lyon avait entamé cette politique dés 1614 en enfermant les mendiants à Saint-Laurent de Vignes puis dans son propre domaine. Une différence est créée entre fatigants, vagabonds et vieillards démunis. Les vieillards indigents resteront à l’hôpital de la Charité jusqu’au XXe siècle.

#### Les militaires
Pendant les périodes de guerre la Charité recevait également des militaires malades ou blessés ainsi qu’un nombre significatif de civils blessés. Dans les archives sont conservées les traces écrites des visites des officiers aux militaires infirmes, ainsi que des correspondances échangées avec les familles des militaires hospitalisés et l’administration militaire concernant, entre autres, la remise des effets personnels des combattants.

#### Les femmes enceintes
La Charité accueillait également les filles enceintes qui arrivaient quelques semaines avant l’accouchement afin de mettre au monde des enfants pour ensuite les abandonner (on estime que sur 700 filles qui accouchaient chaque année, celles qui repartaient avec leur enfant ne représentaient qu’un pourcentage infime). Il s’agissait en effet d’enfants conçus hors mariage et donc illégitimes. Les jeunes femmes cherchaient par cet acte à cacher leur honte face à une société qui réprouvait la conception hors mariage.
Des données concernant les mères étaient inscrites, à leur arrivée, au sein d’un registre. On y retrouve notamment des informations personnelles telles que leur état civil, leur adresse et leur profession, ainsi que la date d’entrée et de sortie, ou, le cas échéant, de décès. Dans certains cas, à partir de la deuxième moitié du XIXe siècle, une courte description physique était également ajoutée.

## Le service de santé
Jusqu'en 1783, année durant laquelle elle commençait à recevoir les femmes enceintes et les nouveau-nés, la Charité était principalement un établissement d'assistance accueillant des indigents non malades. Malgré son nom d'hôpital général, la Charité fut un hospice pour personnes saines, contrairement à l'Hôtel-Dieu, qui accueillait des malades.
Quant les bâtiments de la Charité furent construits et commencèrent à accueillir d'autres catégories de patients, en plus des enfants, un service médical moins rudimentaire fut nécessaire. Les soins étaient assurés par un médecin réputée de la ville, un chirurgien résident assisté de plusieurs garçon-chirurgiens et une pharmacienne, remplacée ensuite par une sœur hospitalière aidée de quelques assistantes.

### Médecine
Le premier médecin cité dans les archives de la Charité est le médecin de l’Hôtel-Dieu Pierre Tolet, en 1539. Il fut engagé au service de l’Aumône contre 10 livres par an. En 1531, l’Aumône ne souhaitant plus s’adresser aux médecins de l’Hôtel-Dieu fit désormais appel aux médecins de la ville. Ils visitaient les patients de la Charité lors des jours de visite puis retournaient à leur patientèle privée.
Jusqu'en 1627, le médecin touchait une rémunération de 10 livres par an. Mais cette année-là, le recteur Jean-Jacques Pincetti, à la fin de son mandat, fit don d'une pension annuelle et viagère de 60 livres aux services du médecin de la Charité. Au fil des années, les honoraires du médecin de l'hôpital étaient de plus en plus valorisées, signe de reconnaissance des administrateurs pour le récompenser de ses services fructueux. Ainsi, sa rémunération atteignit les 400 livres en 1742.
Les recteurs avaient également pour coutume d'attribuer une petite indemnité annuelle au médecin de l'Hôtel-Dieu qui recevait les malades de la Charité. En 1635, le sieur Fagot reçut la somme de 10 livres annuellement pour ses visites et soins donnés. En 1743, cette somme atteignit les 30 livres pour le traitement des fiévreux, avec la condition que les malades furent renvoyés guéris.
Le médecin était un élément essentiel et omniprésent du service médico-chirurgical et pharmaceutique de la Charité. Jusqu’à la fin du XVIIe siècle, il visitait les patients deux fois par semaine, le lundi à 8 h et le jeudi à 14 h. Pour les cas plus graves et urgents, l’hôpital le faisait appeler en s’en remettant à son bon vouloir. À partir du XVIIIe siècle, les visites se firent tous les deux jours. Lors d'une visite, le médecin était accompagné du recteur du service, du chirurgien principal, ou chirurgien-major, et de son assistant, le garçon-chirurgien, de la sœur hospitalière chargée de la pharmacie et de son élève. Il examinait les nouveaux patients, prenait note de leur état et des médicaments qui leur avaient été donnés et décidait de les garder à la Charité ou de les transférer à l’Hôtel-Dieu. Si le patient restait, une sœur inscrivait sur un registre son nom, sa chambre, le numéro de son lit et l’ordonnance établie par le médecin.
Le médecin devait s'assurer que les pansements étaient correctement réalisés, évaluer les compétences des élèves du chirurgien et les faire pratiquer sous sa supervision. Il était également chargé de faire passer les examens d’entrée, y compris à l'attention du chirurgien-major, qui ne pouvait opérer qu’avec son approbation. Enfin, il était responsable de la pharmacie et devait vérifier que les médicaments qui s’y trouvaient étaient encore utilisables et que les préparations étaient correctement effectuées et distribuées.
Concernant les patients atteints de maladies dangereuses, de longues durées ou contagieuses, le médecin décidaient de les envoyer à l'Hôtel-Dieu, où ils peuvent être secourus avec plus d'attention. Ceux sujets à un mal modeste et aux écrouelles étaient placés par ses soins aux infirmeries spéciales. Enfin, les patients, dont l'état nécessitait une alimentation plus soignée et abondante, étaient redirigés vers le chirurgien-major, chargé de faire le nécessaire.
Parmi les médecins ayant exercé à la Charité, citons :
Au XVIe siècle : Pierre Tolet (1539), Jean Broallier (1574), Laurent Dufay (1585).
Au XVIIe siècle : Claude Pons (1631), André Falconnet (1642), Jacques Pestalozzi (?), Deville (1697).
Au XVIIIe siècle : Guillaume Rey (1727), Rast (1740), Rast de Maupas (1765), Brac (1774).

### Chirurgie

#### Les barbiers-chirurgiens
La chirurgie fut d’abord exercée par des barbiers chirurgiens, d'abord venus de l’Hôtel-Dieu. Ils avaient pour mission de raser, tondre et soigner les pensionnaires de l’hôpital. Ces modestes personnages, astreints à un service pénible, étaient peu rémunérés. Il ne recevaient que 50 livres de l'Hôtel-Dieu et 10 livres de l'Aumône, et leur poste était bien moins considéré que celui du médecin. Ils furent longtemps plus considérés pour leurs compétences de barbier que de chirurgiens, si bien que l’Aumône, jusqu’au XVIIIe siècle, fit régulièrement appel à des chirurgiens étrangers ou externes à l’hôpital pour de nombreuses interventions délicates, ou même courantes. Cette habitude mit longtemps à disparaitre, et perdura même au XVIIIe siècle, alors que l'Aumône possédait un service de santé organisé.

#### Les garçons-chirurgiens
Les chirurgiens internes passaient d’abord par une période d’apprentissage en tant que « garçons-chirurgien ». Assistants du chirurgien-major, la Charité n’en accueillit qu’un seul à la fois jusqu’à la fin du XVIIe siècle. Au XVIIIe siècle, il y en a eu jusqu’à quatre, et à partir de 1760, ils furent limités à trois pour plus d’économies. Ils étaient logés et nourris et recevaient 4 livres par mois. Les garçons-chirurgiens étaient choisis parmi les enfants orphelins d’au moins quatorze ans. Jusqu'en 1739, le candidat passait un petit examen en présence du médecin de l'hôpital et de l'administration. S'il donnait satisfaction, il était nommé garçon-chirurgien pendant deux ans, au terme desquels il recevait un diplôme d'ancien garçon-chirurgien de la Charité. En 1739, les recteurs suivent l'exemple de l'Hôtel-Dieu et instituent un concours pour leur recrutement. Le garçon-chirurgien était alors récompensé de livres de chirurgie signés par le bureau de l'hôpital et au nom du lauréat.
Leur emploi du temps était minutieusement réglé depuis le lever à 4 heures jusqu'au coucher à 9 heures et chargé de diverses tâches. Les assistants du chirurgien devaient de tenir la boutique de barbier où ils rasaient et tondaient les pensionnaires de l’hôpital. Ils faisaient également les pansements et donnaient les lavements prescrits, y compris aux filles, mais uniquement en présence d'une sœur. Ils recevaient des leçons de chirurgie deux fois par semaine par le chirurgien-major et avaient aussi droit à deux sorties par semaine.

#### Les chirurgiens-majors
L'importance des chirurgiens de l'Aumône accrut parallèlement aux actions de bienfaisance de l'établissement. Au regard de l'augmentation importante de la mendicité, les recteurs décidèrent en 1614, à l'exemple de Paris et autres grandes villes, de placer les mendiants à l'hôpital Saint-Laurent des Vignes. Selon le règlement, ils devaient au préalable être examinés par un chirurgien pour éviter tout risque de contagion. Avoir un chirurgien en permanence dans l'établissement devenaient alors nécessaire. Pour ce faire, les recteurs s'adressèrent en premier lieu aux maîtres chirurgiens de la ville. Mais ces derniers refusèrent car ils ne souhaitaient pas être en contact constant avec les mendiants. Ils durent alors se tourner vers un garçon-chirurgien.
À l'origine, le garçon-chirurgien pouvait prétendre au titre de maitre-chirurgien après 8 années de service. Cependant, les chirurgiens entraient à l'Aumône à défaut d'avoir une meilleure place et souvent pour une courte durée. En ce sens, en octobre 1619, le roi Louis XIII autorisa l’hôpital à nommer « chirurgiens-majors » les garçons-chirurgiens ayant servi à l’hôpital pendant six ans, après un simple examen au bureau de l’hôpital en présence d'un médecin, d'un maître-chirurgien, du procureur du roi et des recteurs. Cet examen leur permettait d'obtenir le titre de maître-chirurgien de la ville de Lyon avec le droit de tenir un cabinet médical et de pratiquer toutes les fonctions de la chirurgie, à condition d'accepter d'examiner les malades contagieux, de s'isoler à l'hôpital si nécessaire, et de former deux pauvres (choisis par les recteurs) en qualité d'apprentis pour leur enseigner la chirurgie.
Le premier de ces chirurgiens expérimentés nommés par l’Aumône fut Alexandre Musnier, en 1620. Il devait dépister et mettre à l'écart les contagieux, panser et traiter les malades peu gravement atteints, sous la direction du médecin de l'Aumône. Les cas plus sérieux étaient envoyés à l'Hôtel-Dieu et retournaient à Saint-Laurent après leur guérison. Musnier fut emporté par une épidémie en 1628 alors qu’il soignait quatre-vingts « Catherines » malades de la peste. Il avait en effet respecté les lettres patentes de 1619 ordonnant aux chirurgiens de s’enfermer avec les malades en cas d’épidémie, ce qui les condamnaient à mort. Cela fut bien souvent le sort des chirurgiens, également appelés chirurgiens d'épidémies.
Plus tard, le parlement de Paris introduisit quelques modifications dans les conditions d'obtention de la maîtrise. Avant de commencer son stage, le candidat devait passer un examen en présence de quatre maîtres-chirurgiens, d'un médecin, d'un conseiller et du substitut du procureur général de la sénéchaussée. L'examen de sortie, plus complexe, se faisait cette fois-ci en présence de quinze maîtres-chirurgiens (qui avaient ici une fonction purement consultative), de deux médecins, d'un magistrat et du procureur du roi. La réception se faisait sous un cérémonial orchestré de manière minutieuse. Assuré de son avenir, le chirurgien de la Charité prit alors le titre de chirurgien principal ou de chirurgien-major.
À partir de 1771, le bureau décida que les chirurgiens-majors devraient, en plus d’instruire un élève, donner des leçons publiques d’anatomie et de chirurgie deux fois par semaine. D'autre part, le transfert des filles enceintes de l'Hôtel-Dieu à la Charité en 1783 et la création de cours d'accouchement ajoutèrent des responsabilités au chirurgien-major. De ce fait, il n'était plus possible de le désigner par un choix plus ou moins arbitraire. Poussés par l'exemple de leurs collègues de l'Hôtel-Dieu, les recteurs de la Charité décidèrent en 1788 que le recrutement du chirurgien-major se ferait sur concours. Ce concours comportait des épreuves orales et écrites portant sur l’anatomie, la physiologie, la pathologie chirurgicale et les accouchements, adjointes d’une opération chirurgicale sur un corps. Auparavant, le chirurgien devait se former deux ans à Paris grâce à un financement de la Charité, puis passer quatre ans en tant qu’aide-major à l’hôpital. Il succédait ensuite au chirurgien-major, qui restait en fonction pendant six ans. Ce concours se tint tous les six ans de 1788 à 1890, date à laquelle il fut remplacé par le chirurgicat des hôpitaux. En 1900, le concours d’accoucheur des hôpitaux fut séparé du concours général.
Résidant à l'hôpital, où il était logé, nourri et blanchi le chirurgien ne pouvait ni se marier ni exercer en dehors de l'établissement. Il avait pour mission de visiter les malades avec le médecin, puis de les visiter après la messe pour vérifier les pansements faits par ses assistants. Il vérifiait également la distribution des médicaments, le bon suivi des régimes alimentaires particuliers. Il examinait les enfants nouvellement arrivés à l’hôpital pour déterminer s’ils étaient atteints de maladies contagieuses. Il donnait cours à ses élèves, s’assurait de la propreté des espaces et opérait sur demande du médecin. Il devait également raser les officiers de l’hôpital, un héritage de sa charge de barbier première. À partir de l’arrivée des femmes enceintes à la Charité, il prit aussi la responsabilité des accouchements les plus complexes et des cours aux élèves sages-femmes,.

### Pharmacie

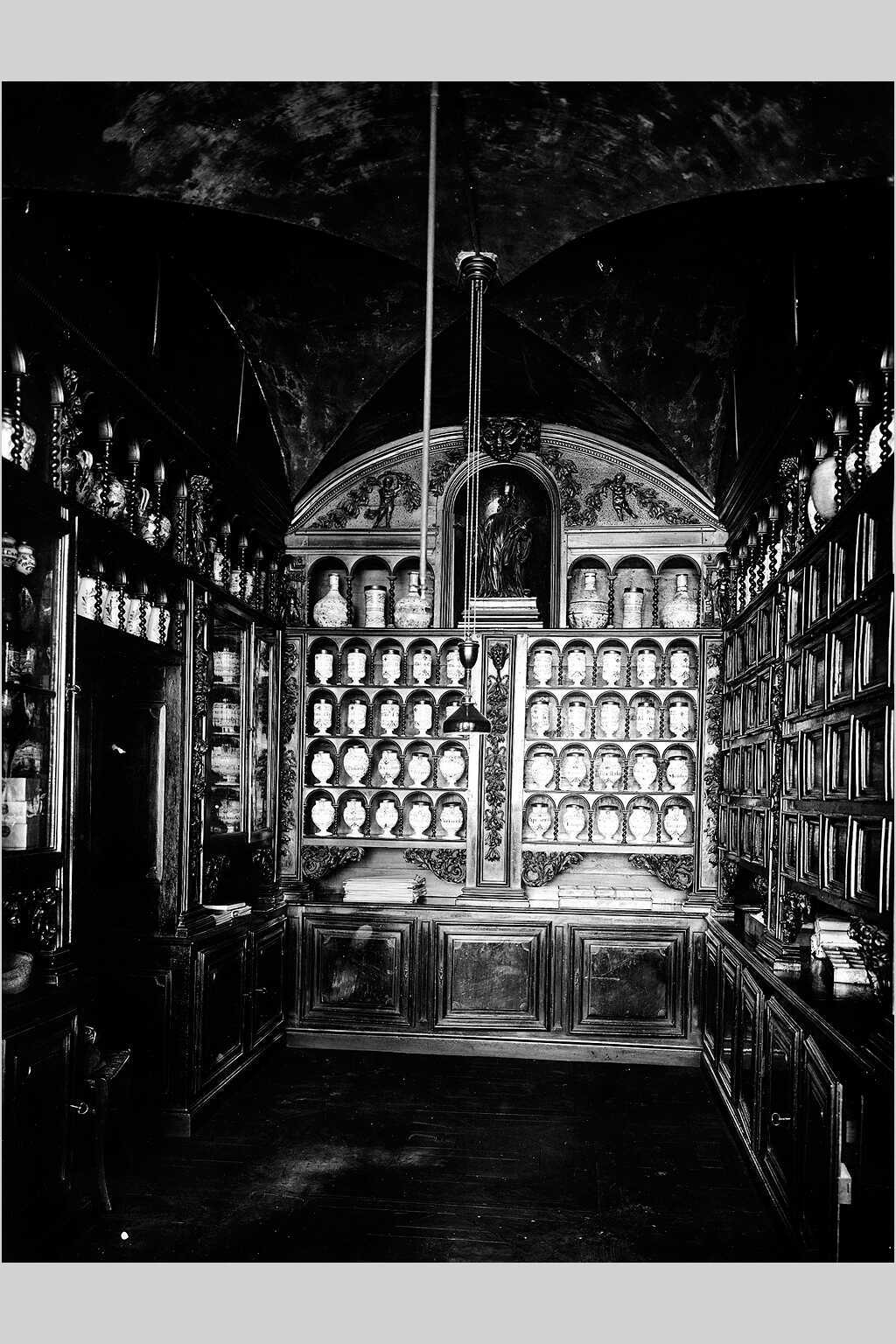
Pharmacie de l'Hôpital de la Charité. Cliché de Sylvestre

Avant d'accueillir des malades dans son établissement, l'Aumône générale et l'hôpital de la Charité ne possédaient pas de service pharmaceutique, jugé inutile. Lors de la création de l'Aumône, le service médical se bornaient à quelques remèdes, fournis par l'Hôtel-Dieu. Pendant tout l'ancien régime, et ce, malgré les multiples frictions entre les deux établissements, l'Aumône recevaient généralement gratuitement de l'Hôtel-Dieu les médicaments et drogues qui lui étaient nécessaires. Mais lorsque les tensions deviennent de plus en plus importantes, elle se tourna vers les apothicaires de la ville.
La première mention d'une officine pharmaceutique de la Charité date de 1698, tenue par les filles de la communauté de Saint-Lazare en stage d'essai comme hospitalière. Les remèdes préparés étaient exclusivement destinés aux patients de l'établissement. En effet, la sœur de la pharmacie ne devait pas délivrer de médicaments aux personnes étrangères à la Charité, que ce soit gratuitement ou à titre onéreux, sous peine de perdre son emploi. Le même sort lui était infligée si elle fournissait des drogues au chirurgien-major ou aux garçons-chirurgiens pour des patients extérieurs à l'hôpital.

### Le personnel
Pour le personnel administratif, voir Administration, et pour les médecins et chirurgiens, voir Le service de santé.
Le personnel de la Charité de Lyon a toujours été réduit. En effet, de nombreuses tâches étaient effectuées par les pensionnaires de l’hôpital. À la création de l’Aumône générale, le personnel, presque exclusivement masculin, comptait un secrétaire, un solliciteur, un aumônier, quatre bedeaux, un meunier, un boulanger et un maître et une maîtresse d’école.
Le personnel féminin fit majoritairement son apparition après le personnel masculin. Il fut d’abord très réduit puis augmenta au fur et à mesure du temps. En 1681, dix-neuf femmes travaillaient à l’hôpital, tandis qu’en 1786, les sœurs hospitalières seules comptaient trente-huit sœurs et novices.
En 1792, le personnel avait bien augmenté et comptait : un prêtre-économe (trésorier), trois aumôniers, un chirurgien-major, deux élèves en chirurgie, neuf frères hospitaliers en activité, deux en retraite, cinq sœurs hospitalières en activité, cinq en retraite, un médecin, un secrétaire, un archiviste et un architecte. En 1802, l’hôpital comptait un archiviste, un notaire, un architecte, un économe et douze commis, un prêtre principal, deux aumôniers, vingt-deux frères et prétendants et cinquante-cinq sœurs prétendantes ou novices.

#### Le personnel religieux, le personnel chargé des fonctions support de l'hôpital et le personnel employé

##### Le personnel religieux
Les sœurs et les frères hospitaliers de la Charité ne prononçaient pas de vœux et n’avaient pas de supérieurs, ils dépendaient donc directement de l’administration. Ils pouvaient partir lorsqu’ils le souhaitaient, mais pouvaient aussi être renvoyés, ce qui est rare parmi les communautés hospitalières,,.

###### Frères hospitaliers de la Charité
Si des religieux masculins furent présents à la Charité tout au long de son histoire, les premiers vrais frères hospitaliers apparurent à la Charité au début de XVIIIe siècle. Le 4 janvier 1705, le premier frère fut reçu à l’hôpital : Guillaume Bouchy, dit Mauriac. Ils étaient peu nombreux, car les orphelins étaient majoritairement employés pour entretenir l’hôpital. En 1790 ils étaient dix-sept, et en 1792, neuf, tandis que vers 1802, ils étaient vingt-deux frères et prétendants. Ils recevaient dix-huit livres de gages par an, le logement, la nourriture et l’entretien, même dans le cas où ils contracteraient une maladie incurable lors de leur service, ainsi que cinquante messes basses dites après leur décès. Ils exerçaient des fonctions d’assistant chirurgien, de surveillant des ateliers et manufactures, de trésoriers et de commis de comptabilité. Ils furent peu à peu remplacés par du personnel administratif et des infirmiers laïcs.

Carte postale d'une photographie des sœurs hospitalières de l'Hôpital de la Charité de Lyon dans la Cour Saint-Vincent, vers 1910. Cliché de l'Abbé Ampoux. Conservée aux Archives Municipales de Lyon.

###### Sœurs hospitalières de la Charité
En 1697, ce furent d’abord des sœurs de la Providence de Paris qui travaillèrent à la Charité. En 1698, ce furent ensuite des sœurs de la communauté des Filles de la charité de saint Vincent de Paul de Paris, située dans le faubourg Saint-Lazare. Il semble que le bureau de l'hôpital ne fut pas satisfait de leur travail, si bien que les recteurs firent appel en 1699 à l’Hôtel-Dieu, qui envoya trois sœurs croisées et trois prétendantes pour organiser le service. Leur recrutement se fit ensuite presque uniquement chez les « Catherines » et les « Thérèses », les jeunes filles orphelines ou abandonnées. Les sœurs étaient divisées en sœurs croisées, sœurs prétendantes et novices. Elles effectuaient d’abord un long stage qui permettait à leurs enseignantes de juger de leurs compétences. Les prétendantes étaient ensuite admises à la croisure, qui leur permettait de porter la croix d’argent et l’anneau d’or. Une fois croisées, elles bénéficiaient de la nourriture, du logement et de l'entretien toute leur vie, même en cas de maladie incurable, et cinquante messes basses étaient dites à leur mort. Les croisées recevaient d’abord douze livres de salaire par an, puis jusqu’à trente-six livres. Les prétendantes recevaient dix-huit livres. Sous la Révolution française, en 1793, il fut imposé aux sœurs d’abandonner la croix d’argent pour des médailles républicaines et des petites croix d’or. En 1802 la croix fut rétablie. En 1705, elles étaient au nombre de dix-huit. En 1783, avec le transfert des femmes enceintes et des enfants orphelins abandonnés de la naissance à sept ans, autrefois à l’Hôtel-Dieu, leur nombre augmenta. En 1786 il y avait trente sœurs et huit novices à la Charité, tandis qu’en 1792 il y en avait vingt-six, dont cinq en retraite à cause de leur grand âge,,,.

###### Prêtre et aumôniers
Ils dirigeaient les services religieux et la célébration des messes. Ils administraient également les sacrements et s’occupaient des enterrements et de la tenue des registres des actes mortuaires. Ils étaient enfin responsables du catéchisme des pensionnaires de la Charité, et surveillaient les retraites spirituelles que les membres du personnel religieux pouvaient être amenés à effectuer. À la Révolution française, les aumôniers et le prêtre refusèrent de prêter serment, ils furent donc remplacés par des prêtres constitutionnels. Ces derniers furent enfin congédiés lorsque le service du culte fut supprimé.

##### Le personnel chargé de la gestion des fonctions nécessaires au fonctionnement de l’hôpital
- Blanchisseuses ;
- Cuisinières ;
- Tavernières : une taverne fut mise en place dans l’enceinte de l’hôpital afin de limiter les allées et venues du personnel et des pensionnaires de La Charité. Elle était tenue par une sœur et deux aides[80].
- Boulanger ;
- Meunier[77],[81].

##### Le personnel employé

###### Maîtres et maîtresses d’école
Ils étaient chargés respectivement de l’instruction des garçons et des filles, d’abord pour les orphelines (les « Catherines ») puis pour les abandonnées (les « Thérèses »).

###### Bedeaux, ouSuisses
Ils furent employés afin de chercher les mendiants de Lyon et de les arrêter lorsqu’ils mendiaient aux portes des maisons et des églises. Ces mendiants étaient enfermés à la Charité lorsqu’ils étaient à nouveau trouvés à mendier dans la rue. Les bedeaux surveillaient également les distributions de nourriture et assistaient à la « procession générale des pauvres » et aux grands enterrements. En échange, leur étaient accordés le logement, la nourriture, l’éclairage, le blanchissage et deux cents livres de gages par an. En 1675, ils furent renommés « Suisses » et furent divisés en trois catégories : les Suisses rouges, noirs et gris. En 1692, une ordonnance royale les autorisa à porter des armes à feu, « beaucoup de mendians étant d’anciens soldats licenciés et la populace étant hostile ». D'abord peu nombreux, ils étaient seize vers 1740.

### Les règlements, la discipline, le régime alimentaire et le travail à la Charité deLyon
Les règlements de la Charité servaient à déterminer le fonctionnement de l’hôpital ainsi que les devoirs et les charges de chacun. Ils furent pour la plupart imprimés. Le premier règlement de la Charité est la « Police de l’Aumône » de Sébastien Gryphe en 1539. Plusieurs règlements furent ensuite édités en 1605, 1628, 1632, 1639, 1647, 1662, 1699, 1742, 1763 et 1766. Tout fut soigneusement réfléchi, car « c’est dans une épargne quelquefois peu sensible en apparence qu’on trouve des ressources considérables ». L’emploi du temps de chacun était fixé heure par heure, ainsi que la tenue. Le personnel portait un ruban dont la couleur indiquait le service dans lequel il travaillait ou son rôle au sein de la Charité :
- Jaune : fabrique de soie ;
- Gris : filature, taillerie de vêtements, tricoteuses ;
- Blanc : blanchisserie et couture ;
- Rouge : infirmeries ;
- Violet : cuisines ;
- Vert : crèches, meubles, matelasserie, taverne, pharmacie, servantes des prêtres, employés de maison[84].

Grâce à des lettres patentes royales, les recteurs pouvaient punir ceux qui ne respectaient pas le règlement. Ils pouvaient agir aussi bien à l’intérieur de l’hôpital qu’à l’extérieur, puisqu’ils pouvaient arrêter les mendiants, les emmener à l’hôpital et les y enfermer, ou les forcer à travailler par des châtiments corporels. Les habitants de Lyon pouvaient également être châtiés : amendes ou emprisonnement pour avoir hébergé un mendiant étranger, condamnation à mort pour avoir empêché un suisse d’exercer ses fonctions. Ceux qui injuriaient le personnel pendant la distribution de pain devaient rester à genoux pendant tout le reste de la distribution, puis étaient bannis de la ville pendant un an. Pour un vol par exemple, les pensionnaires et les employés de l’hôpital pouvaient recevoir une interdiction de sortie, une punition physique, être forcé de porter d’un vêtement infamant ou être renvoyé. Les femmes ou les filles renvoyées étaient ensuite incarcérées dans la prison des Recluses.
Si faire respecter le règlement était une part importante du travail des recteurs, ils se devaient également de faire tenir propre l’hôpital afin de limiter le développement des maladies, mais également de fournir des repas à chacun. En 1640, de grandes chaudières de fer furent commandées pour les cuisines et de la viande chaude était servie à chacun. À la fin du XVIIe siècle, les pensionnaires mangeaient de la viande cinq jours par semaine. En 1742, on ajouta une soupe chaude au repas. Les malades et les enfants se voyaient servis du veau et du mouton, alors que la majorité de la population de la ville ne mangeait que du bœuf. Les pensionnaires mangeaient aussi des œufs, du hareng, du fromage et des pommes de terre, introduites à l'hôpital bien avant qu’elles ne soient popularisées par Antoine Parmentier, en 1787. Les enfants les plus jeunes recevaient un verre de lait et de la bouillie à base de farine, préparée par les nourrices de l’hôpital.
Tous les habitants de l’hôpital capables de travailler gagnaient un petit salaire correspondant au quart de leur production. En effet, des fabriques furent installées dès les débuts de l’Aumône générale. Une filature de soie fut très vite mise en place, suivie par l’installation, au XVIIe siècle d’ateliers de bonneterie ou encore de teinture. En 1672, Louis XIV autorisa la Charité à disposer de toutes sortes d’ateliers et de manufactures. Au XVIIIe siècle, elle disposait donc notamment d’ateliers de teinture, d’amidonnerie, de bonneterie, de filatures de chanvre, de laine et de soie, d’un atelier de bijouterie, de fabrique de dentelle, de drap et de plâtre. Les ateliers de cordonnerie et de taille de vêtement fournissaient non seulement les pensionnaires, mais aussi tous les enfants placés à la campagne par l’hôpital.

## De la Révolution à la création des Hospices civils de Lyon (1790-1802)

### L'hôpital de la Charité pendant la Révolution
Avec la Révolution, l'État plaça les hôpitaux sous surveillance et supprima les octrois, privant ainsi la Charité d'un revenu annuel de plus de 300 000 livres. Cette mesure, d'abord illégale — le décret du 28 janvier 1790 prescrivant le maintien des perceptions d'octrois, fut officialisée par l'assemblée législative le 19 février 1791. L'établissement se retrouva alors en détresse financière : il fut frappé de lourds impôts tandis que le nombre de patients augmentait considérablement du fait de la misère générale et du chômage grandissant.
Sur de pressantes sollicitations, l'Assemblée nationale finit par accorder un prêt de 450 000 livres, garanti par la commune, mais cette somme ne fit qu'alourdir la dette hospitalière. Estimant cette crise financière comme insurmontable, les recteurs démissionnèrent le 2 juillet 1792. Ils furent remplacés par onze administrateurs nommés par le Directoire du département de Rhône-et-Loire et le Conseil général de la commune de Lyon.
Ces administrateurs retrouvèrent l'hôpital dans un état critique, sans ressources ni provisions mais accablé de charges. Leur première initiative fut de solliciter l'aide du gouvernement, notamment pour les besoins des enfants trouvés, dont le nombre avait augmenté depuis le début de la Révolution. Leur demande fut agréée et, par la loi du 15 août 1792, le Ministre de l'Intérieur autorisa le remboursement intégral des dépenses de la Charité des années 1791 et 1792 pour la nourriture et l'entretien de ces enfants.
Du 8 août au 9 octobre 1793, Lyon fut assiégé. Les bombardements endommagèrent gravement les locaux de la Charité et provoquèrent une pénurie alimentaire considérable. En 1794, le nombre d'administrateurs fut réduit à quatre et l'établissement fut plonger dans la ruine et la banqueroute. La loi du 11 juillet 1794 permit de décharger l'hospice de ses dettes, mais en contrepartie, tous ses biens furent nationalisés. Désormais à la charge de l'État, il ne reçut cependant que des aides irrégulières et insuffisantes.
Face à la nécessité croissante, les administrateurs prirent des choix drastiques :
- Réduction extrême du nombre des patients
- Suspension temporaire des employés externes
- Suspension de la plupart des fondations

Les premières victimes de cette crise furent les enfants : faute de nourrices et de fonds pour les payer, la majorité des nouveau-nés périrent après 2 ans d'allaitement artificiel.
Dans l'urgence, les administrateurs firent appel à la bienfaisance publique. Le 6 avril 1796, une autorisation fut accordée pour organiser des quêtes auprès des citoyens aisés, sous forme de dons ou de prêts. De plus, deux lois permirent aux hôpitaux de récupérer une partie de leurs biens :
- Loi du 5 brumaire an IV (27 octobre 1795) : restitution provisoire
- Loi du 16 vendémiaire an V (7 octobre 1796) : restitution définitive, mais avec l'obligation d'acquitter les rentes viagères et perpétuelles de leurs dettes.

En 1797, une mesure majeure fut mise en place : les hôpitaux d'un même arrondissement furent réunis sous une seule administration de 5 membres. Autrefois rivaux, l'Hôtel-Dieu et la Charité furent désormais réunis. Après le désarroi de la Terreur, les administrateurs étaient chargés de réorganiser et reconstruire les établissements :
- Récupération des bâtiments de l'Hôtel-Dieu et de la Charité
- Obtenir de biens nationaux en remplacement de ceux vendus,
- Relance des services de santé
- Réclamation au gouvernement des 210 000 francs promis pour subvenir aux premiers soins[94]

Malgré cela, les deux hôpitaux se retrouvaient dans une situation des plus précaires, en raison des relances incessantes des créances et de leur dépendance aux aides aléatoires du gouvernement.
L'administration dut alors suspendre le paiement des rentes à sa charge. Mais les créanciers, eux-mêmes ruinés, ne pouvaient plus attendre. Dès le 30 décembre 1799, le fisc commencèrent à saisir les loyers des hôpitaux. Des mesures gouvernementales devenaient urgents pour remédier à cette instabilité financière. Par arrêté du 28 juin 1800, le préfet décida de suspendre les poursuites du fisc contre les hôpitaux, étant en incapacité de payer les impôts. Mais un revirement positif s'effectua grâce à la visite du Premier Consul à Lyon qui prit conscient de la difficulté de la situation. S'ensuivent plusieurs mesures en conséquence :
- Loi du 5 fructidor an VIII (23 août 1800) : instauration d'une taxe communale, les octrois de bienfaisance, pour financer les hôpitaux.
- Règlement des dettes de l'Hôtel-Dieu et de la Charité par le transfert de 7 391 rentes nationales, au capital de 1 266 039 francs et au revenu annuel de 84 402 francs
- Mandat de 919 582 francs en 1801 pour rembourser les dépenses liées au soin des enfants trouvés de l'an V à l'an IX (de 1796 à 1801).

Grâce à ces mesures, les hôpitaux purent sortir de l'impasse et amorcer une lente reconstruction.

### Le service de santé pendant la période révolutionnaire
Progressivement, la Charité fut réservée aux enfants assistés, abandonnés et orphelins (jusqu'à l'âge de 7 ans), aux femmes enceintes, aux vieillards et aux pauvres et prit alors le nom d'Hôpital général de la Charité, Aumône générale et enfants trouvés de Lyon.
En 1790, un rapport présenté à l'Assemblée Nationale sur les établissements hospitaliers faisait état de 216 lits, chaque patient disposant de son propre couchage. Face à la misère grandissante, les religieux hospitaliers sollicitèrent Jean Sylvain Bailly, maire de Paris et président de l'Assemblée Nationale, pour continuer à former des novices et à exercer au sein de l'hôpital, et ce, malgré la suppression des ordres réguliers.
En l'An III, la commission provisoire de la Charité entreprit d'augmenter le nombre de lits affectés aux femmes et d'y établir une école de médecine clinique. Le projet fut confié à Nicolas-Marie Clavareau, architecte des hôpitaux civils, sous la direction de Jean-Nicolas Corvisart, afin de porter la capacité d'accueil à 500 malades et d'y établir une école et un hospice clinique. La chapelle devenait le promenoir des élèves et la salle dans laquelle ils attendaient l'arrivée du médecin avant d'effectuer les visites. L'école disposait d'une salle de pathologie, d'une morgue pour les cours d'anatomie et d'un amphithéâtre anatomique avec des tables de dissection, capable d'accueillir 200 élèves. Jusqu'alors, les opérations s'effectuaient directement sur le lit du malade.
Cette nouvelle école clinique ne fut ouverte qu'en mai 1799 et fut inaugurée par François de Neufchâteau, ministre de l'Intérieur. Les premiers cours magistraux furent assurés par le médecin Corvisart.

### La création des Hospices civils de Lyon
Pour rééquilibrer leurs budgets, la municipalité décida de réunir les deux hôpitaux en une gestion commune. Cette fusion s'effectua en deux étapes : en 1796 et en 1802.
La loi du 16 vendémiaire an V (7 octobre 1796) permit aux hôpitaux de récupérer leurs biens confisqués par la Convention et créa une administration commune pour l'Hôtel-Dieu et la Charité, qui ne devinrent fonctionnelle que le 28 ventôse an V (18 mars 1797). Les deux établissements prirent alors le nom d'Hospices civiles de Lyon en raison de la période révolutionnaire, durant laquelle les hôpitaux furent débaptisés. La municipalité installa une commission de seulement 5 membres, mais face à l'ampleur de la tâche, elle dut s'adjoindre d'anciens recteurs. Malgré une amélioration progressive, le déficit hospitalier s'élevait encore à plus de 800 000 francs en 1799.
En janvier 1802, la visite du ministre de l'Intérieur Chaptal eut un impact décisive sur l'organisation des deux hôpitaux lyonnais. Par arrêté du 28 nivôse an X (18 janvier 1802), pour diriger l'Hospice général des Malades (Hôtel-Dieu) et l'Hospice des Vieillards et Orphelins (la Charité), il créa un conseil général d'administration composé du préfet du département, des trois maires de Lyon et de quinze citoyens qu'il nomma lui-même.
Grâce à cette nouvelle organisation plus efficace des Hospices civils de Lyon, la Charité pouvait alors étendre sa mission. L'hôpital de la Charité, désormais destiné aux enfants et aux femmes enceintes ou atteintes d'affections gynécologiques, comptait 952 lits et 193 berceaux.

## L’hôpital de la Charité jusqu’en 1934

Hôpital de la Charité vers 1909.

La Révolution française avait permis à l'Hôpital de la Charité de se doter d'une organisation plus efficace grâce à la nouvelle organisation des Hospices civils de Lyon. Cependant, les troubles liés à cette période exigeaient la restauration et la création de nouveaux bâtiments. Les avancées de la médecine ainsi que la mission principale d'accueil de la population étaient des défis auxquels l'Hôpital de la Charité était confronté, jusqu'à sa destruction en 1934.

### L’hôpital de la Charité: bâtiments, administration et population

#### Création de nouveaux bâtiments
En 1802, les nouveaux administrateurs prenant la direction de l'hôpital furent confrontés à des difficultés majeures, héritées des destructions causées par la Révolution française. Face à cette situation, la construction de nouveaux bâtiments tels que la Porte ou le bâtiment des officiers apparut comme une nécessité afin d'améliorer le fonctionnement interne de l’établissement ainsi que l'accueil des assistés. La construction de la crèche ou du Tour consacrés à la médecine obstétrique et infantile reflètent le développement d’une médecine plus spécialisée.
- Bâtiment pour les officiers

À la suite de l’arrêt du Conseil d’État de 1786, l’hôpital dut céder les bâtiments connus sous le nom de Bicêtre, créant un besoin urgent en nouveaux espaces. Pour pallier ce manque, l’administration décida en 1802 d’édifier un bâtiment spécifique destiné au personnel administratif et médical.
- Bâtiment de La Porte

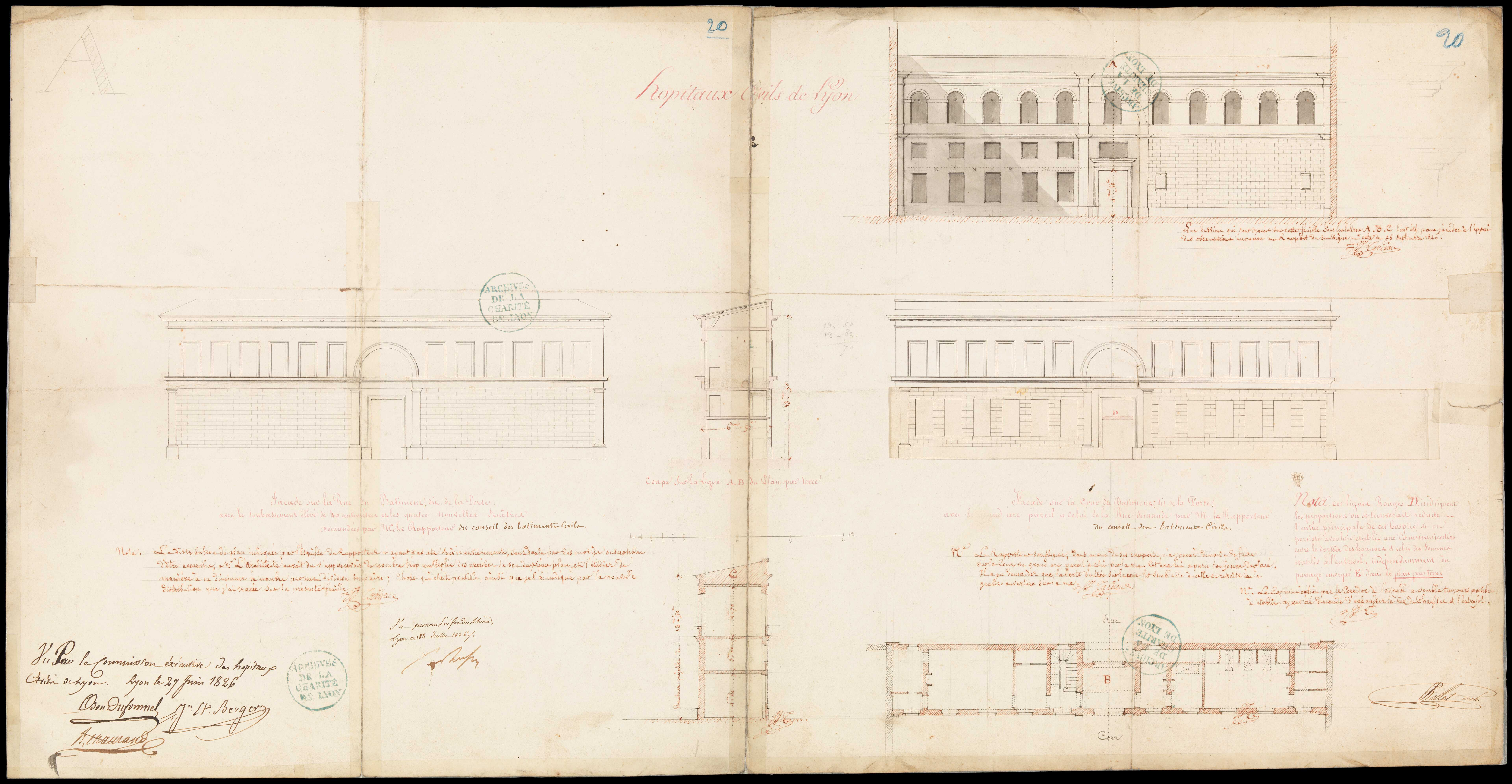
Plan de la façade sur la rue du Bâtiment de la Porte par Jean-Marie Pollet (1826)

En 1825, la construction du bâtiment de la Porte, situé en bordure de la rue de la Charité, fut décidée. Conçu par l’architecte Jean-Marie Pollet, le projet était estimé à 82 000 francs.
La pose de la première pierre a eu lieu le 26 septembre 1825, en présence du préfet, le comte René de Brosses, et du maire, le baron Pierre-Thomas Rambaud. Les plans et devis, finalisés en 1828, aboutirent à la construction d’une nouvelle aile en bordure de la première cour d’entrée de l’hôpital. Achevé dès 1829, cet édifice a été rapidement mis en service pour accueillir ses occupants.
- La crèche

Au début du XIXe siècle, la crèche existante était insalubre et exiguë, favorisant la propagation des maladies. L’absence de ventilation, de caves et la faible luminosité rendaient les conditions précaires. Toutefois, les guerres napoléoniennes et les projets d’agrandissement de l’Hôtel-Dieu retardèrent son remplacement jusqu’en 1821.
L’architecte M. Tissot fut chargé de concevoir un nouveau bâtiment, isolé et mieux ventilé, avec des salles séparant enfants sains et malades. Une innovation notable fut l’ajout d’un balcon pour les promenades à l’air libre. Les travaux, d’un coût de 40 000 francs, s’achevèrent en août 1828. En parallèle, divers aménagements furent réalisés en 1825, dont la transformation de la cour Sainte-Madeleine (future cour Saint-Vincent-de-Paul) et la réorganisation des fonts baptismaux, du bureau des enfants et de l’économat.
- Le Tour

Jusqu'à la Révolution, l'abandon d'enfants à l'Hôpital de la Charité faisait l’objet d’un encadrement strict, nécessitant des déclarations et des enquêtes. Face aux conditions dramatiques de ces abandons, souvent réalisés de nuit dans des lieux dangereux, le conseil de l’hôpital décida, le 8 novembre 1804, d’installer un tour d’abandon dans le mur longeant la rue de la Charité.

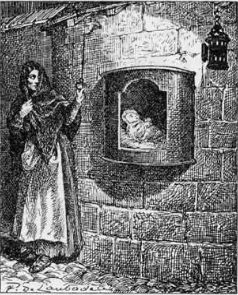
Tour d'abandon

Inspiré d’initiatives italiennes datant du XIIIe siècle, ce dispositif a été conçu pour permettre aux parents d'abandonner anonymement leurs enfants tout en assurant leur prise en charge immédiate par l'hôpital. Donnant sur la rue, ce cylindre en bois tournait facilement, permettant de faire passer l’enfant de l'extérieur à l'intérieur de l'hospice, sans que la personne qui abandonnait l’enfant n'ait de contact avec le personnel. Celui-ci avertissait un employé de garde par une sonnette et se retirait.
Ce tour marquait un progrès majeur dans la gestion des abandons d’enfants, permettant de réduire considérablement les infanticides et les abandons dans des conditions dangereuses. Le nombre des enfants abandonnés, venant également d'autres départements voisins, oscillait autour de 1 400 à 1 700 par an jusqu’à la fin du XIXe siècle.
En 1858, le dispositif fut définitivement abandonné, au profit d'un bureau ouvert où les enfants étaient reçus publiquement. Cette transformation marqua la disparition progressive du tour, bien que le bureau destiné à accueillir les enfants abandonnés fût maintenu jusqu'à la fin du XIXe siècle.

##### Le cimetière des Hospices civils

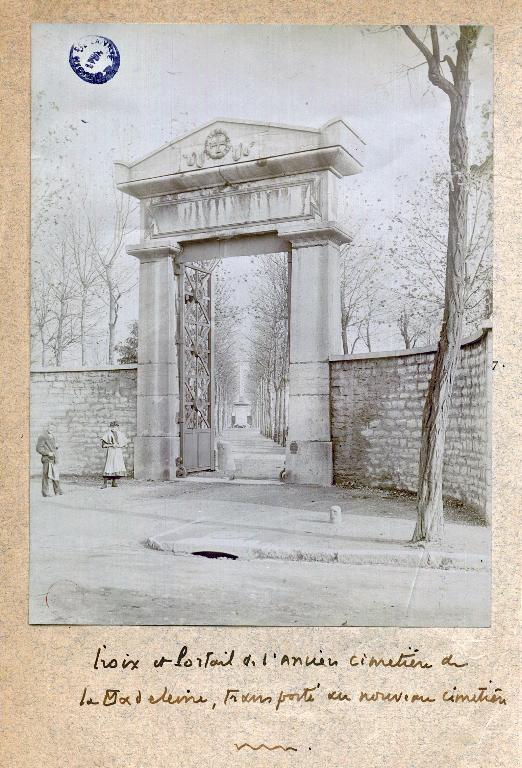
Le cimetière de la Madeleine en 1907 (Docteur Birot).

Le cimetière de la Madeleine, également connu sous le nom de cimetière des Hospices civils de Lyon, a été établi en 1696 sur la rive gauche du Rhône, dans la commune de La Guillotière. Initialement réservé aux personnes décédées à l'Hôtel-Dieu, il a progressivement accueilli les défunts de la ville de Lyon en raison du manque de place dans les cimetières communaux.
Au fil du temps, le cimetière est devenu saturé, suscitant des plaintes des habitants de La Guillotière en 1841, 1842 et 1845, qui demandaient sa suppression en raison de sa proximité avec les habitations. En 1850, le conseil des hospices reconnaît la nécessité et l'urgence de sa fermeture.
En 1864, la ville de Lyon attribue aux Hospices civils un terrain adjacent au nouveau cimetière de la Guillotière pour établir un nouveau carré. Les premières inhumations dans ce nouveau carré ont lieu le 1er janvier 1866, date à laquelle le cimetière de la Madeleine est définitivement fermé.
Le terrain de l'ancien cimetière de la Madeleine est finalement vendu à l'État en 1962. Le carré des Hospices civils de Lyon au cimetière de La Guillotière est rétrocédé à la ville de Lyon en 1983.

##### L’église de la Charité

Projet de réparation du Clocher de la Charité (1837)

L’église de la Charité a été l'objet d’importants dommages lors des troubles de la Révolution française. En 1800, l’édifice présentait un état de ruine avancé, tout comme l’Hôtel-Dieu. Faute de ressources suffisantes, la jeune administration des Hospices civils ne pouvait financer les réparations nécessaires. Une souscription publique fut alors lancée, permettant aux Lyonnais de contribuer majoritairement aux fonds requis pour la restauration du bâtiment. Par ailleurs, des dons particuliers ont été effectués, notamment celui d’un autel en provenance de l’ancienne église des Carmes-Déchaussés.
L’église a été officiellement rouverte au culte le 16 pluviôse an X (5 février 1802). En 1806, un orgue fut installé dans la tribune par le luthier Janot sous condition d’achat ultérieur. L’instrument fut définitivement acquis en 1812 pour la somme de 4 000 francs, un financement rendu possible en partie grâce à un don anonyme.
Lors d’une inspection réalisée en juillet 1837, des signes inquiétants de dégradation furent relevés dans la charpente de la lanterne du clocher, menaçant la stabilité de sa partie supérieure. Les travaux de consolidation furent confiés à Alphonse-Constance Duboys, architecte-adjoint des Hospices, qui entreprit également une restauration de l’intérieur de la chapelle.

Fronton de la chapelle de l'Hôpital de la Charité (vers 1910).

En 1839, le sculpteur Pierre-Marie Prost réalisa un nouveau fronton pour l’église, reprenant le motif du pélican, symbole de la charité. Cette sculpture s’inspire de celle que Nicolas Lefèbvre avait autrefois exécutée pour le portail de l’hospice, détruite lors de la Révolution.
En 1853, à l’initiative du préfet, une horloge a été installée dans le clocher de l’église de la Charité, à hauteur du dôme. Conçue davantage pour son utilité que pour son aspect esthétique, elle était dotée de quatre cadrans lumineux et demeure en fonctionnement. L’administration de l’hospice, n’ayant besoin que d’un seul cadran, prit à sa charge un tiers des coûts d’installation, soit une participation financière proportionnelle. Le montant total des travaux s’éleva à 6 900 francs.

#### L’administration
Au lendemain de la Révolution française, l’Aumône générale manque de moyens et pâtit grandement de la Terreur et des spoliations révolutionnaires. Au début du XIXe siècle, l’administration de l’œuvre évolue. Les administrateurs de la Charité sont désignés par les membres du conseil général d’administration des Hospices civils. On distingue sept fonctions majeurs : direction, tutorat des enfants, admission des vieillards, réception des femmes en couche, fonctionnement du bureau des enfants, placement des enfants en ville et à la campagne. La délibération du 5 février 1802 détermine leur costume : une grande tenue pour les cérémonies composée d’un habit en drap noir, d’une veste et d’une culotte de couleur, des bas et une ceinture à frange en soie, un chapeau gansé, des boucles à la jarretière et sur le soulier ; une petite tenue plus simple sinon, avec frac, gilet et culotte noirs, bas de soie et ceinture. Ces règles vestimentaires ont disparu dans le courant du siècle.
L’administrateur directeur, dont l’autorité s’exerce aussi bien sur les patients que sur le personnel de la Charité, encadre la police, la comptabilité, la médecine et la chirurgie. Il fait respecter le règlement et effectue fréquemment des visites de l’établissement. À tour de rôle, les administrateurs assistaient aux visites médicales pour vérifier que le personnel médical – médecins, chirurgiens, élèves, sœurs – remplit correctement ses fonctions, que les patients s’accommodent du régime qui leur est prescrit.
Au XIXe siècle, les membres du Conseil restaurent les armoiries des hôpitaux de Lyon – un lion d’argent au chef cousu d’azur, armes de la ville, la Vierge de pitié d’argent et la Charité d’or, emblème des hôpitaux. La couronne de baron qui surplombait alors l’ensemble n’était qu’une relique des anciens droits seigneuriaux de l’Aumône générale.

#### La population

##### Les enfants

###### L’arrivée des enfants à la Charité
À partir de 1804 et jusqu’en 1843 le « tour », un système inventé par le pape Innocent III, fut mis en place. Il s’agissait d’une petite loge en bois tournant sur un axe dans laquelle étaient placés les enfants et qui permettait de garantir l’anonymat. Afin d’alerter le personnel de l’hôpital, ce dispositif était doté d’une clochette. Cependant, ce système fut largement critiqué, car un très grand nombre d'enfants mouraient avant même d'être admis.

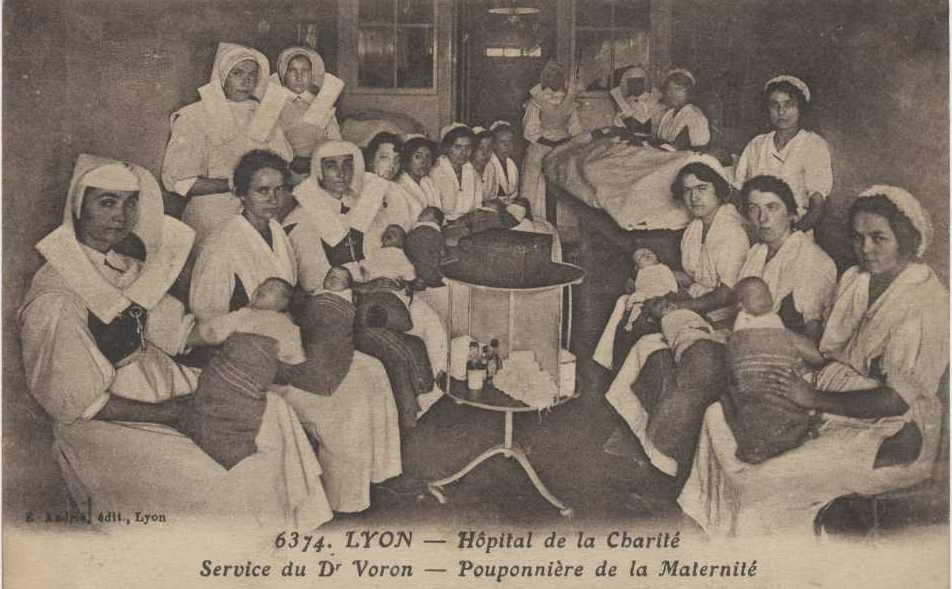
Vue de la pouponnière de la maternité vers 1910

Après la suppression du tour, un nouveau système vit le jour: le bureau ouvert des admissions. Il s'agissait d'un « bureau secret » isolé et facilement accessible pour faciliter l'abandon des enfants. Ouvert jour et nuit, il permettait l'admission sans témoins, favorisant ainsi la protection physique de l'enfant, contrairement au tour. Ce bureau fonctionna à la Charité jusqu'à la démolition de l'hôpital en 1934, puis fut transféré à l'Hôtel-Dieu, où il resta en service jusqu'à sa suppression définitive dans les années 1960.

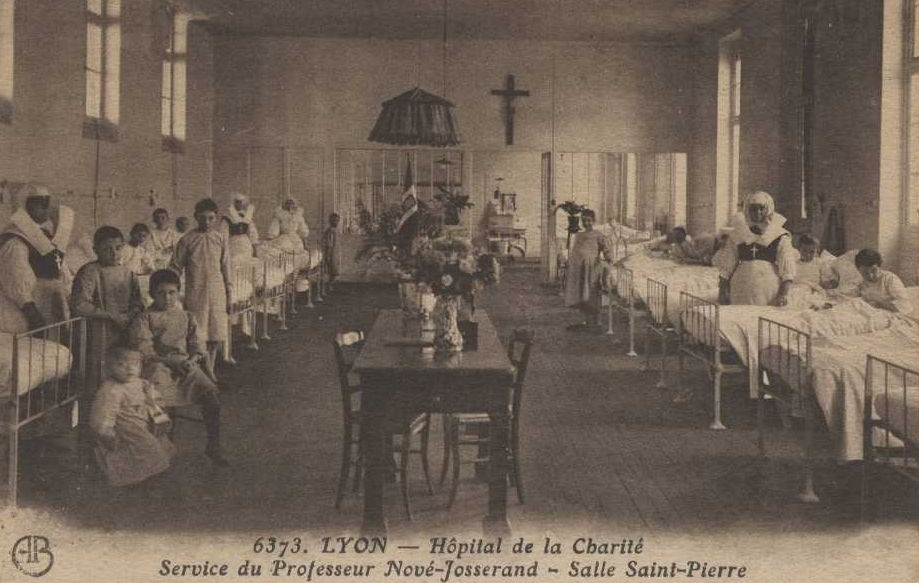
Service des enfants de la Charités vers 1910

Ont été recensés 1300 à 2000 abandons par an dans cette tour au début du XIXe siècle. Ce nombre élevé est expliqué par la popularité de la Charité de Lyon, qui amenait des populations de la région centre-est, Savoie et Dauphiné à venir y déposer leur nouveau-né. L’hôpital de la Charité de Lyon était devenu « l’hôpital dépositaire pour le département du Rhône ». De nouvelles activités se créèrent à l’hôpital comme la prise en charge des femmes accouchées et leurs maladies ainsi que celles de leurs nouveau-nés et des enfants abandonnés.

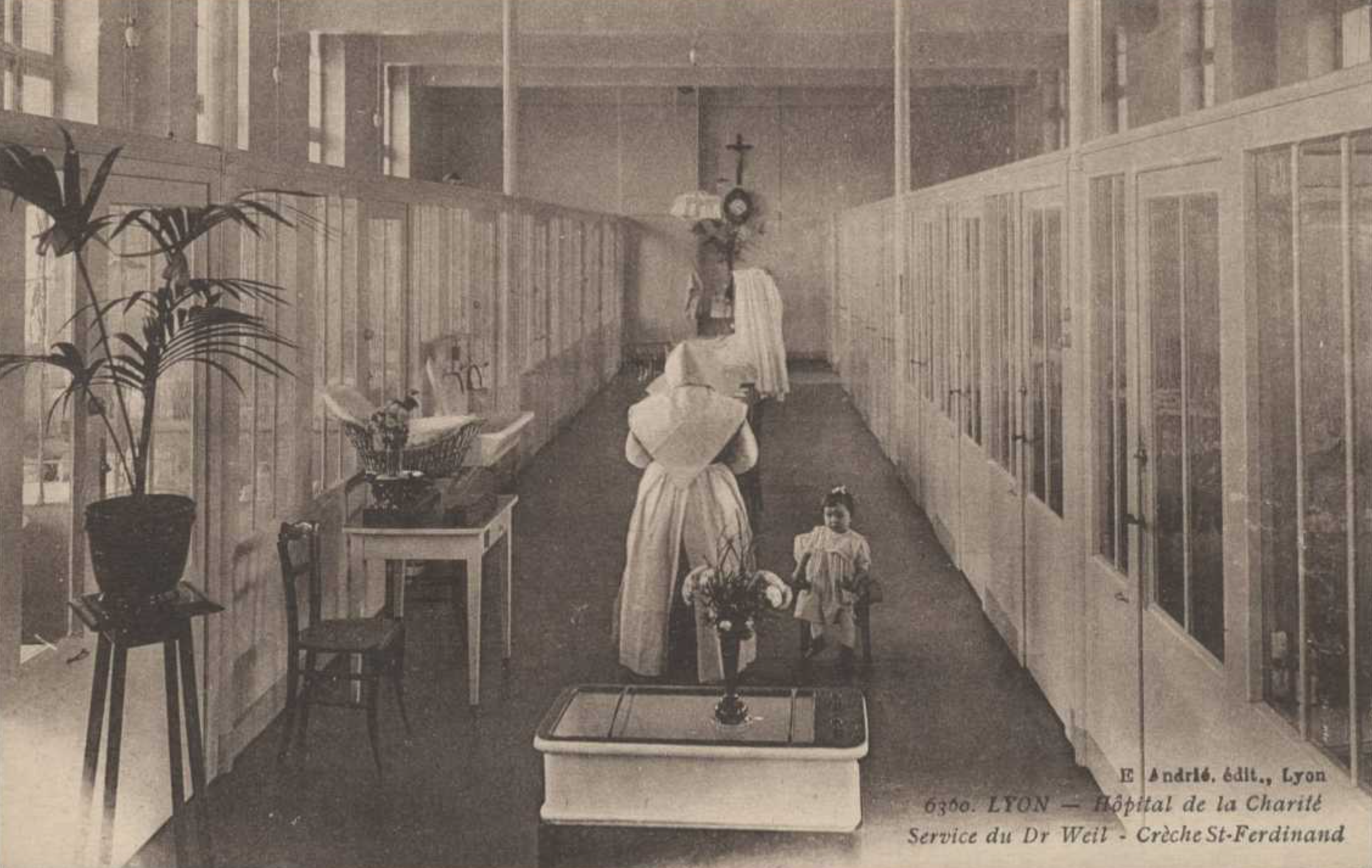
La crèche Saint-Ferdinand vers 1910

Lors de la Révolution les enfants ont beaucoup souffert du manque d’argent. En 1794, une source officielle déclare que 96 % des enfants reçus à l’hôpital sont décédés dans le mois. Les famines rurales qui ont touché la France entre 1816 et 1830 ont augmenté le nombre d’enfants hospitalisés à la Charité. Notamment lors de la dernière grande famine en 1847 ou la boulangerie de la Charité a répondue aux besoins des enfants dont les parents ne pouvaient plus les nourrir.
Au XXe siècle les abandons ont continués amenant à l’apparition de nouvelles lois pour protéger les enfants et leurs mères comme la première loi de Simone Veil sur le « consentement de la mère à l’adoption ». À partir de 1809 le nombre d’abandons a doublé en 20 ans et triplé en 50 ans.

##### Les enfants malades
Après le XVIIIe siècle l’hôpital devient seulement un lieu réservé aux soins, séparant les « assistés » des malades.
Avant l’époque moderne il n’existait pas de structure pour accueillir et soigner les enfants. Durant l’époque médiévale il existait de maigres initiatives pour venir en aide aux enfants dans le besoin. Le code Justinien de l’Empire romain de l’année 534 prévoit de créer des établissements pour les pauvres abandonnés sans famille, le potcbium. Plus tard se créa à Lyon l’orphanotrophium, le conservatoire des orphelins, pour des enfants nés de parents connus et marié. Et le brephotropbium pour les enfants trouvés ou abandonnés.
Les hôpitaux des Ve et VIe siècles n’avaient aucune vocation pédiatrique. Il existait tout de même des organismes charitables qui recueillent des nouveau-nés abandonnés et prodiguer des soins afin de les sauver de la misère en attendant leur adoption. Ces structures étaient publiques, sous la tutelle ecclésiastique.
L’aumône générale définitive de 1534 à 1791 apportait de maigre services médicaux grâce à la présence d’un médecin, d’un barbier chirurgien de l’Hôtel-Dieu et d’un apothicaire.
Au XIXe siècle il a été constaté une forte mortalité des enfants abandonnés en dépôt à la Charité de Lyon, un docteur parlait même de « massacre des innocents ». Le docteur Clément déplorait l’entassement des enfants à l’hôpital de la Charité et les nombreux enfants qui arrivaient déjà malades. L’hôpital a été particulièrement touché par la syphilis. De plus tout au long du XIXe siècle l’hygiène était décrit comme très insuffisant. Ces mauvaises conditions d’hygiène ont mené au développement de lieux réservés aux enfants malades. À Lyon les enfants assistés étaient accueils à la charité et les malades à l’Hôtel Dieu.
Depuis 1783 l’hospice de la Charité est le seul établissement à s’occuper des enfants abandonnés, l’hôtel dieu ne s’en occupaient plus, à cette date il n’y a pas de service spécialisé pour les enfants malades, ils pouvaient malgré tout se faire soigner à l’hôpital général.
L’école pédiatrique de Lyon se créa donc à l’hospice de la Charité au XIXe siècle et se développa au cours du XXe siècle.
En 1802 Paris était est le premier exemple d’hôpital spécialisé dans le traitement des enfants malades. Cette initiative arriva à Lyon qu’en 1836 avec l’apparition de service pour enfants malades à l’hospice de la Charité. L’hospice c’est donc peu à peu transformé en hôpital pour enfants.
En 1830 un constat d’insalubrité a lancé des reformes hygiéniques et sanitaires urgentes à réaliser à la Charité. La restauration de la Charité commença donc en 1830 et durera 20 ans incluant des installations de ventilations, l’éclairage au gaz, la modification des latrines, l’installations d’eau filtrée.
C’est alors en 1844, lors d’une séance de conseil, que le docteur Augustin Isodore de Polinière annonce le projet de faire de ce lieu non plus un hospice mais un hôpital pour enfants malades, fébriles et blessés. Pour traiter les enfants qui étaient auparavant envoyés à l’Hôtel Dieu. Ce projet délocalise les assistés valides, les malades incurables, les contagieux, les orphelins et abandonnés supprimant donc les ateliers et les écoles.

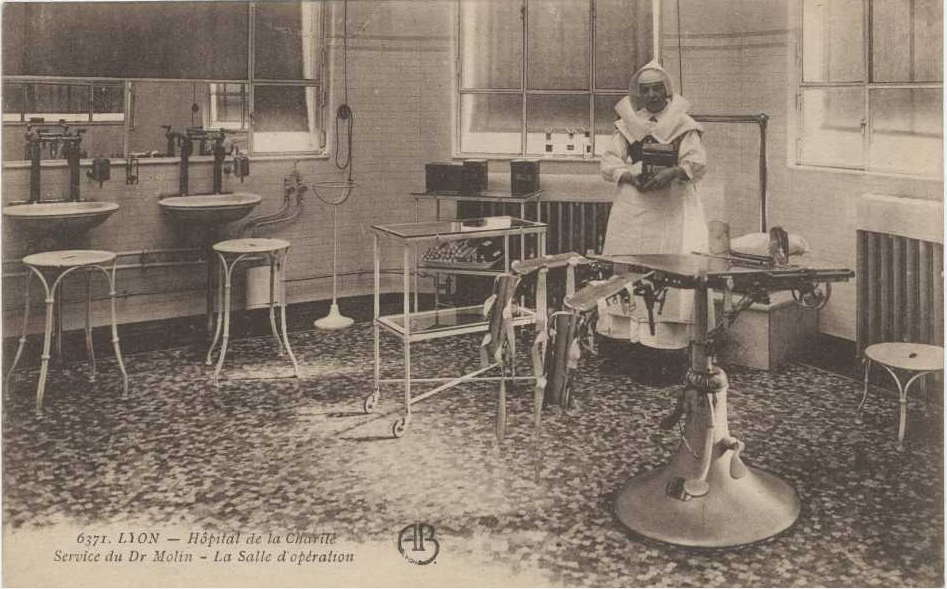
vue d'une salle d'opération vers 1910

Entre 1836 et 1852 sept salles sont donc crées pour accueillir les enfants malades et une pour les varioleux, avec une capacité de 170 lits en 1852.
Le docteur Boucharcourt, chirurgien major, créa le service de chirurgie dissocié du service médical.
En 1870 l’œuvre des enfants assistés est déplacée au département, la Charité resta simplement un « hospice dépositaire » temporaire.
La charité conserve son service des contagieux pour la rougeole, la scarlatine et la diphtérie.
À la Charité s’est développée en parallèle la maternité, la gynécologie, des chaires de cliniques universitaire et des nouveaux services de soins.
L'hôpital traitait de nombreuses maladies tel que la coqueluche, la méningite, la fièvre typhoïde, des rhumatismes articulaires, la phtisie et la tuberculose.
Au XIXe siècle les trois fléaux qui ont touchés particulièrement touchés l’établissement étaient la variole, la diphtérie et la syphilis.
En 1903 a lieu une commission d’hygiène du comité médico-chirurgical qui préconise la désaffectation de l’Hôtel dieu et de la Charité pour créer en 1913 des hôpitaux plus modernes. La charité sera condamnée en 1920 à la démolition.

##### Les femmes enceintes

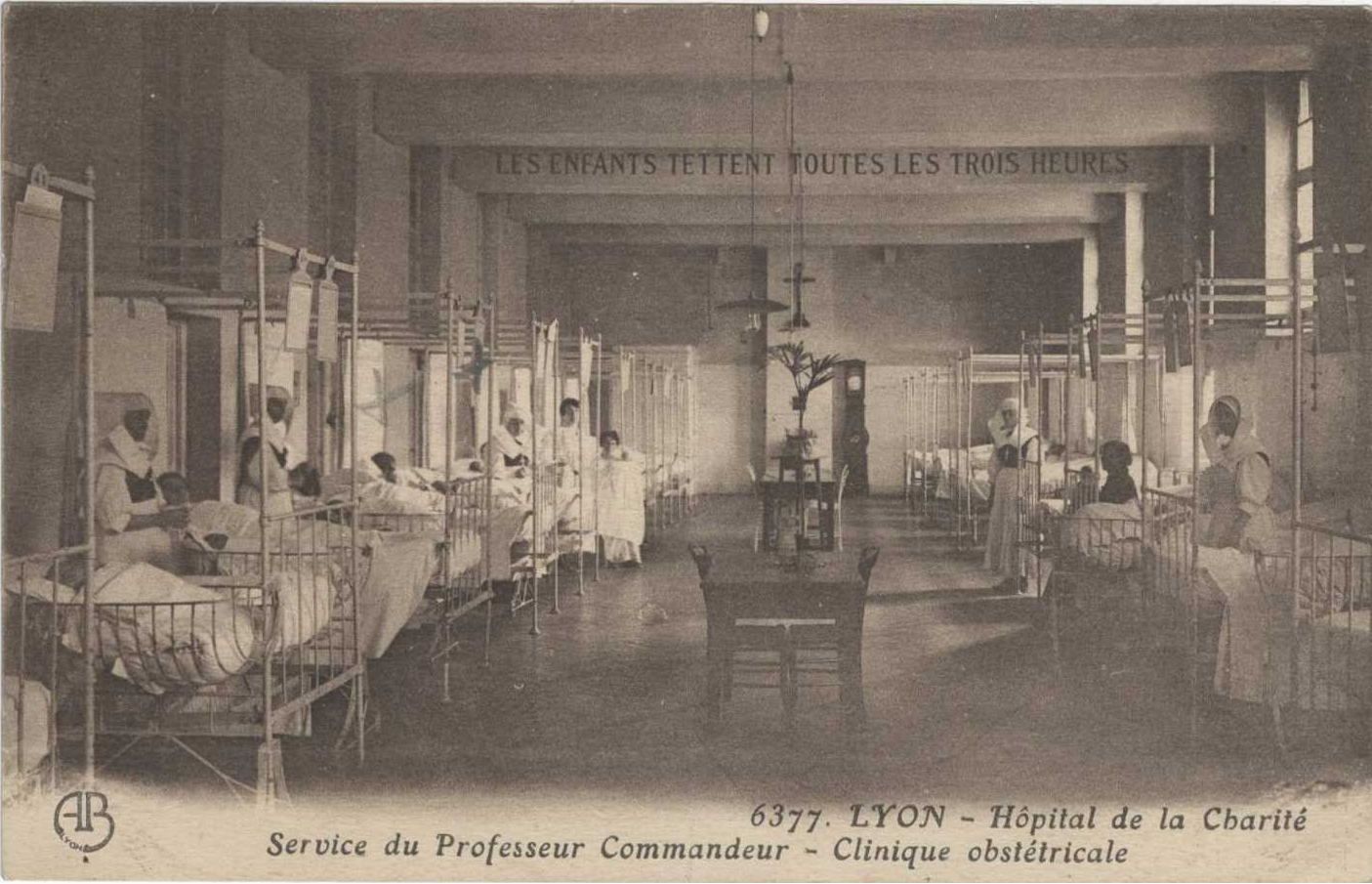
Carte postale représentant la clinique obstétricale de la Charité, vers 1910.

À partir de 1783 l’hôpital reçut également les futures mères de l’Hôtel Dieu. La présence d’un si grand nombre de personnes fragiles au sein de l’hôpital fut à l’origine de la création d’un véritable service médical dédié pour garantir leur bonne santé. Toutefois, le manque d’hygiène et d’entretien des locaux demeurait la cause principale de la mortalité des jeunes mères. Ce n’est qu’au cours du XIXe siècle que le niveau de formation et de compétence du personnel médical et soignant s’améliora nettement. La Charité se spécialisa dans les domaines correspondant à la population qu'elle accueillait, à savoir : la gynécologie, l’obstétrique et la pédiatrie.

##### Les personnes âgées

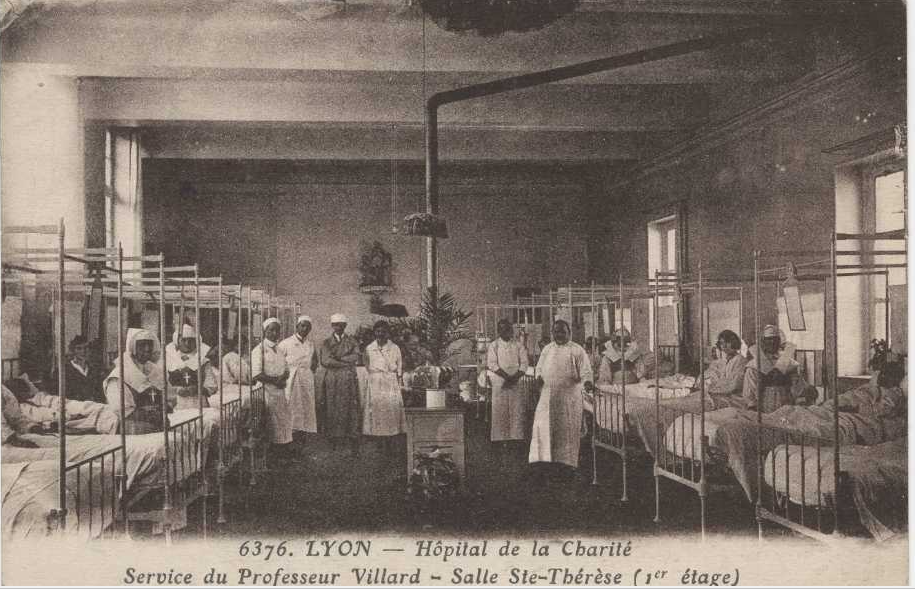
Vue du service du Professeur Villard vers 1910

Les vieillards indigents étaient encore 393 à la charité en 1836.
La loi de 1905 imposa le déplacement des vieillards, ils ont été transférés en 1909 à l’hôpital Debrousse.

##### Les militaires
L’hôpital s’est vu obligé d’accueillir les malades et miliaires blessées des armées Napoléoniennes et de l’armée autrichienne d’occupation (1814-1817).
Pendant la Première Guerre Mondiale de (1914-1918) huit salles de la charité sont évacuées pour la VIVe[Quoi ?] région militaire, libérant 300 lits pour pouvoir les accueillir. Ont été traités 19 167 blessés et mutilés lors de cette période.

#### Les écoles
L’hôpital de la Charité disposait de deux écoles d’enseignement professionnel et d’écoles d’enseignement général à destination des enfants et des frères et sœurs hospitaliers.

##### École d’accouchement
En 1783, les femmes enceintes furent transférées à la Charité. Un service obstétrical fut donc créé pour les accueillir. Afin de prendre en charge correctement ces femmes, deux sœurs hospitalières de l’Hôtel-Dieu furent envoyées à la Charité pour former des élèves. Le chirurgien-major fut ensuite chargé de donner des cours sur l’accouchement aux sœurs, deux fois par semaine. Pendant la Révolution française, ces cours furent d’abord très irréguliers. En 1803, ils devinrent obligatoires après la loi du 19 ventôse an XI (10 mars 1803) qui ordonna l’établissement d’un cours gratuit d’accouchement dans l’hôpital le plus fréquenté de chaque département. L’école de sage-femme de la Charité fut créée en 1807  lorsque l’hôpital admit six élèves pour deux ans, à l’issue desquels elles passèrent un examen et reçurent un diplôme de sage-femme.

##### École d’infirmière
Une école d’infirmière fut créée en 1899 à la Charité. Ses cours étaient obligatoires pour les élèves sages-femmes.

##### Écoles pour enfants
En 1808, il existait deux écoles pour les enfants de sept à seize ans, destinées respectivement aux garçons et aux filles. Celle des garçons était dirigée par un prêtre aidé de deux frères, tandis que celle des filles était confiée à une sœur. L’école durait deux heures par jour pendant lesquelles ils apprenaient à lire et à écrire. Ils passaient le reste de leur journée à travailler dans les ateliers.

##### Écoles pour les frères et sœurs hospitaliers
Dès 1859, des écoles furent créées pour l’instruction générale des sœurs et des frères. En 1892, quatre classes furent créées en fonction du niveau des élèves, dont l’une permettait la préparation du brevet, indispensable pour accéder à l’école d’accouchement.

### Histoire médico-chirurgicale de la Charité de 1802 à 1934

#### Le service de santé
Au début du XIXe siècle, la Charité offrait surtout des soins de maintien pour des mères, vieillards et enfants: il était prévu que le départ progressif des vieillards permettrait la transformation de l'hospice en hôpital. En tout, l'établissement disposait alors de 911 lits.
Si pendant la première moitié du XIXe siècle l'hôpital traitait principalement des cas épidémiques (syphilis, gale, teigne, fièvre puerpérale), dès les années 1840 la Charité connaît quelques évolutions majeures. En effet, en 1844, on prit la décision de cesser la garde d'enfants valides. Ayant ainsi libéré 130 lits, les administrateurs purent les rendre disponibles aux malades pédiatriques, désengorgeant ainsi l'Hôtel-Dieu.
Vers la fin du XIXe siècle, la Charité développe davantage son orientation pédiatrique et obstétrique. En 1873, un service gynécologique ouvert aux patientes externes a été crée, afin de d'assurer notamment les soins post-partum. La même année, l'on déplaça les salles d'accouchement vers l'ancien grenier à blé, pour éviter les contaminations de fièvre puerpérale. En 1888, une salle d'isolement pour enfants diphtériques fut ouverte. L'année suivante, on créa une salle destinée au traitement du croup.

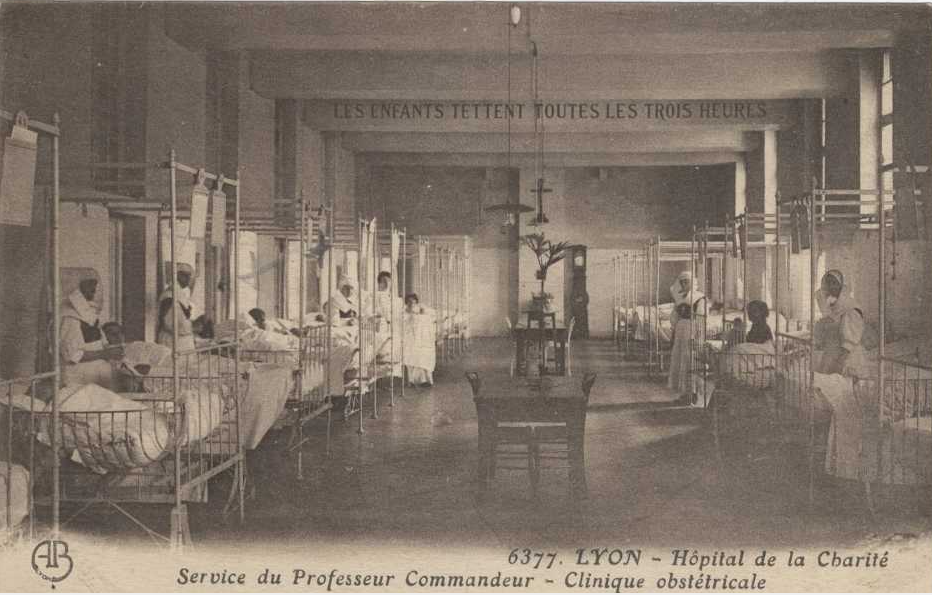
Clinique obstétricale de la Charité vers 1910

Le XXe siècle arrive avec des tendances hygiénistes qui, dans un premier temps, donnent une grande impulsion à la Charité. On aménagea alors un pavillon de gynécologie moderne, baigné de lumière naturelle, doté de salles de consultations, d'opétions et d'internation. En 1904, des services de radioscopie et de radiographie furent installés. Deux ans après, la clinique de médecine infantile initia des consultations gratuites.
La première guerre mondiale figea momentanément le développement de l'hôpital. La persistance d'épidémies infantiles, notamment de la rougéole, provoqua en 1920 le déplacement d'une partie des lits pédiatriques vers l'hôpital Debrousse. Avec ces lits libérés, on mit en place dès 1922 des consultations antivénériennes pour les femmes enceintes, et en 1926 une salle est destinée aux femmes enceintes tuberculeuses. En 1930, la maternité est agrandie: l'on dénombre alors 70 lits pour accouchées et autant de berceaux. À la même période, les consultations gratuites ont été développées sur plusieurs domaines: soins néo-nataux et post-partum, chirurgie et médecine pédiatrique, gynécologie, obstétrie, dermatologie, otorhinolaryngologie, et maladies héréditaires.
En 1933 la Charité disposait en tout de 700 lits et 185 berceaux.

#### Les médecins
En 1802 l'hôpital ne disposait que d'un médecin, choisi parmi les médecins titulaires de l'Hôtel-Dieu. Le rôle du médecin est alors de visiter les malades, leur prescrire des régimes et des ordonnances. Pour ces services, il recevait une rente de 1 200 francs annuels.
Ce n'est qu'en 1870 que l'on embaucha un deuxième médecin pour la Charité. Ils sont accompagnés de cinq médecins internes.

#### Les chirurgiens
En 1802, la Charité comptait seulement un chirurgien-major, son adjoint et trois assistants en chirurgie. Les fonctions du chirurgien-major restaient les mêmes que dans la période pré-révolutionnaire : il réalisait les opérations chirurgicales, les accouchements graves l'application de pansements, de pomades, et de vaccins. Le seul changement que la Révolution apporta à son statut est la fin de sa fonction de barbier. Sa rente annuelle était de 600 francs, et il était logé à la Charité, avec interdiction de se marier.

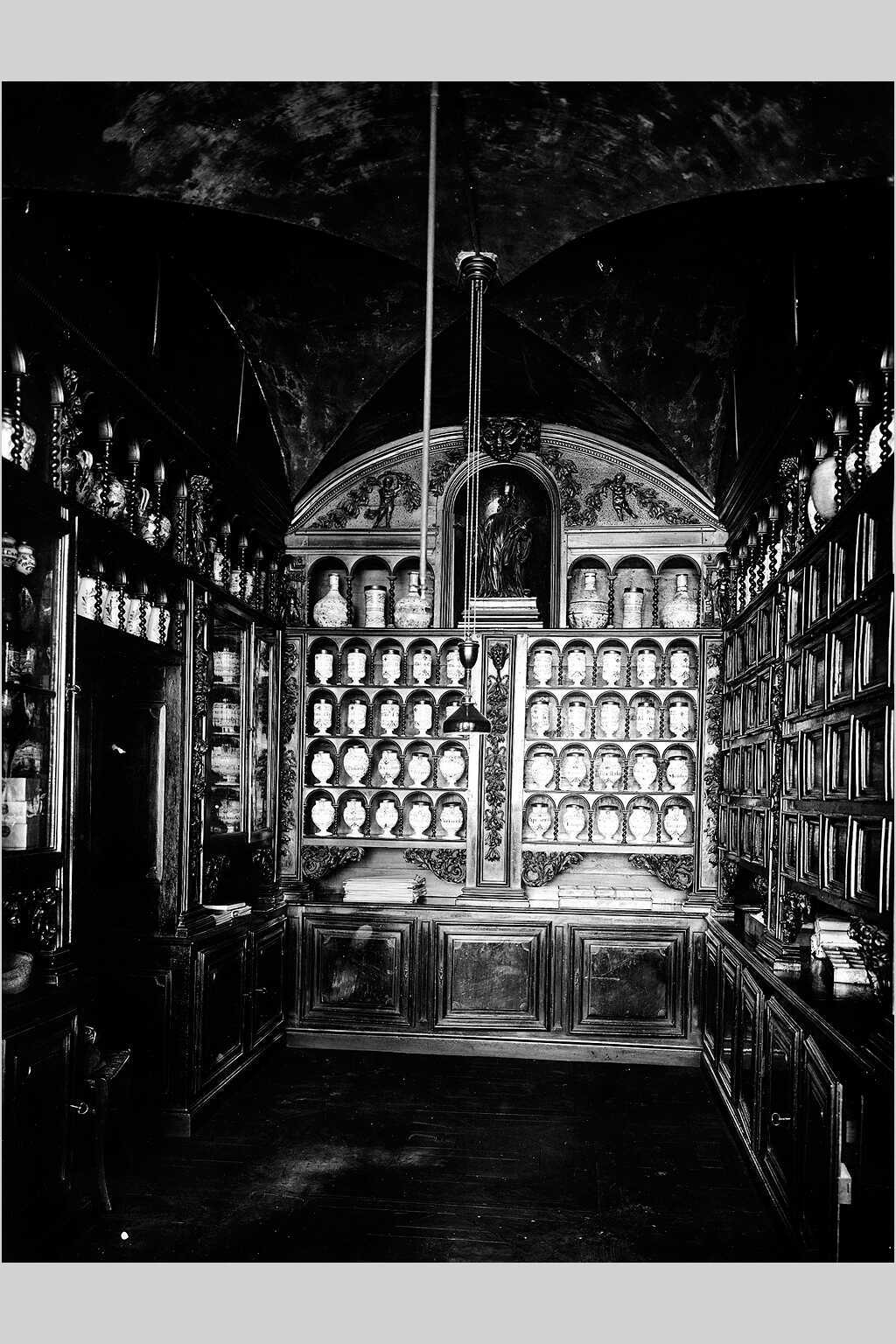
La pharmacie de la Charité vers 1910

### Histoire de la pharmacie de 1802 à 1934
La pharmacie de la Charité se situait alors au rez-de-chaussée de la cour Saint-Côme, sous l'amphithéâtre de dissection. En 1847, l'espace est assaini par le percement de fenêtres et le déplacement de l'amphitéâtre. À cette époque, seules les ordonnances des malades internes y étaient remplies: les patients des consultations gratuites devraient, pour leur grand mécontentement, récupérer leurs médicaments à l'Hôtel-Dieu. Pour changer ce système, on créa dès 1879 un poste de pharmacien à l'Hôtel-Dieu dont le rôle était de visiter la Charité les jours de constultations gratuites et y remettre les médicaments prescrits.
En 1888, quatre pharmaciens remplacent les sœurs pharmaciennes qui tenaient jusqu'alors l'officine.

## La fin de l'Hôpital de la Charité
L’hôpital de la Charité de Lyon, fondé au XVIIe siècle, a progressivement perdu sa fonction hospitalière au début du XXe siècle en raison de son inadaptation aux nouvelles normes sanitaires. Après plusieurs décennies de débats, il est désaffecté dans les années 1920 et finalement démoli en 1934, laissant place à un Hôtel des Postes et à la future place Antonin-Poncet.

### Un hôpital devenu inadapté

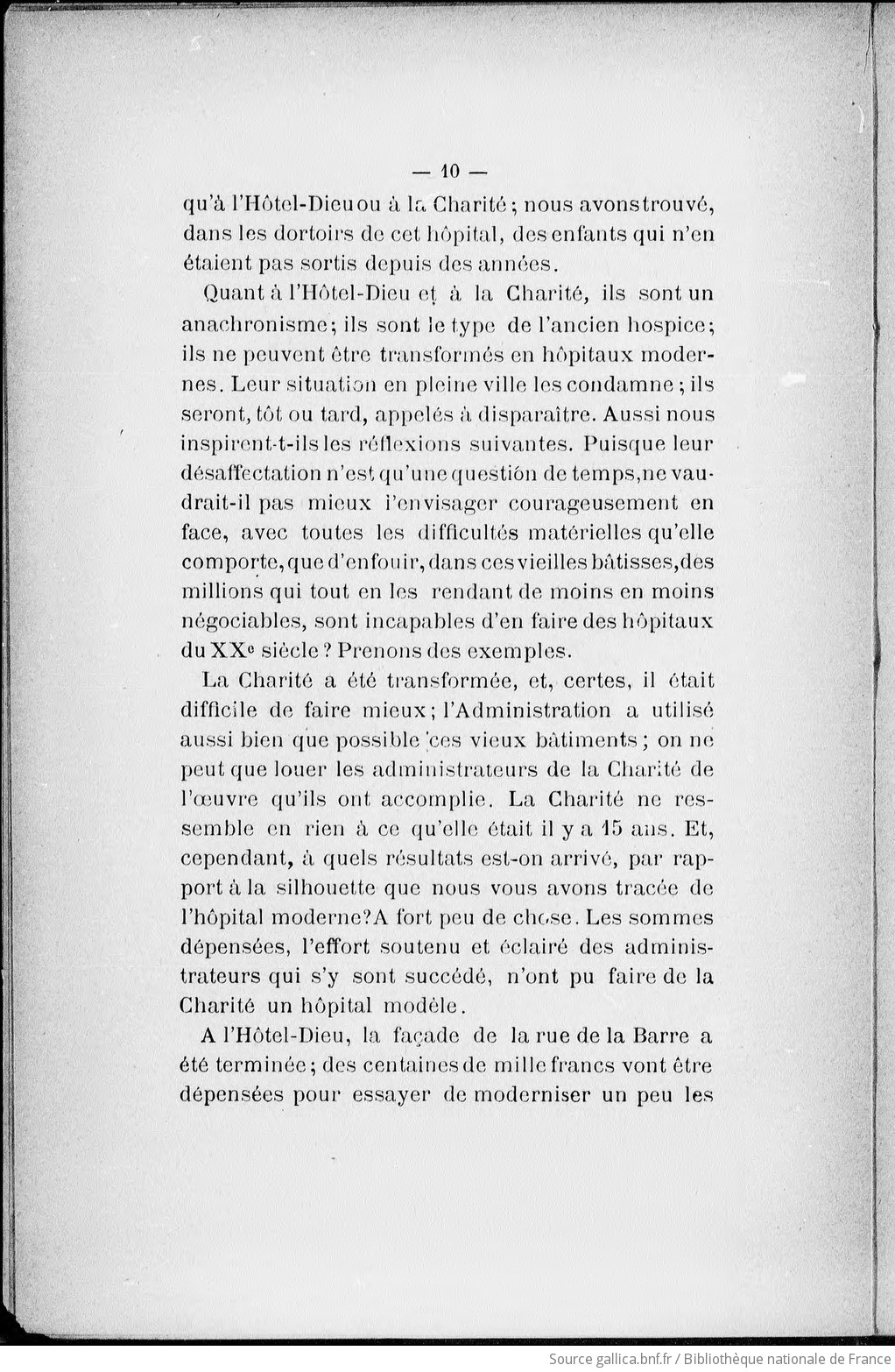
Rapport du Comité médico-chirurgical de Lyon (1903) (p. 10).

Dès la fin du XIXe siècle, l’hôpital de la Charité est jugé inadapté aux exigences croissantes de l’hygiène hospitalière. En 1883, un rapport du docteur Foville, inspecteur général, souligne que l’établissement ne répond plus aux standards modernes et qu’une restructuration est nécessaire. Il estime que l’hôpital est trop grand, mal ventilé et inadapté à la séparation des patients en fonction de leurs pathologies.
Cette critique s’inscrit dans un contexte plus large d’évolution de la médecine. L’importance de l’hygiène hospitalière devient primordiale pour limiter la propagation des infections nosocomiales, et les anciens hôpitaux, aux bâtiments massifs et à la promiscuité importante, sont progressivement remis en question.
En 1903, la commission d’hygiène du Comité Médico-Chirurgical de Lyon, composée de médecins éminents tels que Jules Courmont, qualifie l'Hôpital de la Charité et l’Hôtel-Dieu d’"anachronismes" hospitaliers. Le rapport conclut que ces établissements ne peuvent être modernisés et que leur emplacement en centre-ville est un obstacle à leur adaptation.

### Débat entre modernisation et désaffectation

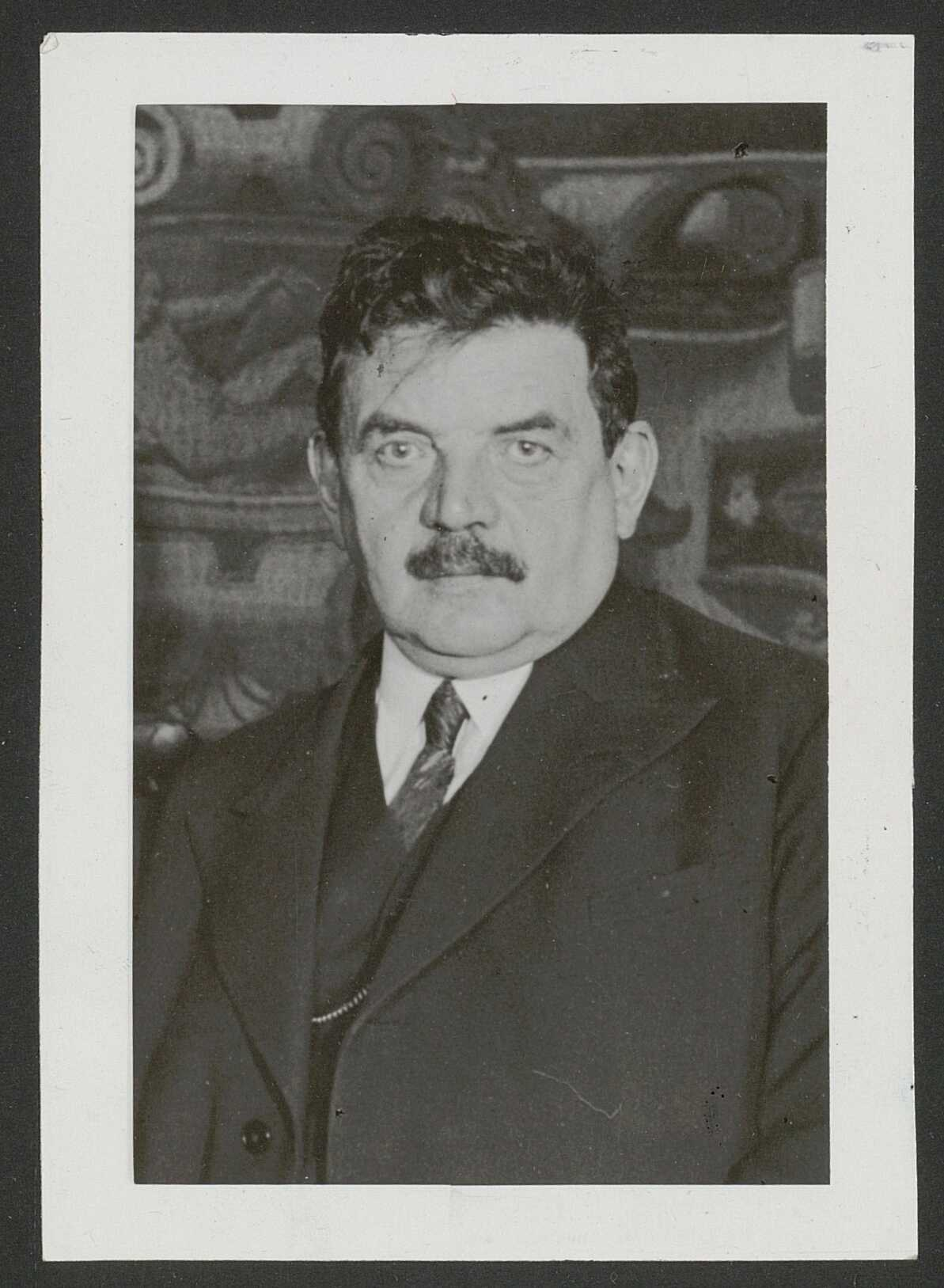
Photographie d'Édouard Herriot, maire de Lyon de 1905 à 1940.

Au début du XXe siècle, un débat s’installe entre l’administration des Hospices Civils de Lyon, qui privilégie la modernisation des structures existantes, et la municipalité dirigée par Édouard Herriot, qui soutient la construction de nouveaux hôpitaux en périphérie.
En 1921, Édouard Herriot exprime son inquiétude face à la mortalité infantile élevée constatée à la Charité et demande une étude sur la possibilité d’évacuer l’établissement. La ville et les Hospices Civils envisagent alors des solutions pour répartir les patients vers les hôpitaux de Grange-Blanche, Debrousse et la Croix-Rousse, de nouveaux établissements mieux adaptés aux besoins médicaux contemporains. La question financière joue également un rôle clé : les Hospices Civils, en difficulté budgétaire, peinent à financer la modernisation des infrastructures existantes, tandis que la municipalité estime qu’il serait plus économique de construire de nouveaux hôpitaux plutôt que de rénover des structures obsolètes.
En 1924, après plusieurs années de discussions, la décision de désaffecter progressivement l’hôpital de la Charité est prise. Cette fermeture se fait en plusieurs étapes, avec un transfert progressif des services médicaux vers d’autres établissements.

### Destruction et reconversion du site
En 1932, la municipalité de Lyon cède le terrain de l'Hôpital de la Charité à l’État pour y construire un Hôtel des Postes, marquant ainsi la disparition définitive de l’établissement. Les travaux de démolition commencent en 1934 et s’achèvent en 1935. 

Photographies de la destruction de l'Hôpital de la Charité à partir de 1934.
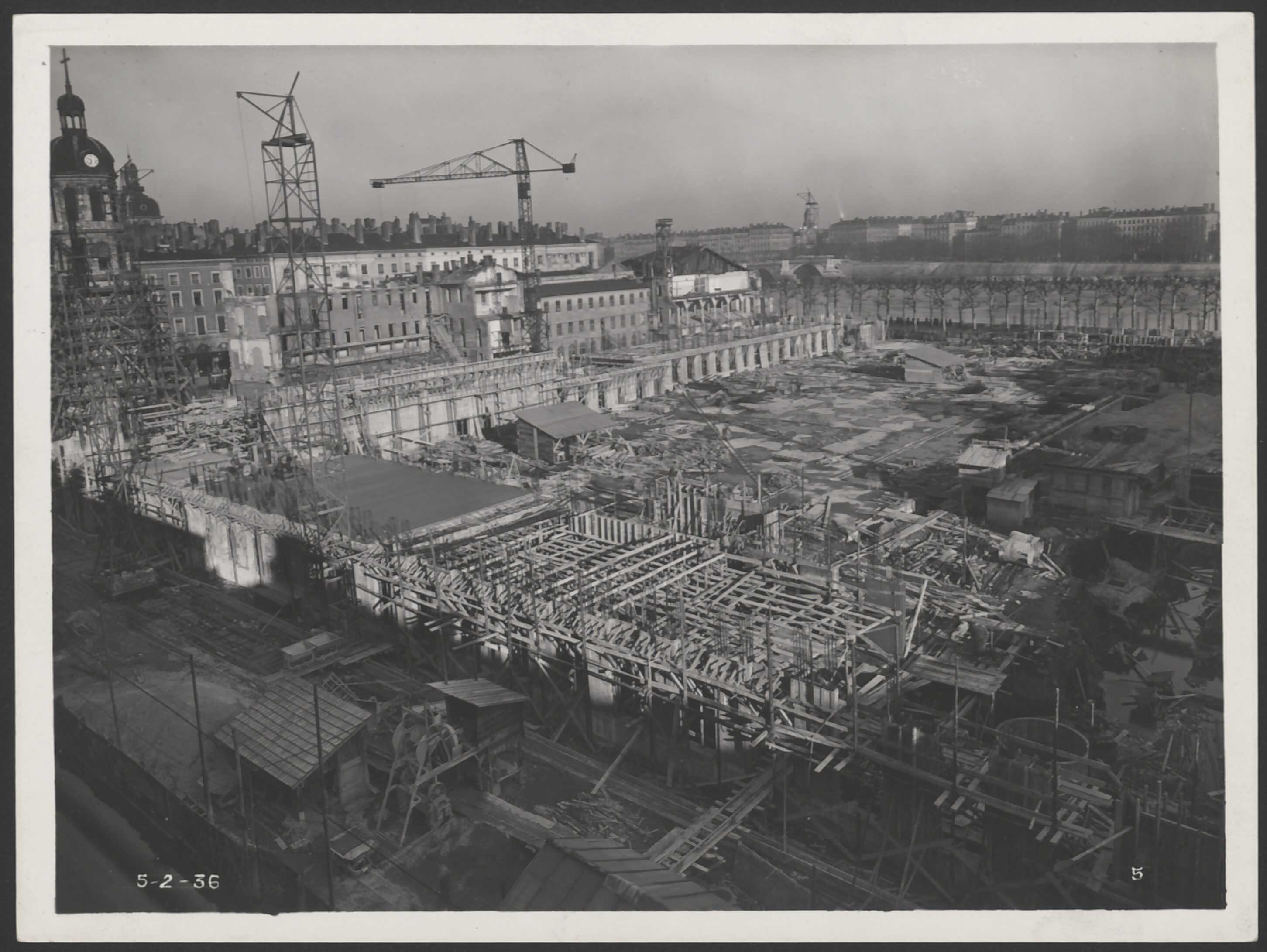
Destruction de l'Hôpital de la Charité et construction des ailes Poncet et Charité (5 février 1936)
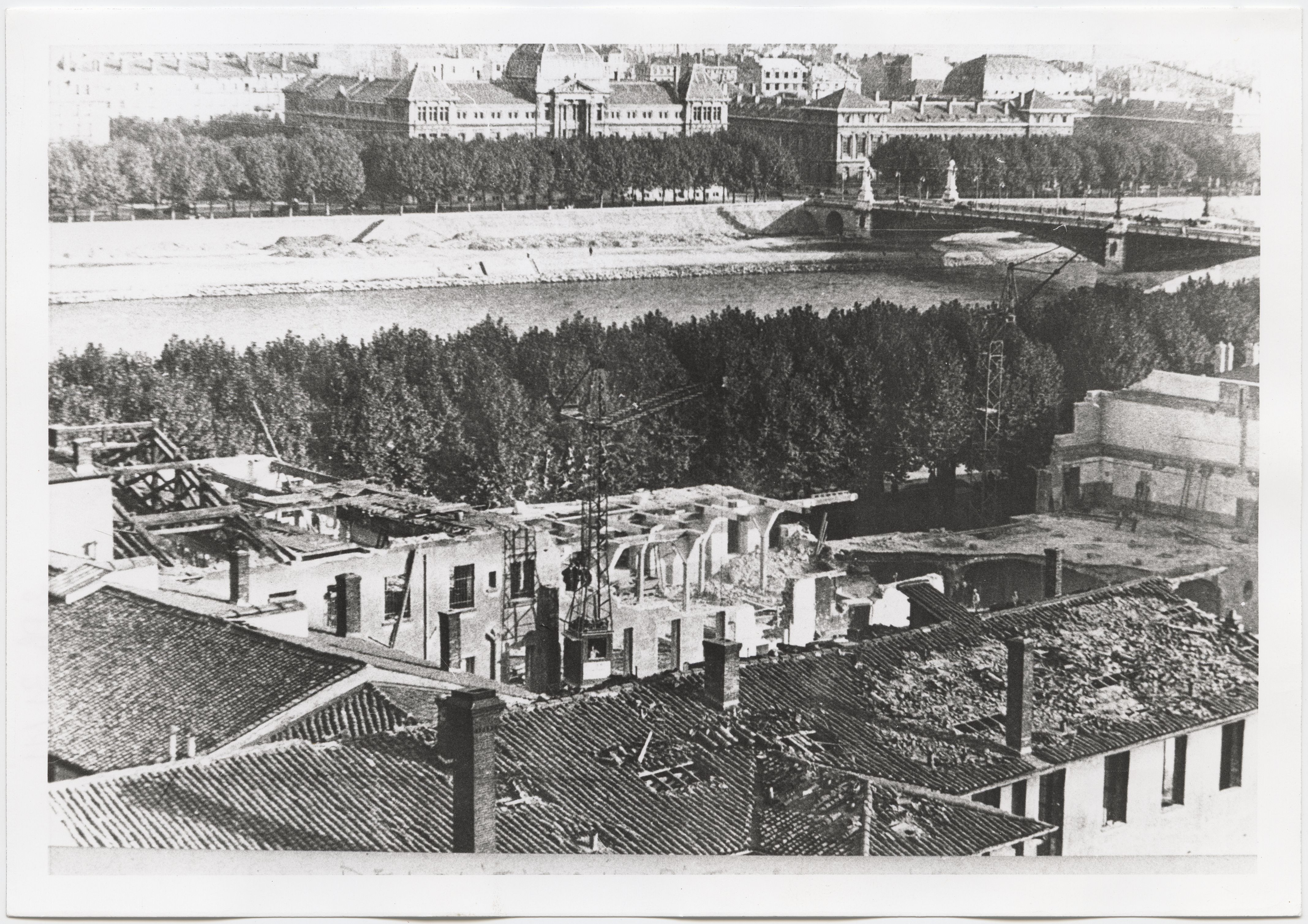
Vue panoramique de l'Hôpital de la Charité (1935)
Destruction de l'Hôpital de la Charité (1935)
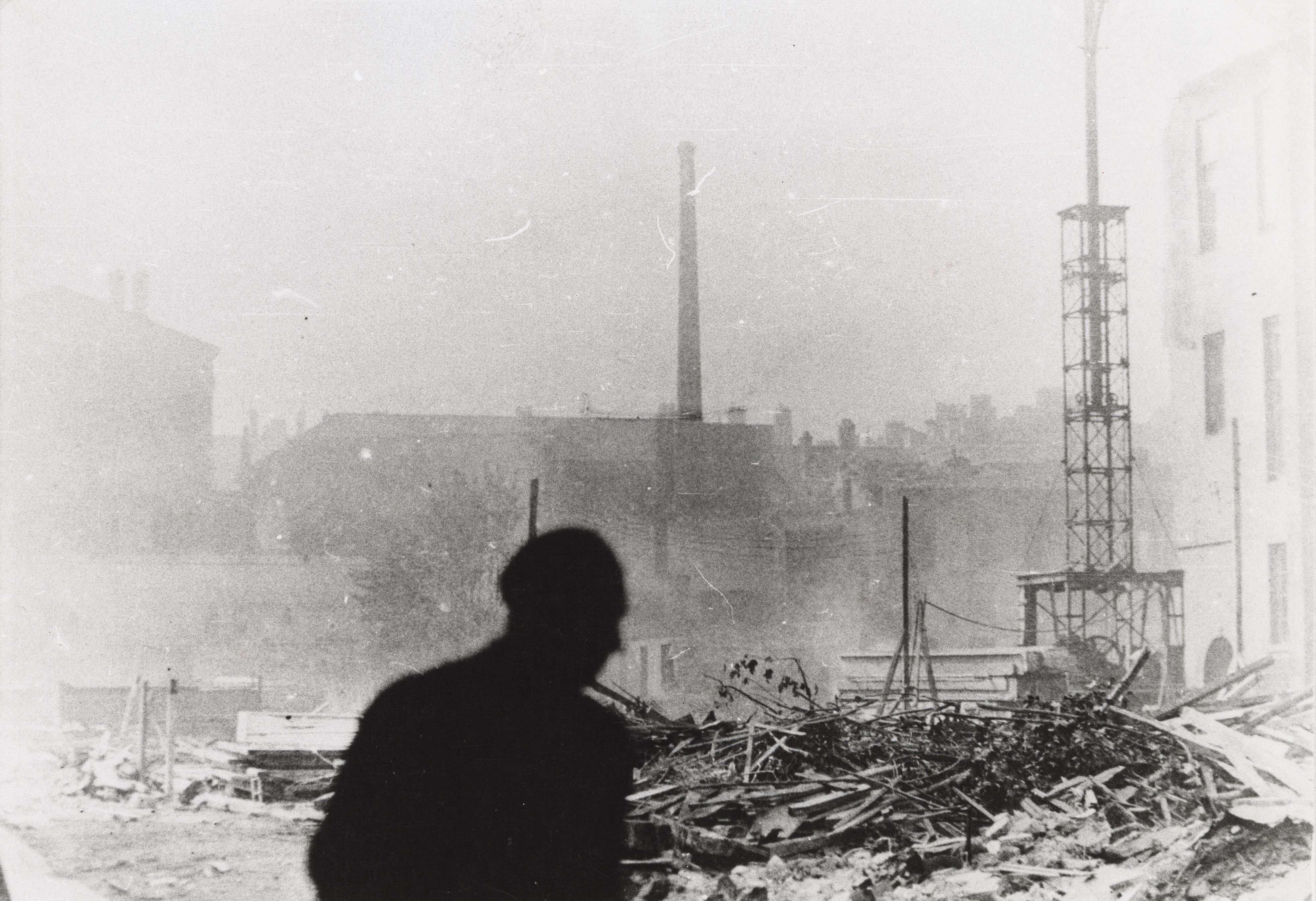
Destruction de l'Hôpital de la Charité (1935)
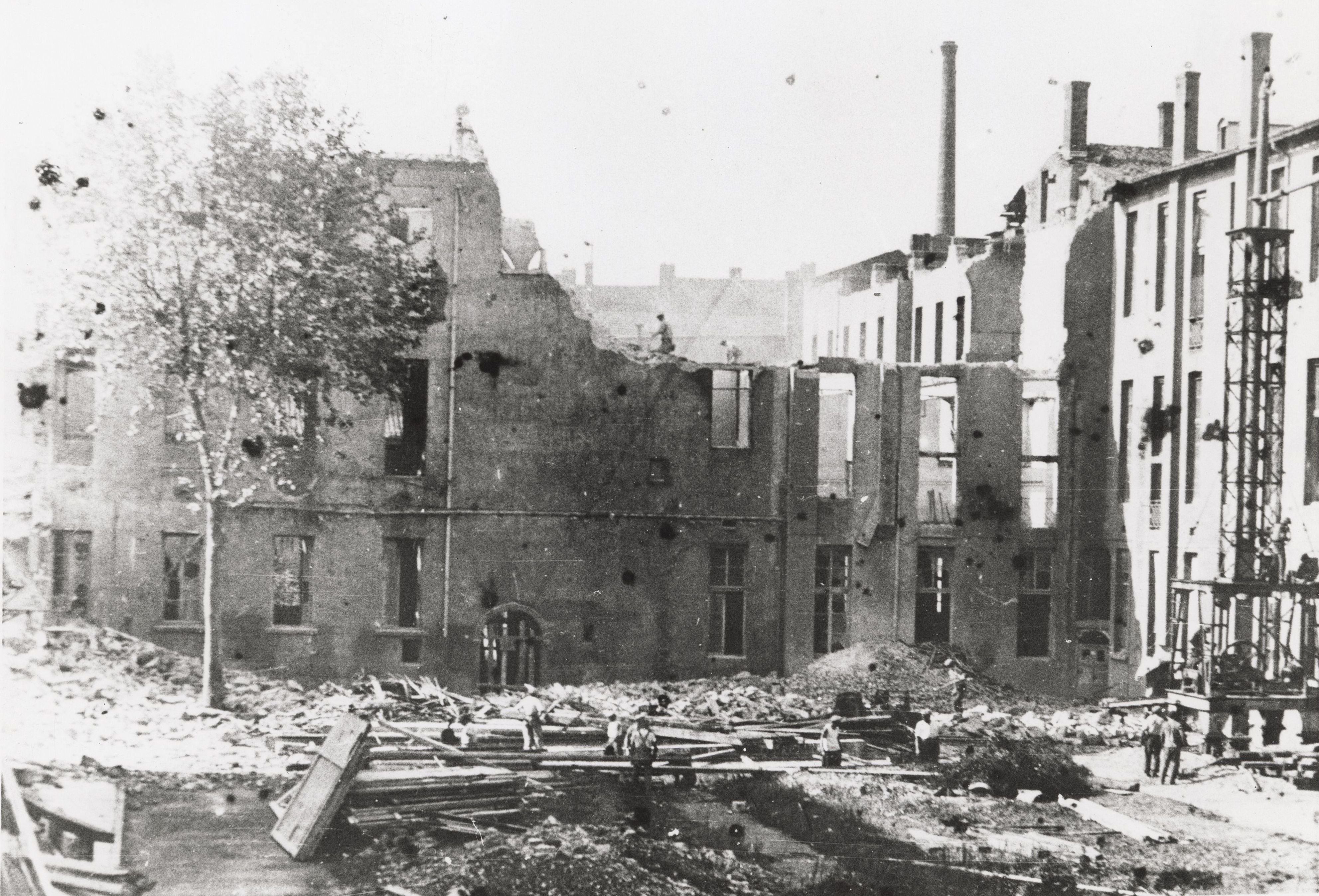
Destruction de l'Hôpital de la Charité (1935)
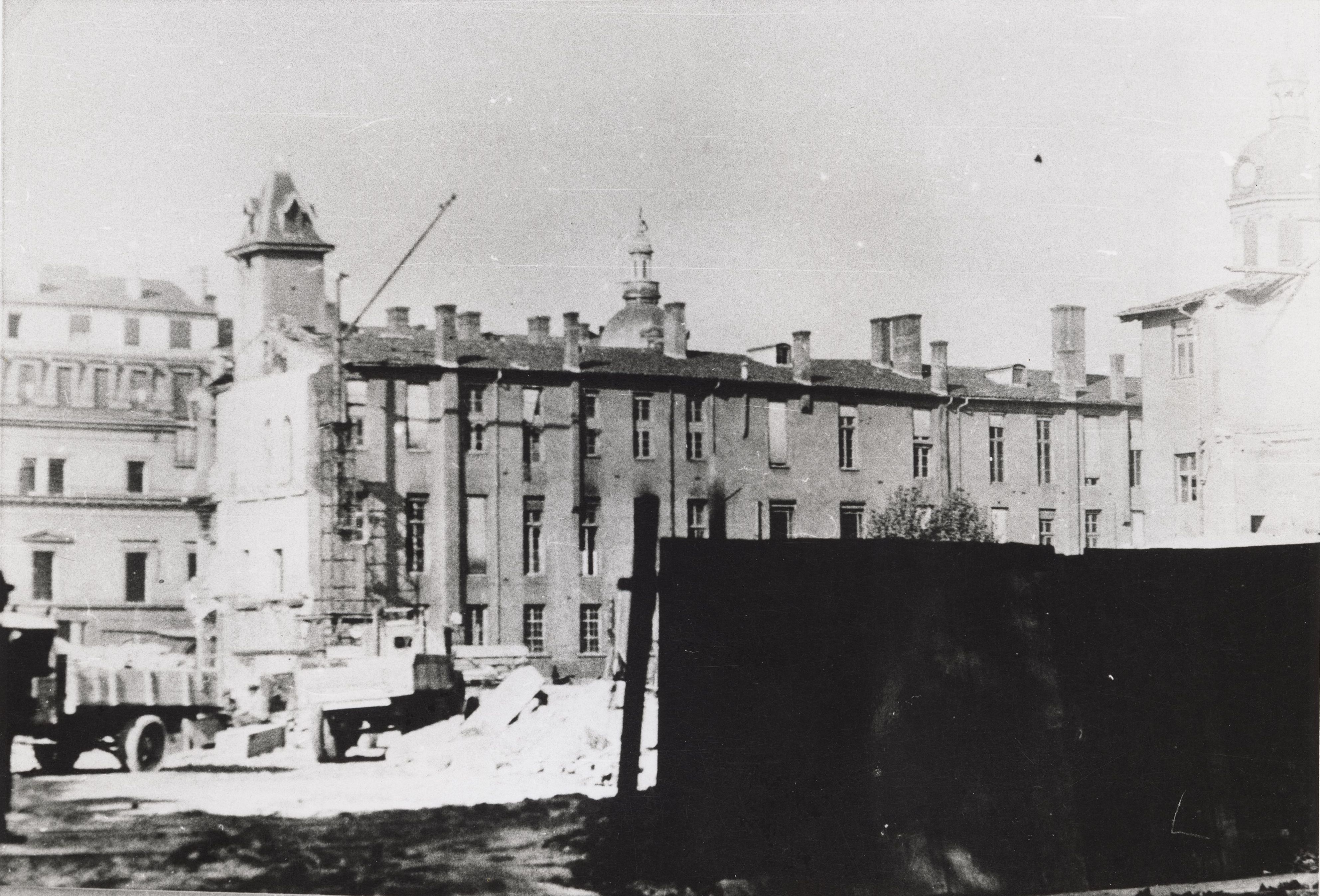
Destruction de l'Hôpital de la Charité (1935)
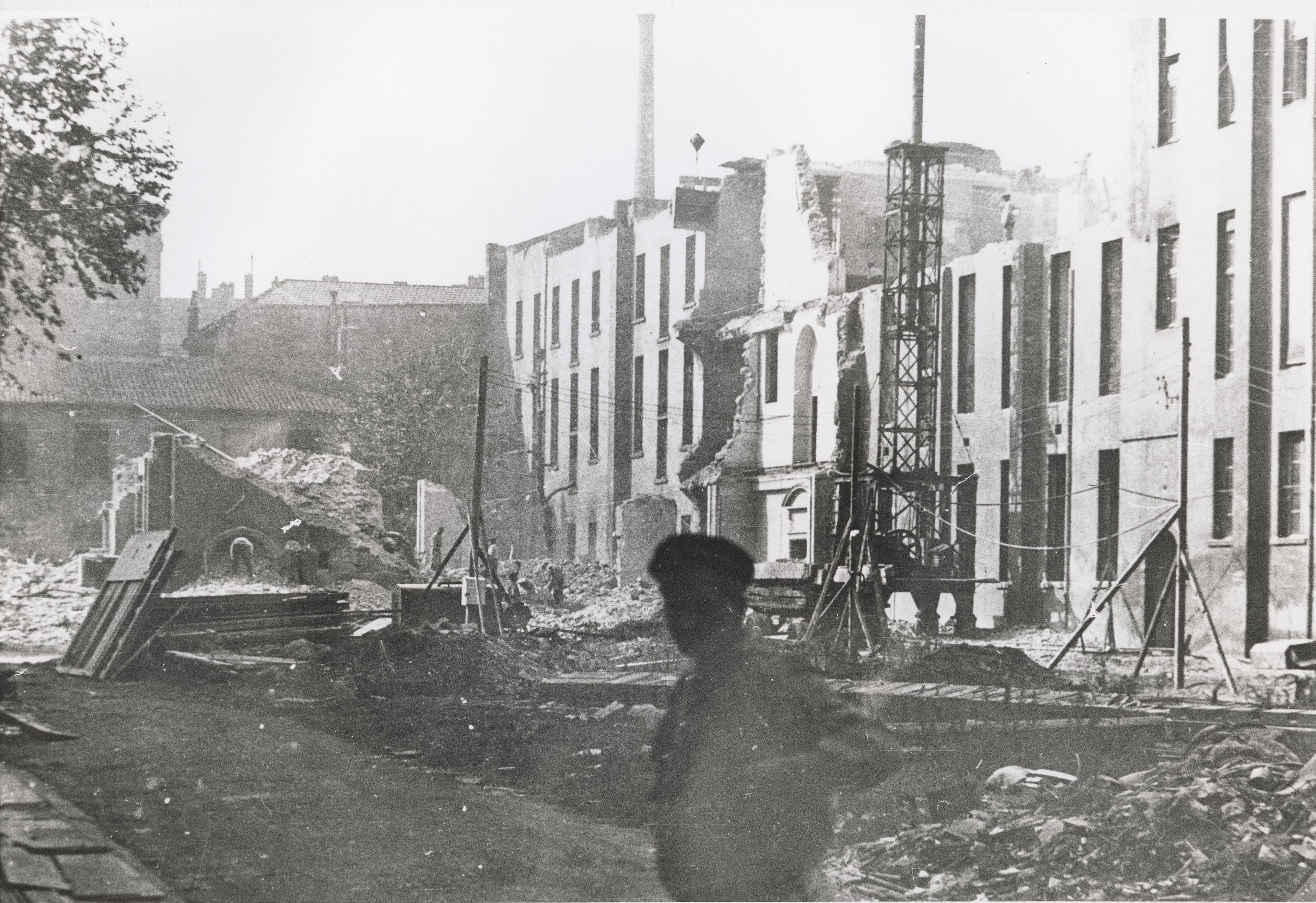
Destruction de l'Hôpital de la Charité (1935)
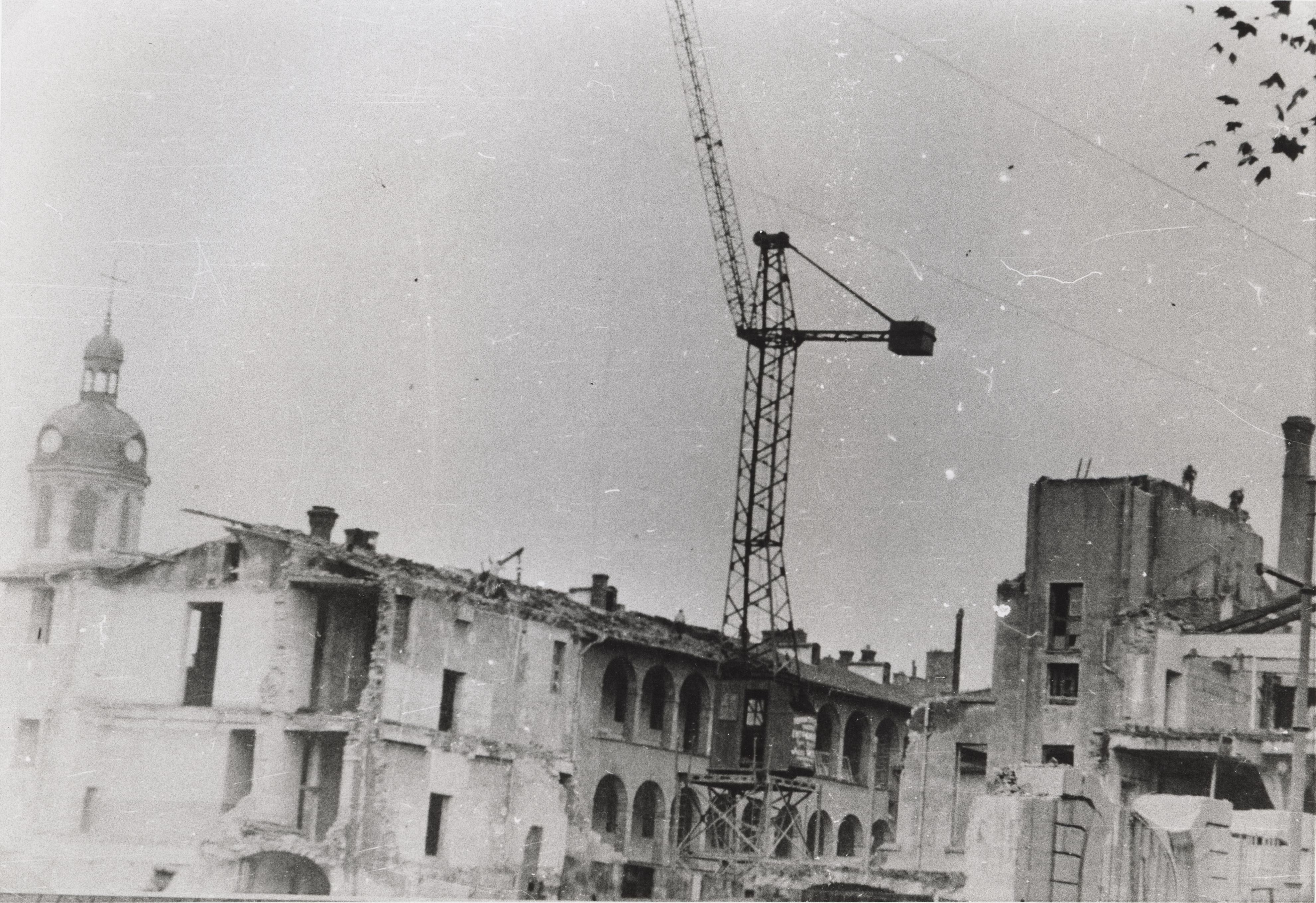
Destruction de l'Hôpital de la Charité (1935)
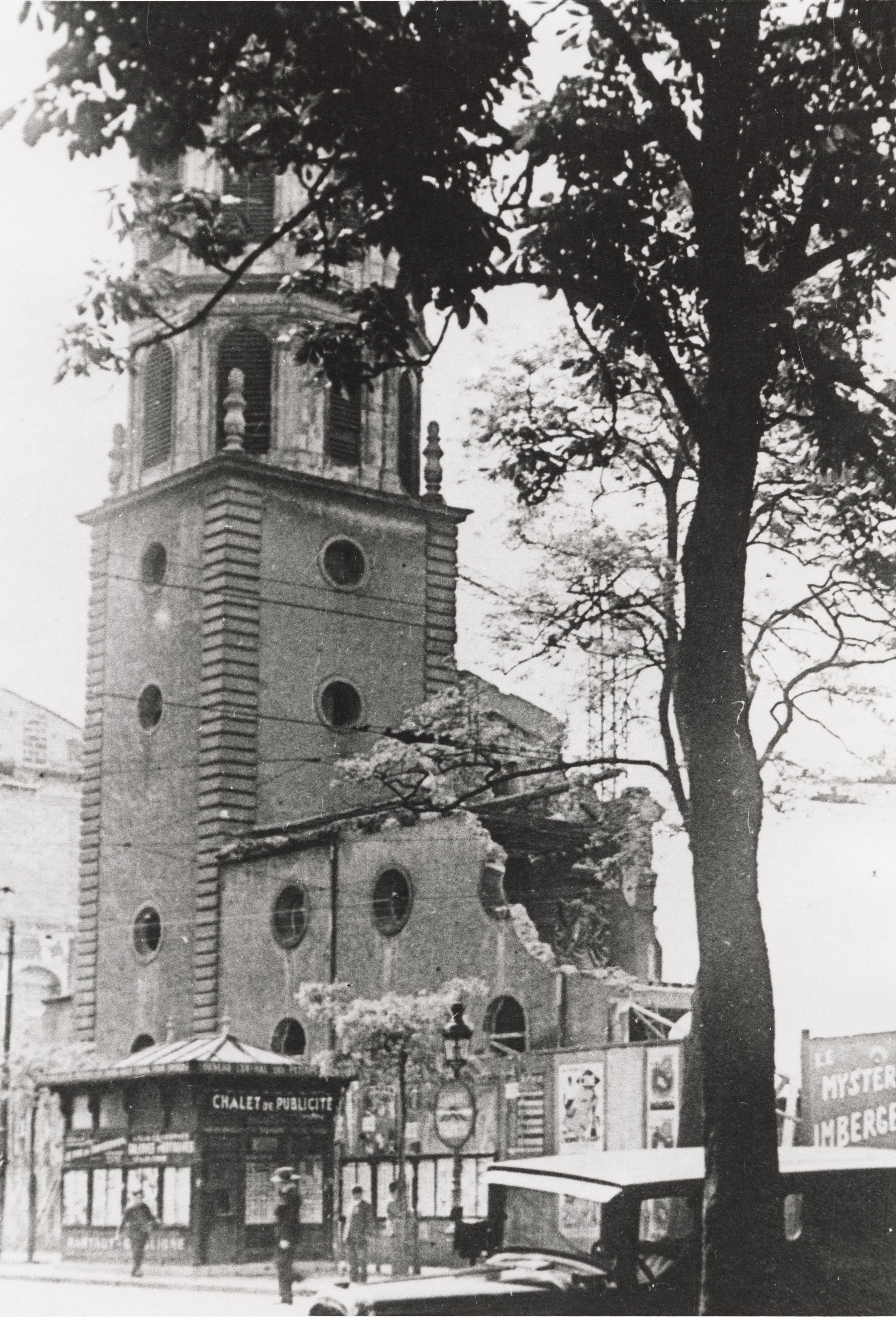
Destruction de l'Hôpital de la Charité (1935)

Carte postale de l'inauguration de l'Hôtel des Postes de Lyon le 17 juillet 1938.

L’Hôtel des Postes est construit à son emplacement, tandis que la place Antonin-Poncet est aménagée pour restructurer l’espace urbain. Ce projet s’inscrit dans une transformation plus large de Lyon, où les hôpitaux historiques situés en centre-ville sont progressivement remplacés par de nouvelles infrastructures médicales en périphérie, notamment à Grange-Blanche. L'architecture du nouvel Hôtel des Postes est confiée à Michel Roux-Spitz, lauréat du prix de Rome en 1920. Afin de préserver le patrimoine de l'Hôpital de la Charité, certains éléments architecturaux et œuvres d’art sont transférés à l’Hôtel-Dieu, notamment des sculptures, du mobilier et des archives.

## Postérité

### Le Clocher de la Charité, dernier vestige classé en date

Le Clocher de la Charité et l'Hôtel des Postes (1940)

Alors que la démolition de l'Hôpital de la Charité de Lyon s'achevait en 1934, une mobilisation citoyenne émerge pour tenter de sauver son clocher et sa chapelle. Une pétition rassemble plus de 500 signatures de personnalités lyonnaises – médecins, artistes, architectes – soulignant l'importance patrimoniale de ces édifices. Malgré l'intérêt manifesté, la chapelle fut condamnée pour des raisons d'alignement urbain, mais l'idée de conserver le clocher est restée.
L'opposition à la démolition se structura, avec le soutien de la Société Française d’Histoire de la Médecine et du journal Le Nouvelliste, qui ouvrit un registre permettant aux Lyonnais de signer une pétition. La pression populaire grandit, atteignant plus de 9 000 signatures.

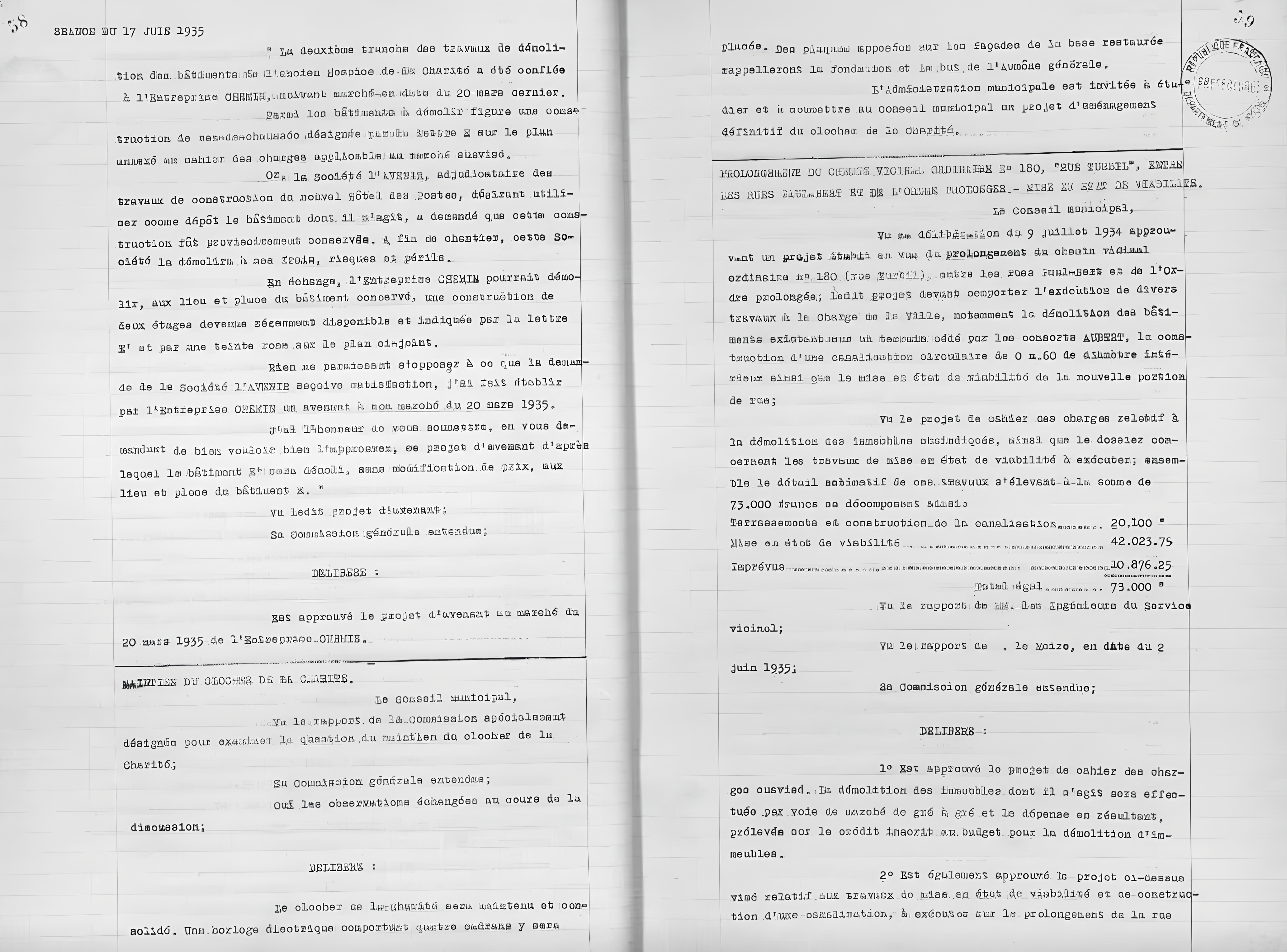
Délibération du conseil municipal de Lyon du 17 juin 1935 portant sur le maintien du Clocher de la Charité.

Face à cette contestation, le Conseil Municipal de Lyon, initialement hostile, consent à maintenir provisoirement le clocher jusqu'à preuve de sa fragilité. Mais les débats persistent, et en mai 1935, une commission déclare la structure « inconsolidable ». L’opposition, reposant notamment sur des motifs anticléricaux, alimente les tensions.
Finalement, le 17 juin 1935, le maire Édouard Herriot, d’abord favorable à la démolition, change de position après la réception discrète d'un don anonyme permettant la consolidation du clocher. Il obtient un vote en sa faveur par 21 voix contre 13.
Le Clocher fut ainsi sauvé et une plaque commémorative fut apposée en hommage à l’ancien hôpital.
Le clocher de l'ancien hôpital de la Charité à Lyon a été classé au titre des monuments historiques par arrêté du 21 décembre 1982.

### Le café de la Cloche
Le café de la Cloche est situé au 4 rue de la Charité dans le 2e arrondissement de Lyon, à proximité du Clocher de la Charité.
Fondé au XIXe siècle, il doit son nom à la cloche utilisée depuis cette époque pour signaler l'arrivée d'un nouveau-né abandonné dans le tour, un cylindre en bois mobile inséré dans un mur qui reliait l'extérieur à l'intérieur de l'Hôpital de la Charité.
Le café joue un rôle majeur dans le processus de mobilisation des années 1930 pour la préservation du Clocher. De nombreux acteurs de cette lutte comme Jean-Claude Dufresne, Paul Sordet, le Docteur Lyonnet fréquentaient cet établissement ainsi que des membres de la Société Française d'Histoire de la Médecine. Ils ont organisé des pétitions et rédigé des lettres à la municipalité de Lyon pour alerter sur la valeur historique du clocher. En 1934, après une longue bataille, la décision de maintenir le clocher est prise.
Le Café de la Cloche est ainsi devenu un lieu symbolique où les défenseurs du patrimoine lyonnais se réunissaient pour préserver une partie de l’héritage de l'Hôpital de la Charité.

### Transfert de la salle du Conseil, de la salle des Archives et de l’Apothicairerie à l’Hôtel-Dieu

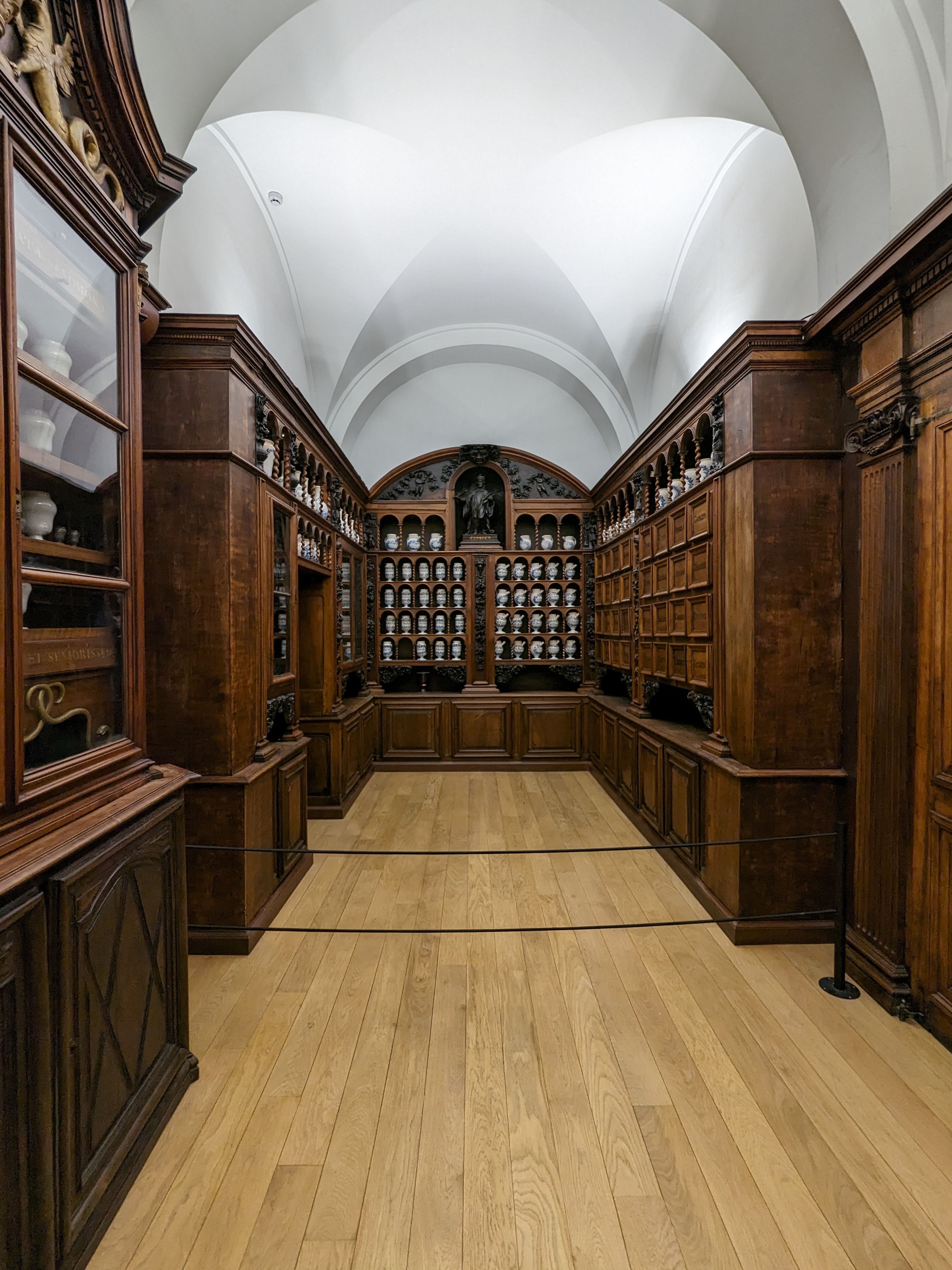
L'apothicairerie de l'Hôpital de la Charité dans le Musée des Hospices Civils de Lyon

La démolition de l'Hôpital de la Charité fut un évènement déclencheur pour la création du Musée des Hospices civils de Lyon. Ce dernier abrite les reconstitutions de trois salles de l'Hôpital de la Charité. L'ensemblé est classé au titre des Monuments Historiques depuis 2011.
La salle du Conseil contient des boiseries de style rocaille réalisées en 1744-1745 par Sébastien Tardy. On y trouve les riches meubles qui ornaient la salle, ainsi que des tableaux et sculptures.
La salle des Archives, datée de 1741-1742, offre un décor somptueux avec des boiseries scultées et un plafond en stuc.
Enfin, l'Apothicairerie (ou Cabinet de Pharmacie) est la pièce la plus ancienne de l'ensemble. De style Louis XIII, elle contient des boiseries sculptées figurées en lien avec le métier de l'apothicaire. Dans les niches, on retrouve les pots en faience qui étaient autrefois destinés au stockage d'ingrédients médicinaux.

Salle des Archives de la Charité de Lyon vers 1910

### Transfert des fonds d'archives
Minutieusement tenues depuis le XVIe siècle, les archives de la Charité survécurent aux troubles révolutionnaires. À partir de 1802, la création des Hospices Civils de Lyon provoque la constitution d'archives modernes, où chaque établissement assurait la tenue de ses propres archives.

## Architecture

La cour Saint-Honoré.

L'église constituait l'angle nord-ouest de l'hôpital. L'hôpital s'organisait à l'origine autour de neuf cours entourées de galeries à arcade.
Au centre, de l'ouest à l'est :
- cour d'entrée ;
- cour Saint-Honoré ;
- cour Sainte-Marthe.

Au nord, de l'ouest à l'est :
- cour Saint-Vincent-de-Paul ;
- cour de l'hôtel de Provence ;
- cour Saint-Joseph.

Au sud, de l'ouest à l'est :
- cour Saint-Nicolas ;
- cour Sainte-Catherine ;
- cour Saint-Côme.

Dans la deuxième moitié du XIXe siècle, les cours Saint-Honoré et de l'hôtel de Provence sont réunies pour n'en former qu'une seule et un nouveau bâtiment est construit en son centre.

Plans de l'hôpital de la Charité et de son quartier
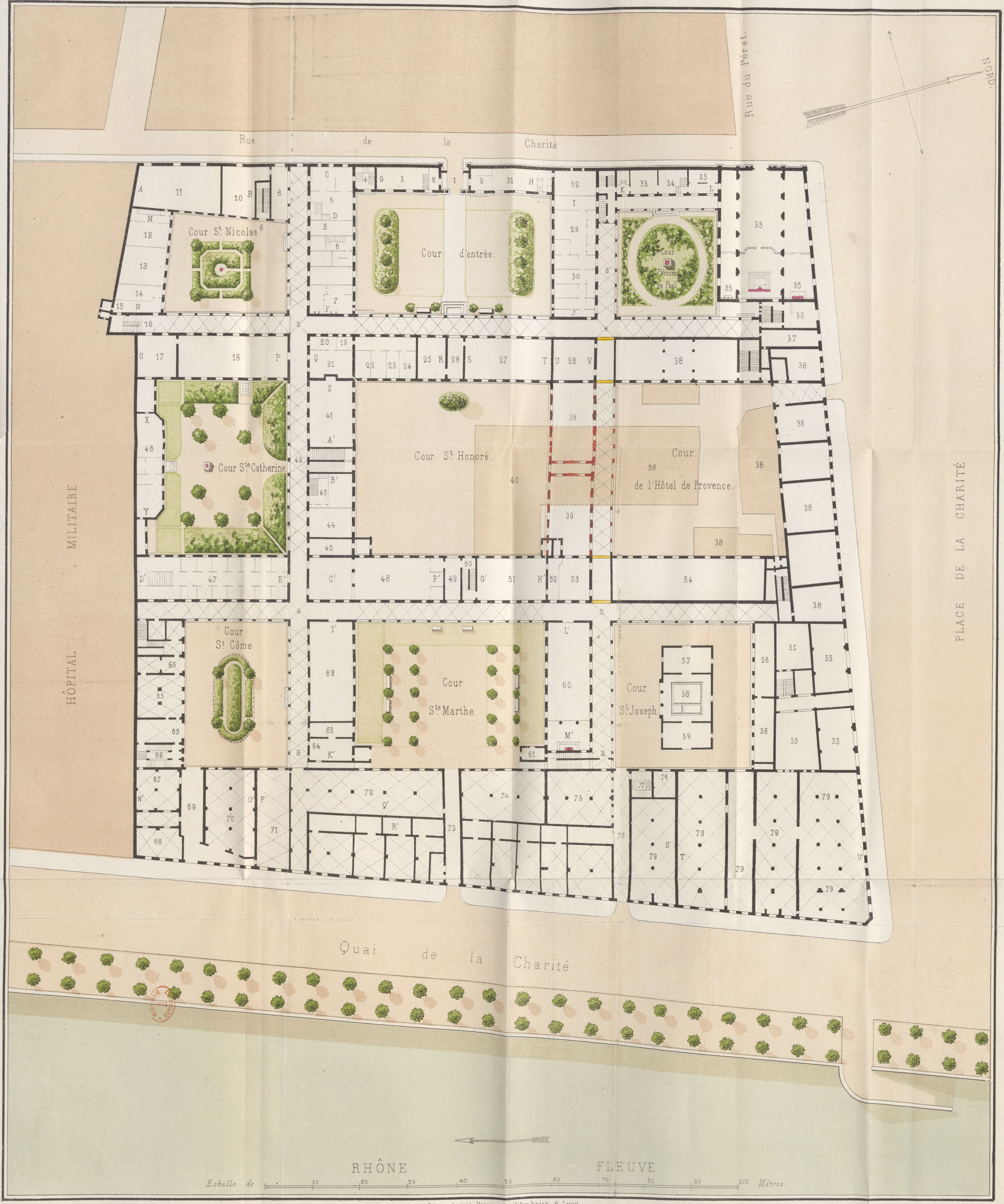
Plan de l'hôpital de la Charité en 1853
Plan parcellaire au 1:2000e du quartier Bellecour en 1915
Plan parcellaire au 1:2000e du quartier Bellecour vers 1938

## Expression
L'expression "C'est l'hôpital qui se moque de la Charité" serait tirée de la rivalité qu'ont entretenus jusqu'au XVIIIe siècle l'Hôpital de la Charité et l'Hôtel-Dieu de Lyon,.

## Diaporama

La porte d'entrée de l'hospice
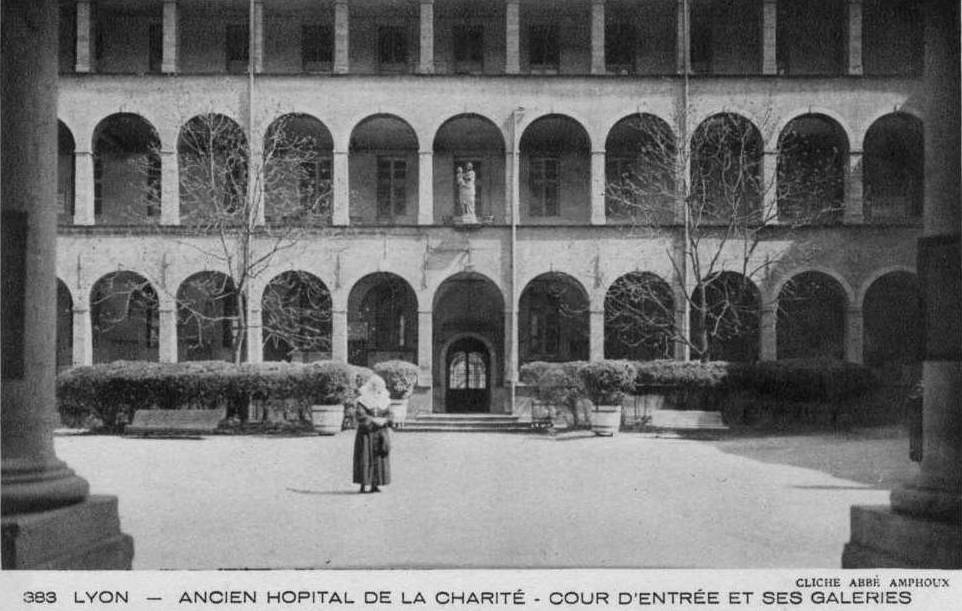
La cour d'entrée
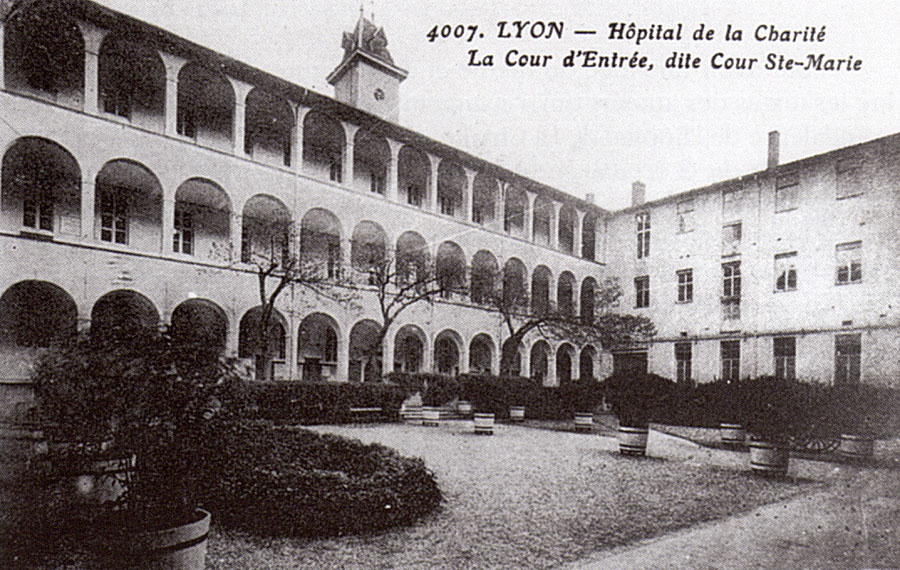
La Cour d'entrée, dite Cour Sainte-Marie
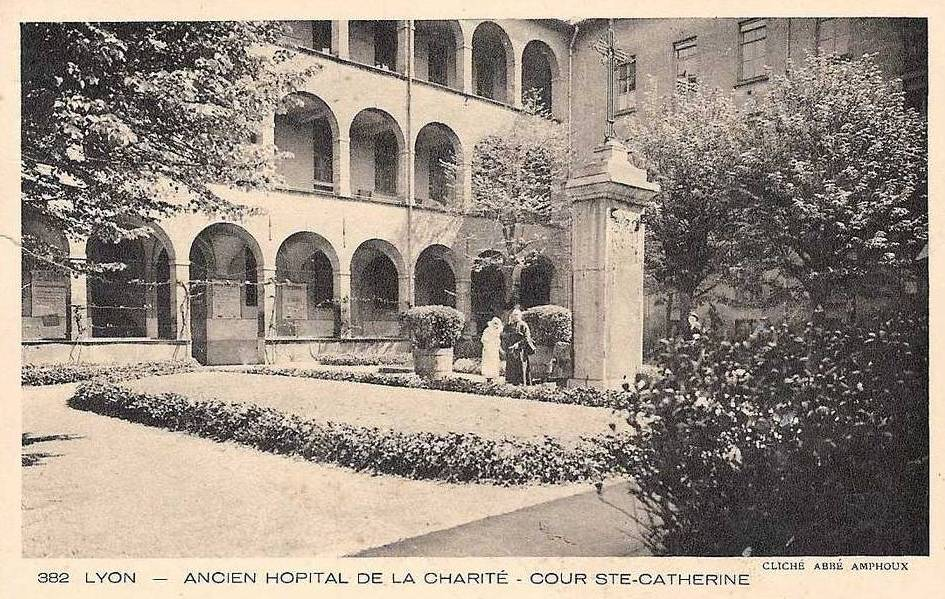
Cour Sainte-Catherine
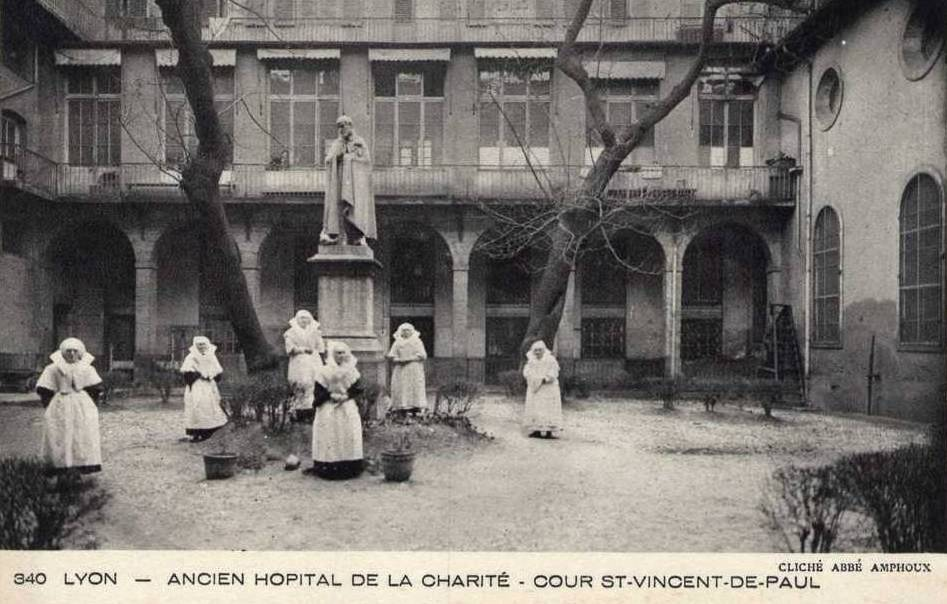
Cour Saint-Vincent-de-Paul
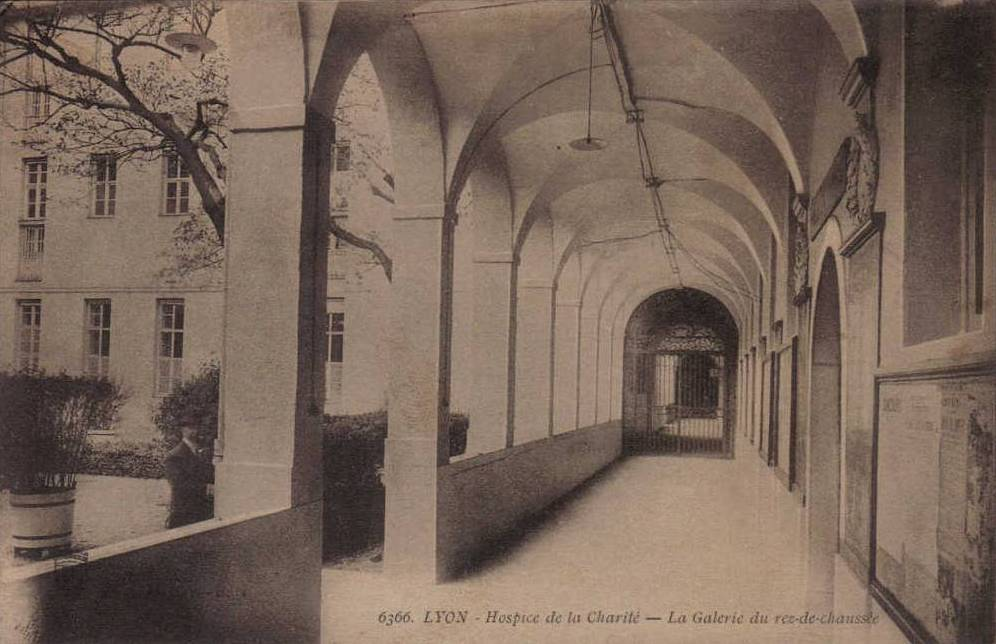
La galerie du rez-de-chaussée
Ancien hôpital de la Charité, salle du Conseil
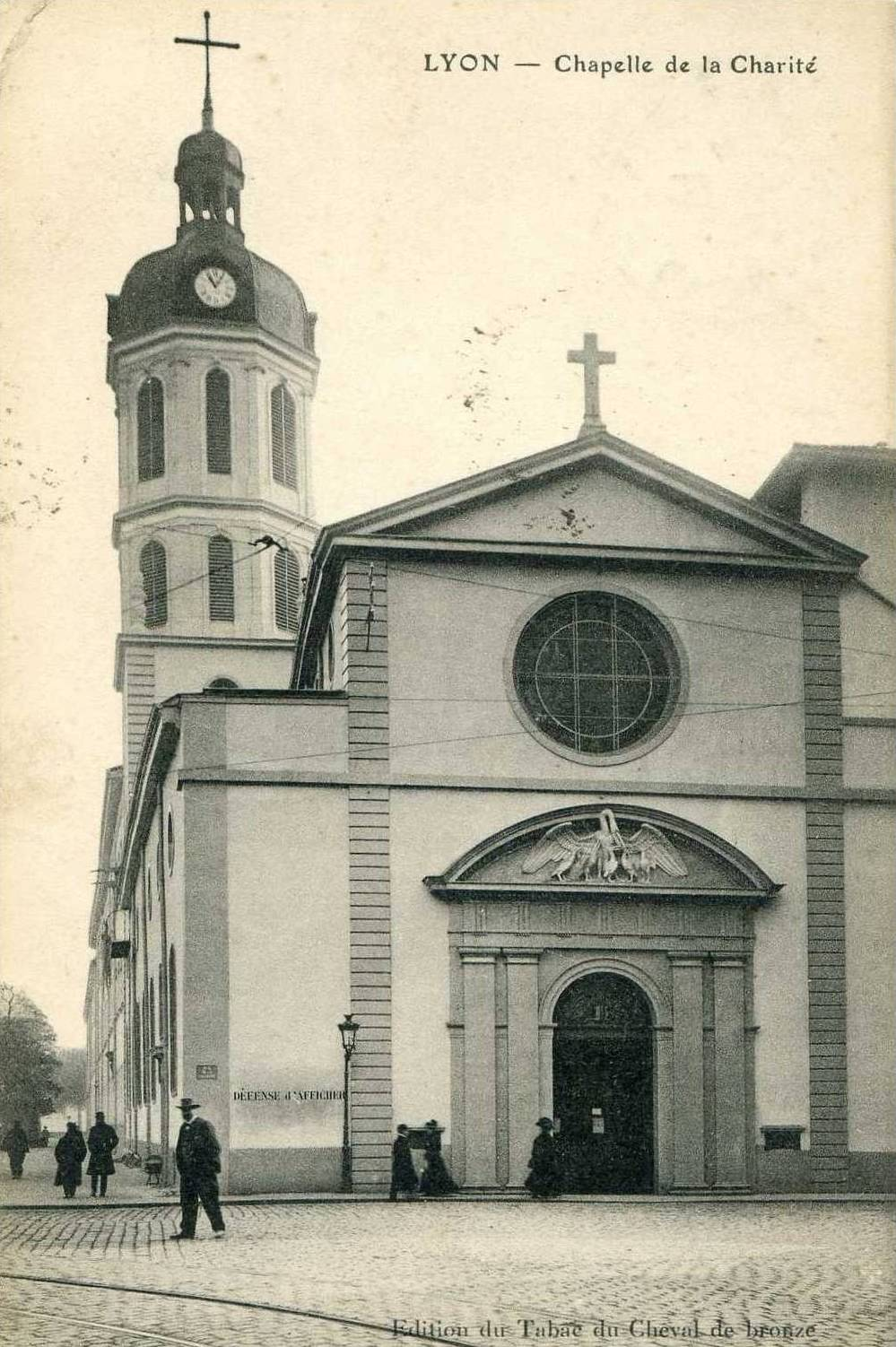
L'église
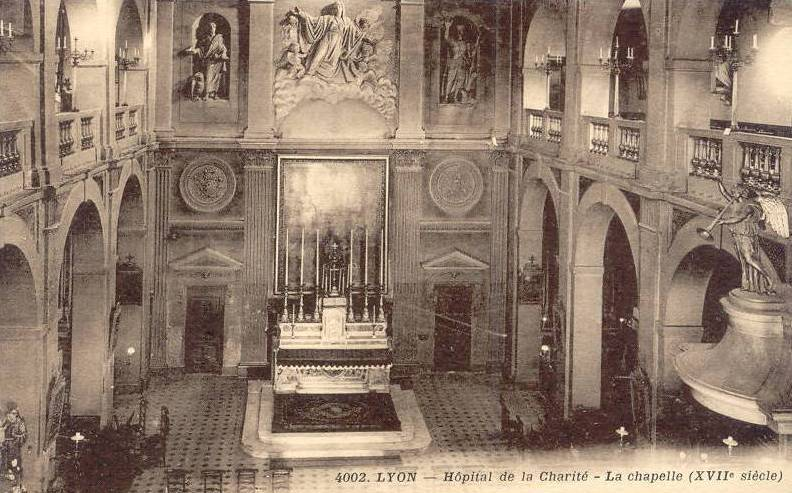
La chapelle
Vue intérieure de l'église de l'hôpital de la Charité de Lyon
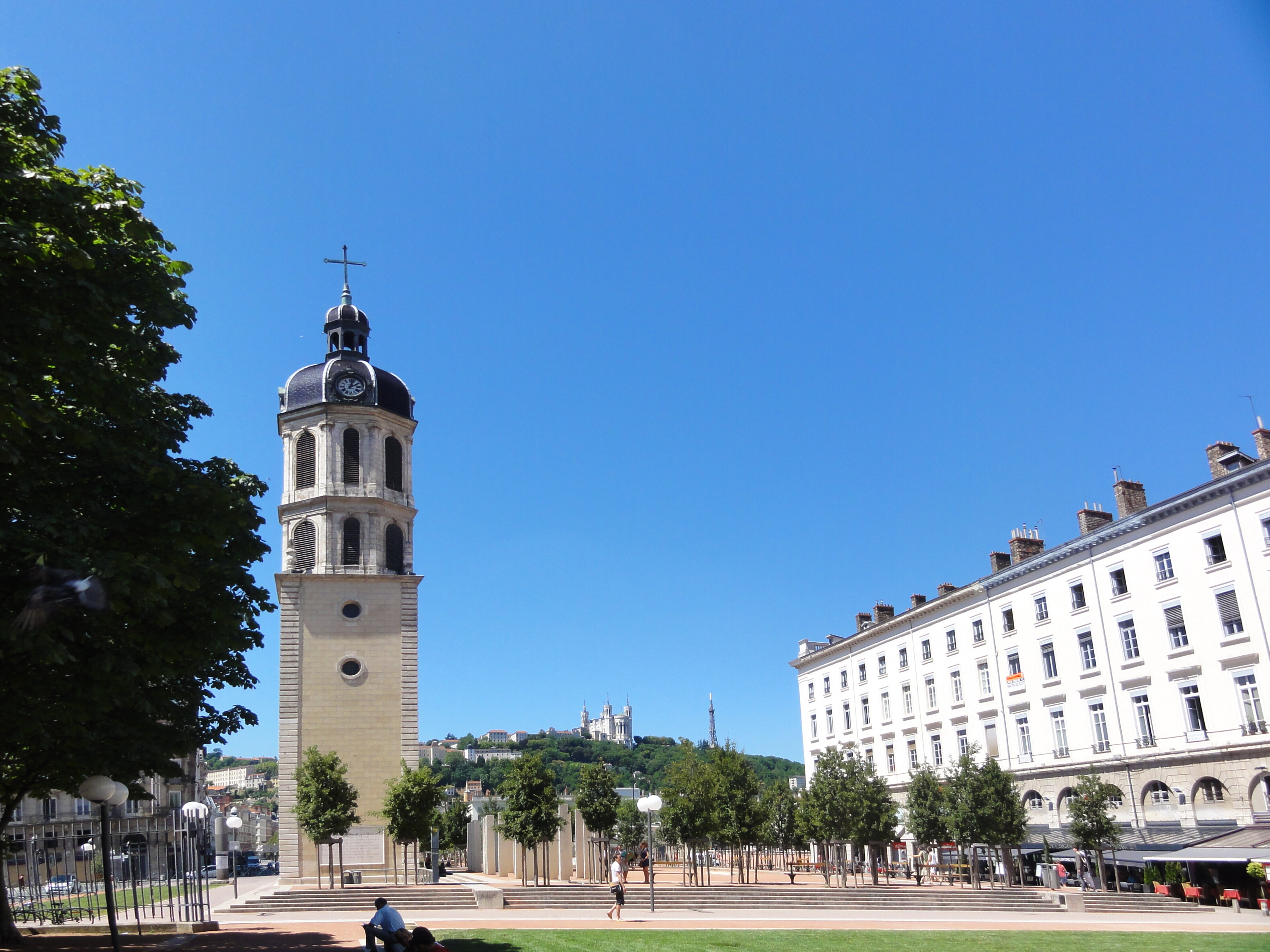
Au cœur de la ville
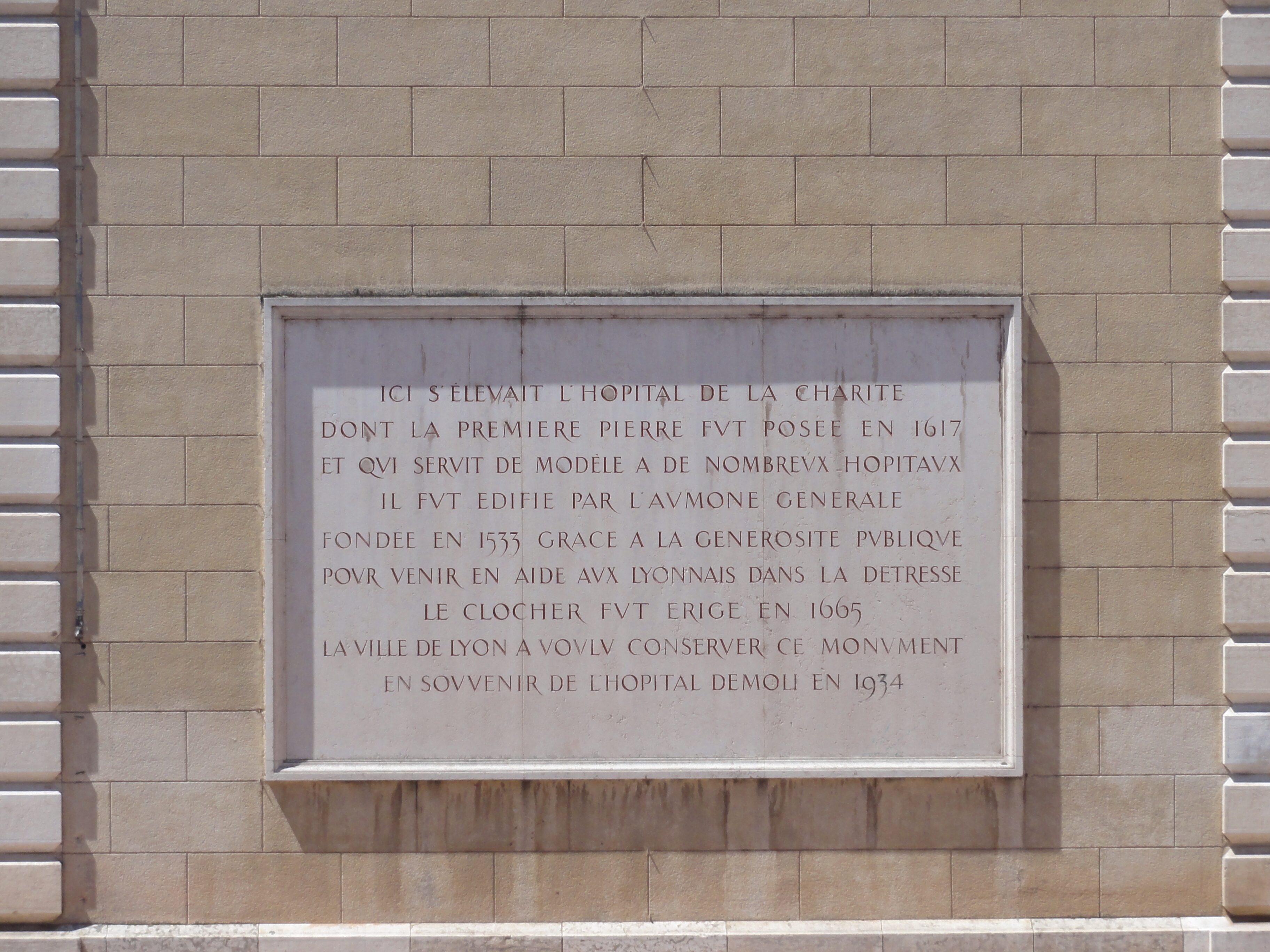
Plaque commémorative
Plan du clocher de l'église de la Charité

### Ouvrages généraux
- Albertin, Commandeur, Courmont, Mouinet, Pavot et Tixier, Comité médico-chirurgical de Lyon : rapports des commissions, Lyon, Impr. de P. Legendre, 1903, 80 p.
- Patrice Béghain, Bruno Benoit, Gérard Corneloup et Bruno Thévenon (coord.), Dictionnaire historique de Lyon, Lyon, Stéphane Bachès, 2009, 1054 p. (ISBN 978-2-915266-65-8, BNF 42001687)
- Léon Boitel (dir.), Lyon ancien et moderne, Lyon, L. Boitel éditeur, 1838, p. 257-302.
- Alain Bouchet, René Mornex et Danielle Gimenez, Les hospices civils de Lyon: histoire de leurs hôpitaux, Lyon, Éd. lyonnaise d'art et d'histoire, 2002 (ISBN 978-2-84147-131-7).
- Auguste Croze et André Gouachon, Bibliographie et histoire générale des Hospices civils de Lyon, t. I, des origines à 1802, Lyon, édition de l’ancienne imprimerie Walterner et Cie, 1914, 230 p.
- Auguste Croze, Marcel Colly, Marius Carle et Benoît, Emile, Marie Delore, Histoire de l'hôpital de la Charité de Lyon, Lyon, Audin et Cie, 1934, 442 p.
- Étienne Dagier, Histoire chronologique de l'Hôpital Général et Grand Hôtel-Dieu de Lyon, depuis sa fondation, mêlée de faits historiques concernant l'aumône générale et la ville de Lyon, Lyon, M.P.Rusand, 1830, Vol.1 (462 p.)
- Étienne Dagier, Histoire chronologique de l'Hôpital Général et Grand Hôtel-Dieu de Lyon, depuis sa fondation, mêlée de faits historiques concernant l'aumône générale et la ville de Lyon, Lyon, M.P.Rusand, 1830, Vol.2 (551 p.)
- Fernand Gillet, L'hôpital de la charité depuis sa fondation jusqu’en 1900, Montévrain, Imprimerie typographique de l'École d'Alembert, 1900, 127 p.
- Robert Gilly, Les enfants malades dans les hôpitaux. L'exemple de Lyon 1800-2000, Paris, Éditions Louis Pariente, 2000, 317 p.
- Augustin-Pierre-Isidore de Polinière, Considérations sur la salubrité de l'Hôtel-Dieu et de l'hospice de la Charité de Lyon, Lyon, L. Perrin, 1853, 254 p.
- Mathieu Varille, Marcel Colly, Jean Rodery, Raymond Rizard et Jean Rousset, Les hospices civils de Lyon, Lyon, Audin et Cie, 1953, 327 p.

### Articles sur l'Hôpital de la Charité
- Fernand Boucaud, « L’hôpital de la Charité », Rive gauche : revue de la Société d'étude d'histoire de Lyon, no 125,‎ 1993, p.3-6.
- Alain Bouchet, « La fin d’un grand hôpital lyonnais », Conférences d'histoire de la médecine, cycle 1981-1982, Institut d'histoire de la médecine, vol. 3,‎ 1983, p. 111-144.
- Auguste Croze, « L’Hôtel-Dieu et La Charité », 1914, in Guide de Lyon, 1914, p. 49–52.
- Anne Mondelain, « Hospice de la Charité, hôpital général de la Charité », inventaire général du patrimoine culturel de la région Auvergne-Rhône-Alpes, sur Patrimoine de Rhône-Alpes, 2012 (consulté le 18 mai 2016).

### Autres références
- J. Boudant, C. Saby-Laboureur et M.A Villeret, « Archives municipales de Lyon, Fonds des Hospices civiles de Lyon Service central des HCL » [PDF], 2007.
- Archives municipales de Lyon, « Enfants abandonnés des Hospices Civils de Lyon, Fonds des Hospices Civils de Lyon » [PDF], 2009
- Association lyonnaise Historical Cities, « L'Hôpital de la Charité »
- Marie-Claude Dinet-Lecomte, « La « cléricalisation » du personnel hospitalier en France aux XVIIe et XVIIIe siècles », Religion et enfermements, Presses universitaires de Rennes,‎ 2005, p. 115-129.

### Biographie
- Gabriel Arminjon, Banquier des pauvres, Lardanchet, 1957, Lyon.

### Ouvrages de fiction mentionnant L'hôpital de la Charité de Lyon
- Pascal Grand, Charité bien ordonnée, Pavillon Noir, 2019 (EAN 9782367990538)